# 庄地区
庄地区（しょう ちく）は、岡山県倉敷市内の地域区分であり、同市の最東北部に位置しており東西に約3.5 km、南北に約5kmのほぼ長方形状に広がる平野である。
庄地区の東側全域は南北に渡り岡山市北区（旧、吉備町地区）に隣接しており、市境線を挟み岡山市との最前線的な立ち位置となっている。また最北部は、東西全域に渡り岡山市北区（旧、高松地区）および、最西部の南北に伸びる境界線の約5.4km中、北側寄りの約3kmに渡り総社市（旧、山手村地区）と隣接している。さらに最南部の東西に伸びる境界線の約5.5km中、中央部から東側寄りの約2.2 kmに渡り、別行政区となる都窪郡早島町との境界線約700mおよび、続いて岡山市北区（旧、吉備町地区）との境界線約1.5kmが隣接している。この複雑な半四角形状態で多くの別市町村と四方向に隣接しており、非常に珍しい地区となっている。
倉敷市の行政的には庄支所が管轄する地域をさす。かつての都窪郡（つくぼぐん）・（都宇郡）庄村（しょうそん）にあたる。庄支所管内は、栗坂（くりさか）・下庄（しもしょう）・上東（じょうとう）・松島（まつしま）・二子（ふたご）・山地（やまぢ）・西尾（にしお）・庄新町（しょうしんまち）・日畑（ひばた）・矢部（やべ）の、十地区の大字からなる。

## 概要
当地域は、かつて都窪郡（都窪郡発足以前は都宇郡）庄村であったが、1971年に倉敷市へ編入合併した。現在の倉敷市栗坂・下庄・上東・松島・二子・山地・西尾・庄新町・日畑・矢部の各大字が該当地域である。
現状では庄地区内を南北の四分の一程度に区切った南部位置に、下庄・二子・松島の三地区を連続して東西に渡って約3.5Kmほど貫く形で、片側一車線の岡山県道162号岡山倉敷線（旧国道2号）が通っているので、岡山・倉敷方面への利便性が非常に高い。また、この県道沿いには飲食店・大型量販店・ガソリンスタンドなどを主とした、各種のロードサイド店舗が数多く立地している。しかし、特に飲食店舗は飽和状態になっているため、近年は下庄地区にまだ多く残る県道沿いの田地を埋め立てての新規出店はおろか、全体的に既存店の廃業による店舗の入れ替わりも目立ってきている。さらに、この県道とほぼ平行して1.5km北側の日畑・上東・二子の三地区を東西に連続して貫く形で山陽新幹線および、新幹線高架を挟み、高架建設時に必ず設置されていた工事用側道跡地を利用した片側二車線の道路幅を持ち、岡山市・倉敷市を結ぶ幹線道路（岡山県道242号川入巌井線）が、旧国道2号線のバイパス代わりとして年々、通行量が増えて来ている。しかし庄地区内沿線では、にぎわっている旧国道2号線沿線とは対照的に店舗どころか一般住宅などもまばらな状態で、殆どの沿線ではのどかな水田風景が広がっている。
また同じく県道（旧、国道2号線）と平行して、1km南側の下庄地区と栗坂地区の境界線上及び、下庄地区の西側に続く松島地区と栗坂地区の境界線上を東西に連続して貫く形で、在来線の山陽本線および、伯備線が敷設されている。この山陽本線の最寄り駅として、東側には岡山市管内となる庭瀬駅（にわせ）、西側には倉敷市管内となる中庄駅（なかしょう）があり、通勤通学の便は非常に高く、これらの交通網の発展も人口増加の大きな要因である。
そのほかには、庄地区内には直接出入りできるIC施設はないが、庄地区の最北西部の矢部・山地・二子の三地区が連なる山間の片隅をかすめる様に、山陽道も通っている。また二子地区内の山陽道に関連する二子トンネルでは、年末年始・ゴールデンウィーク・お盆時期など、大規模な広域での人口移動時期には、帰省日時により二子トンネル出入り口の南側（上り大阪方面【山陽道】行・山陰方面【岡山道・米子道】行）および、北側（下り広島【山陽道】行・四国方面【瀬戸中央道】行）を先頭に約5 km程度の渋滞発生箇所としても知られている。

## 発展と共に

### 地勢

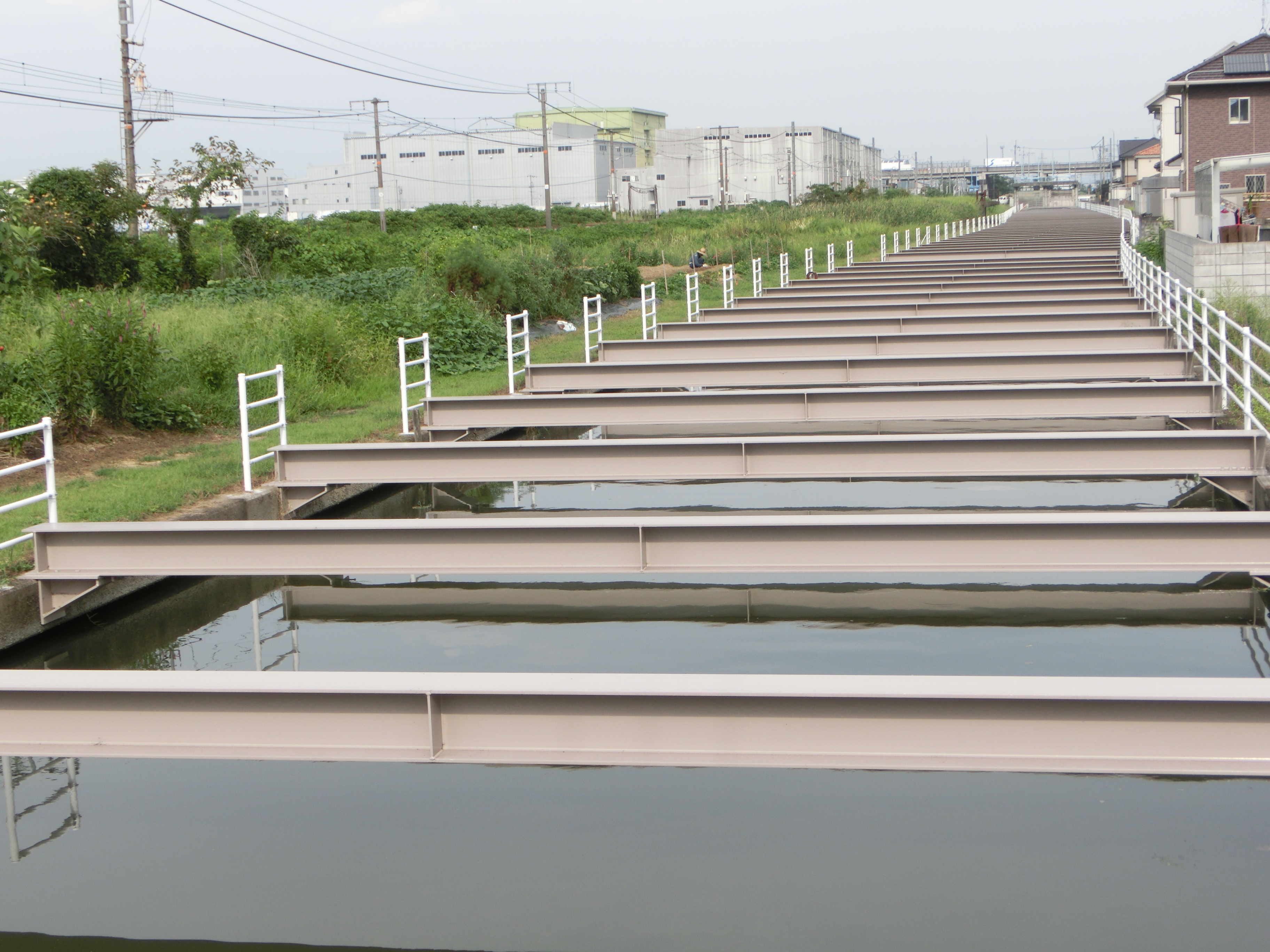
庄地区をはじめ、市内各地への水田に大量の水を送水する、岡山市方向（東側）を望む六間川風景。耐震工事の一環で、両護岸を鉄骨で支えている。
※画像上部中央から左側に広がる白い建物は、庄地区最大の物流施設である。
（2020年10月12日撮影）

当地域は北部と南部に丘陵地を控え、中部に広い平野が広がる。この平野部は古くは海域であり、現在の海抜は約1.8メートルほどである。また平野部の南部側西寄り地区には松島というひょうたん島状で、中央部位がＶ字にくぼんだフタコブラクダのこぶ状に東西の二地区に分かれた小さな山塊があり、前述の海域時代はその名の通り島であった。現在の松島地区は、この二つの山塊から放射線状に集落が広がっている。またこの小高い東側地区山頂に、1973年4月に開校していた川崎医療短期大学全域及び、西側地区の丘上には川崎医科大学の全域及び、棟続きとなる川崎医科大学付属病院の大半の施設が立地している。
北部丘陵は福山丘陵西部にあたり、日差山・仕手倉山・高鳥居山などがあり、標高224メートルの仕手倉山が最高峰である。また。南部の丘陵地は早島山塊の一部で、海域時代は島嶼（とうしょ）であり、早島あるいは隼島、もしくは鳥羽島（とばしま）などと呼ばれた。
当地の東側を足守川が南北に流れ、天井川となっている。また、天井川からの分流水路で、倉敷川水系の二級河川となる六間川（ろっけんがわ）が、当地の南部を東西に横断する山陽本線沿いにほぼ沿って市内へと流れている。さらに、この主水路から庄地区全体には網の目のように水路が広がり、今でこそ治水管理と利用ルールが確立しているものの旧、庄村末期頃までは配水や水利権をめぐり、各地区間での問題が絶えなかった。

#### 水路維持と改修

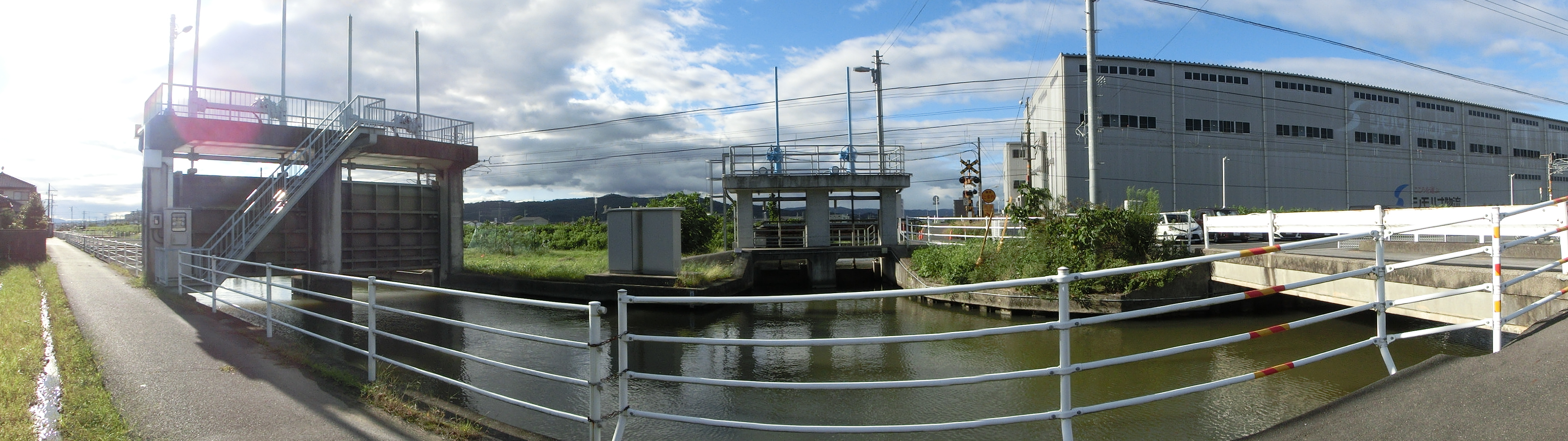
栗坂地区内から見た、下庄地区管轄の水門風景。
（2020年10月6日撮影）

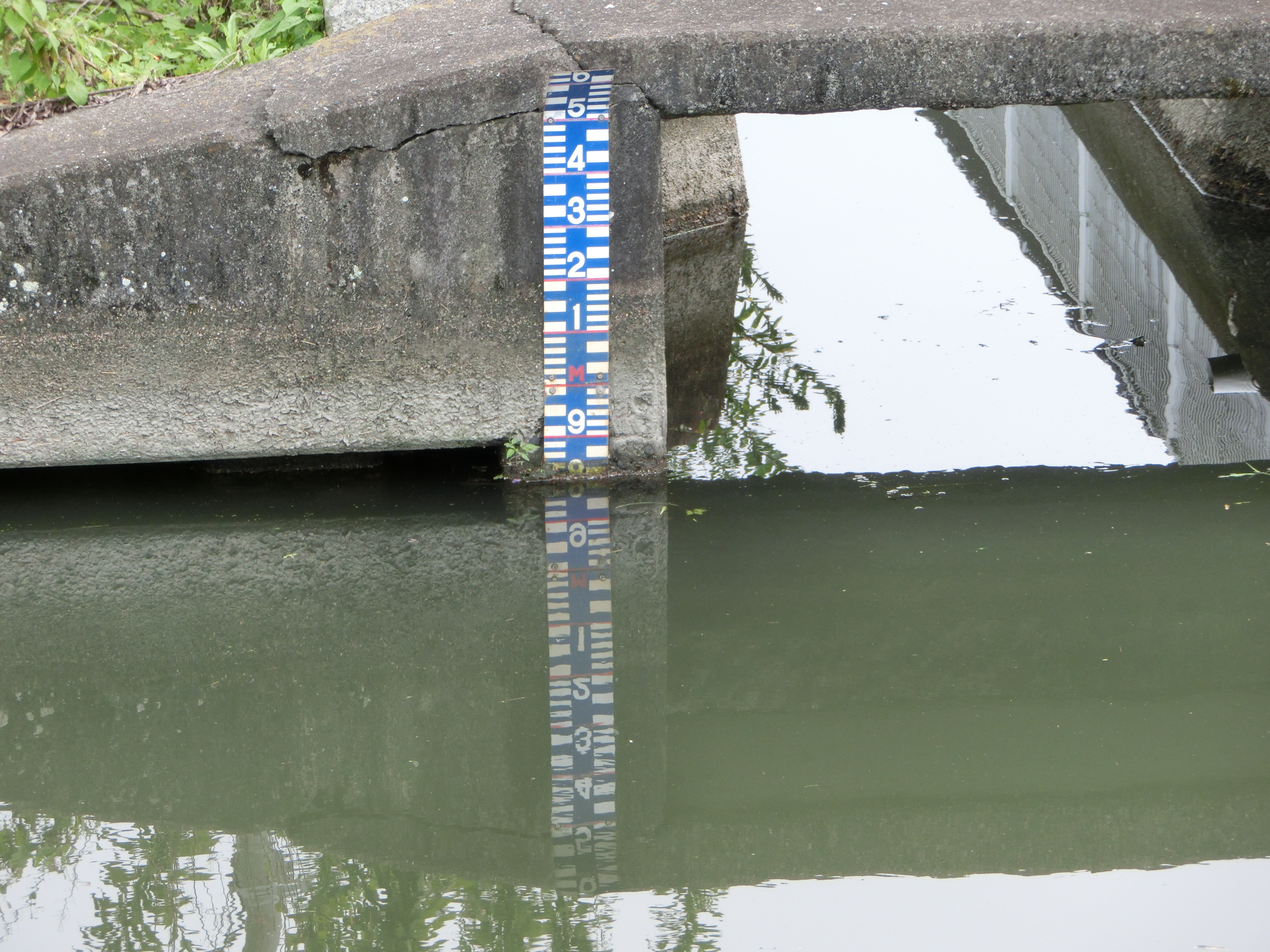
水路の水位管理に使われる、水位標識。
※数センチ単位の細かな水位調整が出来る。
（2020年10月12日撮影）

地理的には、庄地区全体の下流域となる南部の六間川水路の根元を握る下庄地区の水路は、同じく西側へ続く六間川を地区の境界線として、川沿いに広がる栗坂地区および松島地区以外の実質的な上流域となる、多くの地区への重要な配水拠点となっている。この通常の上下流域の定義とは正反対となる、特殊な配水管理の要として、現在でも下庄地区内の至る所に設置された多数の水門の開閉調節一つで、数センチ単位の細かな水位調整が出来るので特に上東地区および、二子地区ではその影響は無視できないものとなっている。ところが下庄地区内に多くの基幹水路が存在しているその反面、これらの水路に面した一部の宅地脇も含めて多くの水路脇の護岸の整備は、大幅に遅れていた。この対策として旧、庄村時代から実地され続け、また倉敷市へ合併後も現在でこそ支給される数は減ったものの、公費で購入されて庄支所が窓口となり、年一回ほど庄地区内の10地域毎の指定場所で現物支給されている昔ながらの木くいと、薄い木板を組み合わせた粗末な護岸がほかの地区と比べて圧倒的に多く点在し、長年に渡って下庄地区の住民を悩ませ続けていた。
しかし、これとは対照的にいわゆる川崎学園関連施設による川崎城下町色の強い松島地区や、庄地区の中心地区であり昔から人口数も圧倒的に多く、またほとんどの公的機関が集中している上東地区では、すでに旧、庄村末期ごろからコンクリート製の護岸が広範囲で手厚く施工されていた。その後、下庄地区住民の長年に渡る用水路改修の嘆願と、現伊東香織市長が2012年4月22日開催の市長選挙により当選二回目となる再当選後の下庄地区視察により、秋～翌年春までのいわゆる稲作の閑散期を利用して毎年に渡り、庄地区全体での用水路工事の大半が集中して施工され続け、多い年では複数個所での同時施工もされている。この甲斐もあり、数年前からは劇的に下庄地区内の水路環境が改善され、特に高齢者宅での恩恵は計り知れない成果がみられている。

#### 特産品の全滅
このような部分的な水利問題を抱えつつも、全体的には穏やかで広大な平野に囲まれいていたために元々、旧庄村時代から稲作やイ草の一大産地であった。しかし、これらに長年従事していた多くの農家では、深刻な後継者不足により稲作以外はほとんど衰退してしまった。特に夏の風物詩として、昭和の末期ごろまで圧倒的な生産量を誇っていたイ草は、庄地区全域は無論、近隣地区全域を含めて住宅環境の変化や安い外国製の大量流通のほか、ビニール製品による代替品の普及などによる時代の流れの影響で、ほぼ全滅してしまった。
元々、庄地区では代々多くの生産農家が母屋続き、または別棟などの作業小屋内に自前で自動織機の設備まで保有し、畳表という製品に仕上げ、これを共同で保管・販売するための「イ草の共同集荷場」なる組合施設を下庄地区内に設けていた。その後、年代不詳ながらもイ草組合は解散してしまい残された倉庫状の施設は、長らく賃貸倉庫と空家を経て遅くとも2007年頃に取り壊され、現在の眼科医院が新規開業した。この様に、過去には共同の平屋建施設をも有する程の規模を誇っていたイ草の大規模な生産地域ではあったが、現在は上東地区内に輸入品および他地区産のイ草製品を扱う会社があるものの、庄地区内でのイ草栽培は全くなくなってしまった。

#### 衰退した果物

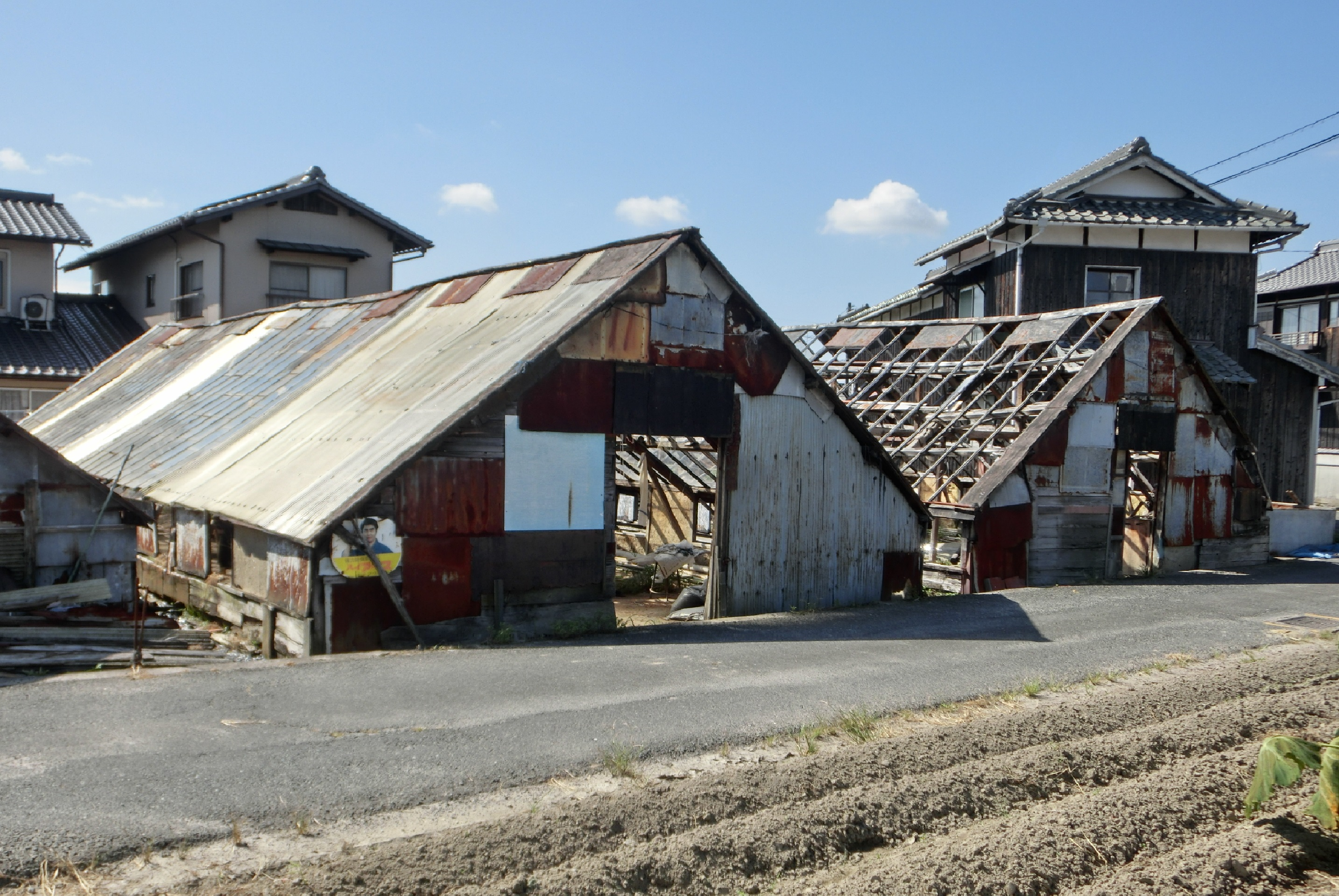
昭和時代に、地域の名産品としてマスカット栽培されていた西尾地区に残る、ガラス屋根の温室跡。
（2020年2月9日撮影）

そのほか、特に山地・西尾・矢部の各地区では、小高く緩い傾斜地の南向きに広がる日当たりの良い山裾を利用して、岡山県特産のマスカットやイチゴの温室栽培が盛んな地でもあった。かつてピーク時には上東地区の旧、庄農協（現、晴れの国岡山農業協同組合庄支店）内の簡易選果場で取り纏められ、出荷されていた。しかし、ほとんど衰退してしまった現在では、一部の山裾沿いに残る、ビニール製ではなく年代を感じさせる、全面ガラス板製の温室設備が放置されている姿が散見される。

#### 寂れる農業
さらに、多くの水田では今も大規模な稲作は残るものの、ピーク時の平成時代の初頭に比べると他の農業同様に、後継者不足と長年続く米の買い上げ値段の低迷などが重なり、年を追う毎に離農や水田の放棄地も目立ってきて、問題になっている。この影響により、現在の農協は数度の合併を繰り返し、併せて大規模な職員の削減も実施してきた。この縮小の影響で現在では、松島地区および、矢部地区の店舗機能は大幅に縮小され、本店でも店舗以外に多少の倉庫は残るものの、例えば小型の刈払い機（いわゆる、草刈機）の簡単な微調整すら出来ず、全て日畑地区の東側端（岡山市に近い）に残る庄地区内ではただ一軒となった、農機具店または、車で南西方向に20～30分ほど掛かる、茶屋町地区に集約されたJA農機具センターの何れかに、持ち込む様な状況となっている。このような状況下に残る、既存の多くの農家では兼業農家で細々と管理または、小数ながらも地域に根付いている大規模な専業農家や、近年の離農影響を危惧した岡山県の斡旋により、晴れの国岡山農業協同組合が設立した、稲作請負企業に対して、水田の持ち主が委託耕作料を支払うという、いわゆる逆ザヤ状態で管理費を支払い、代々続く水田をかろうじて維持している現実がある。

### 増える人口問題
※「#人口・世帯数」も参照。
現在の様な大規模な人口密集地域に至った経緯としては、昭和40年代末期からのマイホームブームに乗る形で、矢部地区、西尾地区、日畑地区の三地区にわたり跨っている小高い丘陵地が大規模に開発・造成され、『庄パークヒルズ』という団地名で売り出され、当時の「国土地理院の空中写真」からはおおよそ1974年より、入居が始まっていることがうかがえる。この分譲地には、わずか十年ほどの間におおよそ一千戸近くに及ぶ建売住宅が完成し、最初の人口増加の原因となった。この三地区に跨ったニュータウンの新しい地区名称は、矢部地区、西尾地区、日畑地区の元々被っていた区画だけ総括して、後に10番目の地区名となる庄新町として現在に至っている。またこの造成の過程で、のちに有名となる楯築遺跡（たてつきいせき）を始めとした複数個所の古墳が発掘され、現在も原状保存されている。
この影響で、学童数も庄パークヒルズが分譲される直前までは、小〜中学校までの一学年毎の教室が2教室（極稀な年度でも3教室）体制を維持していたが、約10年間でピーク時には6教室）へと3倍近くに増え、これをきっかけに地元の庄幼稚園・庄小学校・庄中学校が増築され、倉敷市立庄保育園も新設された。特に小学校では急増する児童数に追いつけず、正確な年月日は不明ながらも少なくとも1975年（昭和50年）3月以降に、元々のグラウンドで一時的にプレハブの校舎を建てて対応し、これにより現在の中央部と南側の校舎が新たに生まれた。また、新校舎2棟増築の用地確保のために、潰してしまうグラウンドの新たな建設用地として、小学校・中学校どちらも学校敷地南側にあった農地を買収し、一斉に代替グラウンドを建設した。さらに、小学校ではそれまで長年使用して来た中学校のプールでの共用をやめて、新たに専用プールを代替グラウンドの、南東角地に新設した。

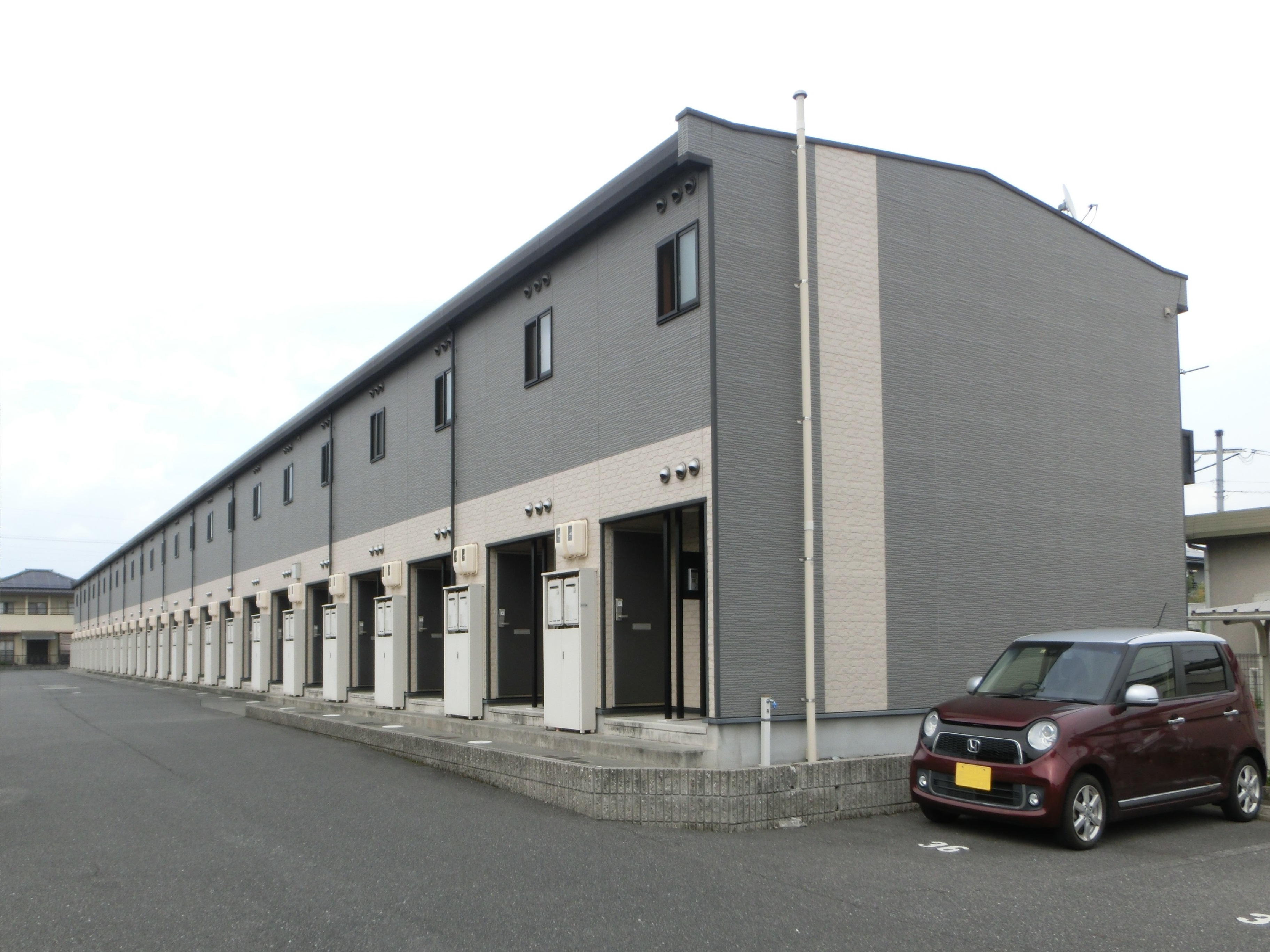
上東地区で建てられた、戸建て住宅6件分の長さを誇る、2階建て1棟造りの単身コーポ。
一階部分に50枚の玄関扉が設置されて、実質一階に付き25戸×二階＝全50戸が入居している。
2階建て1棟造りの物件としては、庄地区内で最大規模を誇っている。
※プライバシー保護のために、一部画像を加工済。
（2020年4月17日撮影）

その後長らく安定していた児童数は、2000年代に入ってからは少子化の影響で、次第に空き教室も目立って来ていた。しかし、近年では庄地区の中心的区域でもあり、また最新の人口および建屋戸数（#人口・世帯数の項を参照）でも二位の庄新町地区の二倍以上と、飛び抜けている上東地区で、大きな住宅環境の変化が起きている。これは、地形的にみても山裾どころか、緩やかな坂道すらない平地のみで構成されている上東地区が、元々の市街化区域ながらも、広大な田地が長年に渡って維持され続けて来た一部の区域内では、農業保護の観点から2020年以降頃に調整区域に移行した場合に、田地を宅地に転用する事が難しくなるなどの、期限が迫っている現状となっている。この為に、2019年頃から急激に大規模な単身者向けの二階建て低層コーポなどの集合賃貸物件のほか、数棟～十数棟単位程度の建売住宅地も乱立し始めて、学童数も回復傾向にある。その結果、これらの偏った人口増加の弊害として数ヶ月に一箇所の割合で新築の建物が出現する現状下では、各種の既存ナビ情報の個別番地更新が追いつかず、未登録エラーが多発している。また、2019年末からのコロナ禍における巣篭もり需要の急増も重なり、時節柄で時間帯指定の多い宅配便各社では、配達業務に苦心しているという、新たな弊害も生まれている。さらに、日の暮れる時間が早まる時期では、道を尋ねるにも日没後の人出が極端に少なくなり、また地理的な位置感覚や建物の外観なども把握しにくくなるために、その弊害は各社の「夜間配達時間帯指定」において、特に深刻さを増してきている。

### 人口・世帯数

#### 予備知識
- 庄地区の人口数は、#地区別比較俵の冒頭に記した年月日現在で、倉敷市民としての住民登録（つまり、住民票が取得できる市民）を済ませている、住民数を記載している。
- また、比較表内の『世帯数（戸）』とは、複数人同居の家庭または、独り住まい家庭などの住居人数状態を問わず、住民登録を済ませている世帯主人数＝世帯数（戸）として集計しているので、入居・空室を問わず、実際に建っている建物の戸数ではない。
なお、賃貸などでよくみられる独り住まいは、住民登録を済ませている場合の独り世帯主＝世帯数（戸）となる。この住民基本台帳法下での世帯主の定義を厚生労働省も是認しており、保険局長通知で都道府県知事に通知している[13]。

* 【戸数計算例、1】 
1棟建てのアパート内には、独立した部屋が総数で5部屋あり、現在3室に住民登録を済ませている独り世帯主が、3人住んでいる。
この場合の世帯数（戸）とは、アパート全体の1棟または、総数5部屋などの数字ではなく、あくまでも住民登録を済ませている独り世帯主の3人＝3室が、統計数に3戸として加わる事となる。
* 【戸数計算例、2】 
1棟建てのアパート内には、独立した部屋が総数で5部屋あり、現在4室に4人が独り暮らしで入居している。その内、住民登録を済ませている独り世帯主は2人だけで、残りの2人は住民未登録者ある。
この場合の世帯数（戸）とは、入居している4室ではなく、あくまでも住民登録を済ませている独り世帯主の2人＝2室が、統計数に2戸として加わる事となる。
* 【戸数計算例、3】
敷地全体が同一番地の100坪の敷地内に、6人暮らしの家族が息子夫婦4人家族の住む母屋と、両親2人の住む別棟の離れに分かれて、2戸の建物で暮らしている。住民登録は、6人まとめて父親が世帯主として登録している。
この場合は、2戸の建物に2家族が別々に住んでいるものの、建物数や6人家族数などの実態とは関係なく、世帯数としては1戸となる。
また、仮に100坪ある敷地内での番地が親子それぞれの建物で違う場合でも、この事例では一切関係なく世帯数としては、1戸としての統計戸数となる。

#### 地区別比較俵
2012年（平成24年）9月末現在および、2021年（令和3年）6月末現在の、住民基本台帳人口より。
| 町字   | 年代              | 世帯数 (戸)     | 男性人口 (人)   | 女性人口 (人)   | 総人口 (人)       | 備考（九年間の世帯数・総人口別に表記） |
| ------ | ----------------- | --------------- | --------------- | --------------- | ----------------- | --- |
| 上東   | 2012年 （2021年） | 1,741 （2,250） | 2,316 （2,714） | 2,349 （2,774） | 4,665 （5,488）   | 世帯数＝ ＋509戸 ／ 総人口＝ ＋823人 |
| 下庄   | 2012年 （2021年） | 579 （704）     | 741 （886）     | 739 （888）     | 1,480 （1,774）   | 世帯数＝ ＋125戸 ／ 総人口＝ ＋294人 |
| 栗坂   | 2012年 （2021年） | 336 （370）     | 420 （413）     | 455 （432）     | 875 （845）       | 世帯数＝ ＋34戸 ／ 総人口＝ －30人 |
| 松島   | 2012年 （2021年） | 868 （893）     | 694 （660）     | 793 （785）     | 1,487 （1,445）   | 世帯数＝ ＋25戸 ／ 総人口＝ －42人 ※かつては「川崎城下町」の恩恵を一番受けて、単身用を主体とした新築の賃貸物件が次々と登場し、飲食店も充実していたがこの九年間の流れでは、その勢いはほぼ止まっているように見受けられる。                                                       |
| 二子   | 2012年 （2021年） | 530 （513）     | 504 （442）     | 619 （543）     | 1,123 （985）     | 世帯数＝ －17戸 ／ 総人口＝ －138人 |
| 山地   | 2012年 （2021年） | 575 （613）     | 742 （708）     | 782 （743）     | 1,524 （1,451）   | 世帯数＝ ＋38戸 ／ 総人口＝ －73人 |
| 西尾   | 2012年 （2021年） | 164 （183）     | 203 （176）     | 205 （202）     | 408 （378）       | 世帯数＝ ＋19戸 ／ 総人口＝ －30人 |
| 日畑   | 2012年 （2021年） | 219 （235）     | 300 （283）     | 313 （308）     | 613 （591）       | 世帯数＝ ＋16戸 ／ 総人口＝ －22人 |
| 矢部   | 2012年 （2021年） | 177 （184）     | 213 （188）     | 244 （212）     | 457 （400）       | 世帯数＝ ＋7戸 ／ 総人口＝ －57人 |
| 庄新町 | 2012年 （2021年） | 959 （994）     | 1,143 （1,017） | 1,265 （1,143） | 2,408 （2,160）   | 世帯数＝ ＋35戸 ／ 総人口＝ －248人 かつては、庄地区の世帯数・総人口増加の一因であった。しかし、この地域内にはマンション処ろか、小規模なアパート類すら見かけない事から、大きな人口減と僅かな世帯数増加の現状から一般的な数人家族が減少し、独居世帯が増えている事がうかがえる。 |
| 合計   | 2012年 （2021年） | 6,148 （6,939） | 7,276 （7,487） | 7,764 （8,030） | 15,040 （15,517） | 世帯数＝ ＋791戸 ／ 総人口＝ ＋477人 |

## 歴史・沿革

### 歴史
当地域は古代には備中国都宇郡に属し、当地北側丘陵一帯は深井郷の一部で、南部の栗坂がある南部丘陵（早島丘陵）は撫川郷（なつかわごう）の一部であったといわれている。総社市湛井付近で東西分岐した高梁川の東派川が当地域東側で海にいたり、当地は河口部の海浜地域だったとされている。栗坂地区のある南部丘陵地はその沖合の島嶼であったとされる。また上東地区内の中央部（新幹線高架より南東地域）から港に関連する遺跡が出土しており、都宇郡は「津」に由来する名称であることから、当地が海浜地域であったことがうかがえる。備中国の国府津が当地にあったとの説もある。

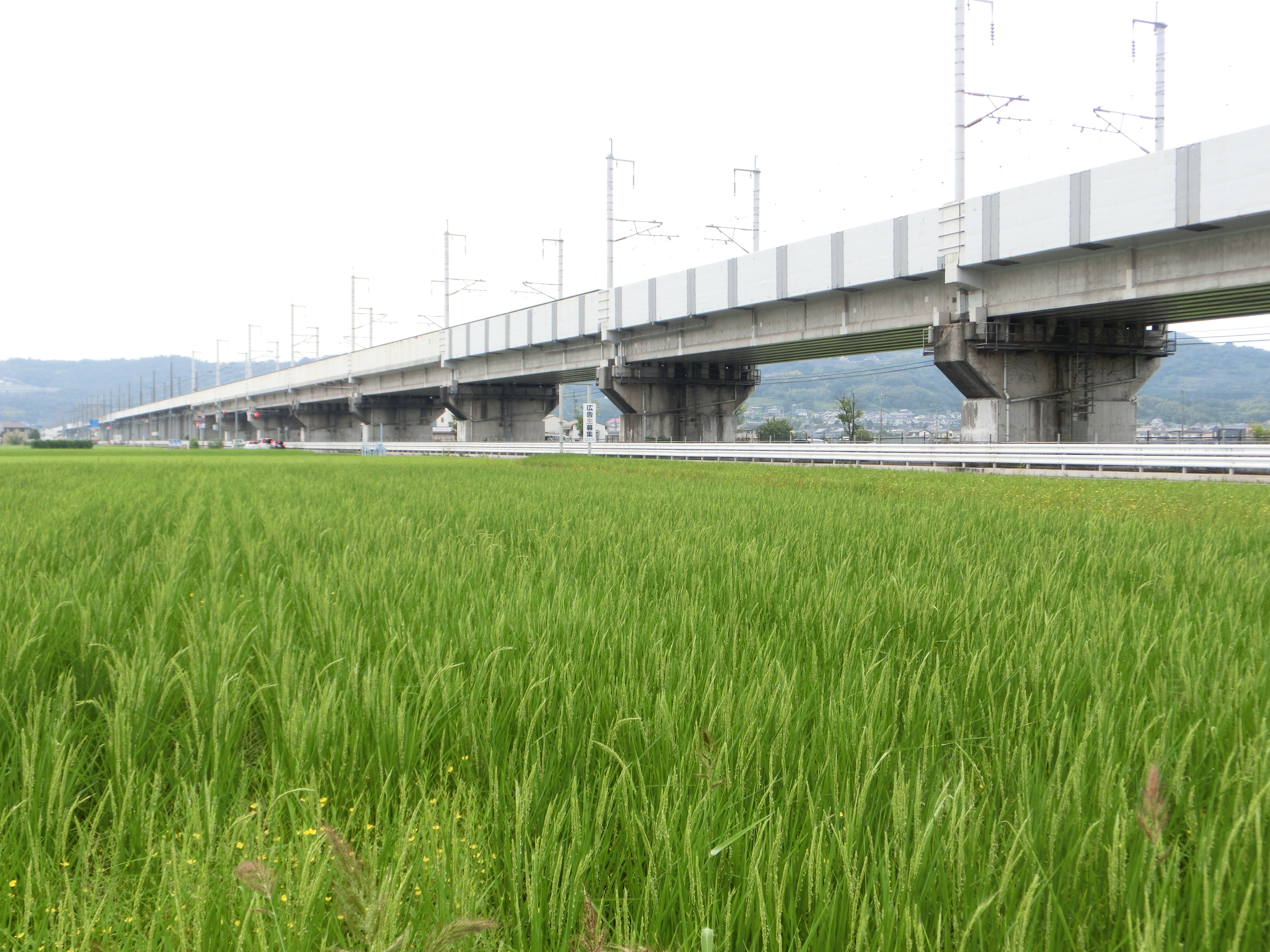
山陽新幹線工事前の事前調査で大規模な古代遺跡が発見され、将来の再調査の為に特別に数百m区間のみ、橋げた式の高架構造に変更された。
（2020年10月6日撮影）

1975年（昭和50年）3月10日に、旧・庄村の中央部（ほぼ上東地区）を東西に横切る山陽新幹線の岡山駅 - 博多駅間開業に伴い、数年前から大規模な高架式の建設が始まった。またこの工事開始前に、すでに第二次世界大戦直後からの農地解放政策を含む復興過程で細々とした地質調査や、水田・水路・道路・宅地などの各種土木工事で古代土器などを出土していたために、改めて工事ルート上で大規模な事前発掘調査を行なった。この結果、一部の古代住居跡と大量の土器が発掘されたために、これを『上東遺跡』と名付けられた。上東遺跡からは、弥生時代の弥生式土器なども出土しており、かなり古い時代から港として栄えていたとされる。また、当地北部の丘陵地には王墓山古墳をはじめとする大小の古墳が多数発見されており、『正倉院文書』には「深井郷岡田里」がみえ、奈良時代にはこの地に津臣が居住していたことも記されており、古くから重要拠点であったとわかる。
その後、福山丘陵南東麓の沿岸地帯と早島の間の海峡部一帯に万寿庄と呼ばれる荘園が発達し、同荘園は万寿西庄・同中庄・同東庄に別れ、当地は東庄にあたると推定されている。京都新熊野神社の養和元年の文書によると、万寿の三庄はこれより先、後白河法皇が新熊野神社に社領として寄進、室町時代まで同社領として続いた。中世に活躍した備中青江刀匠の中には万寿東庄を拠点にしたものもおり、「助次」次なる名刀も存在した。島嶼であった早島丘陵との間は、早くて平安期、遅くとも戦国時代には干拓され、陸続きとなったと推測されている。しかし、沼沢地が多かったと推定され、宇喜多秀家が家臣の岡利勝に命じた大干拓が行われるまでは耕作可能地は限られた。
江戸時代には、東庄村・上庄村西組・上庄村東組・下庄村北組・下庄村南組・松島村・山地村・二子村・矢部村・西尾村・日畑村西組・栗坂村の各村が独立村として存在している。時期によって領地支配は異なり、幕末期においては、下庄村北組・同南組・上庄村東組・山地村・西尾村・日畑村西組、栗坂村は幕府領倉敷支配所、東庄村と上庄村西組は倉敷支配所と早島知行所との相給地、松島村は生坂藩、二子村は帯江知行所、矢部村は庭瀬藩の各支配となっていた。明治になり、上庄村西組と東庄村が合併し、上東村となり、その後上東村と前述の村々が合併して当地区の前身となる
庄村が誕生した。
江戸時代、当地の中央付近を東西に鴨方往来（庭瀬往来）が貫通しており、また同じく東西に流れる六間川(ろっけんがわ)は、舟運に用いられていた。近現代になり、鴨方往来の代わりに国道2号（現在の岡山県道162号岡山倉敷線）が敷設され、岡山倉敷を結ぶ主要道路として交通量は次第に増加していき、その近辺には諸工場もでき、また丘陵地には開発面積の広い住宅団地も造成され人口が急増している。
さらに『概要』および、『#水路維持と改修』や『#寂れる農業』でも詳しく触れているように、川崎学園や清心学園などの教育機関の開学、医療機関の開設、保養施設の開業など幹線道路周辺地を中心に農村から次第に都市化している。ただし数多い史跡や文化財の保護、農地用水路の保全により郊外型農村の姿を多く残す。

### 年表
| 年月日                    | 出来事 |
| ------------------------- | --- |
| 1889年（明治22年）6月1日  | 都宇郡松島村、二子村、下庄村、上東村、栗坂村、山地村、矢部村、西尾村、日畑村（西組）の地域をもって新たに都宇郡庄村を新設。                                                                                          |
| 1891年（明治24年）4月25日 | 山陽本線の岡山駅 - 倉敷駅間が延伸開業。 同時に隣接地区の吉備町地区に、庭瀬駅が中間駅として開業。 |
| 1900年（明治33年）4月1日  | 都宇郡と窪屋郡が合併し、新たに都窪郡となる。 |
| 1929年（昭和4年）         | 庄地区内の南部を東西に横断する、国道2号（現、旧・2号）が開通。 |
| 1930年（昭和5年）3月11日  | 隣接地区の中庄地区に、山陽本線・庭瀬駅 - 倉敷駅間の中庄駅が開業。 |
| 1937年（昭和12年）3月28日 | 【岡山駅 ⇔ 倉敷駅】間の19km区間で、旧・国鉄バスが開業。 ※ 現在は、【岡山駅 ⇔ 中庄駅】および、【中庄駅 ⇔ 倉敷駅】路線を新たに追加して別会社の3社に移行・存続している。                                               |
| 1964年（昭和39年）        | 清心中学校および清心女子高等学校が、岡山市より二子地区に移転し開校。 |
| 1970年（昭和45年）        | 川崎医療短期大学が松島地区に開校。 |
| 1971年（昭和46年）3月8日  | 庄村が県南広域都市計画により，倉敷市に編入合併。 同時に、倉敷市営バスが新たに庄地区内専用路線となる、【西栗坂 ⇔ 矢部】を新規路線として開設。 ※ 1989年（平成元年）に市バス廃止後は、下電バスが全ての区間を引き継ぐ。 |
| 1973年（昭和48年）        | 川崎医科大学付属病院が、松島地区に開設される。 倉敷消防署庄出張所が、二子地区に開所する。 |
| 1975年（昭和50年）3月10日 | 庄地区の中央部（ほぼ上東地区）を東西に横切る、山陽新幹線の岡山駅 - 博多駅間が開業。 |
| 1986年（昭和61年）4月22日 | 庄新町地区の人口急増により、旧・国鉄バスの【庄新町 ⇔ 倉敷駅】間および、【庄新町 ⇔ 岡山駅】間が新たに開設。 |
| 1988年（昭和63年）        | 庄地区の北西部に、山陽自動車道が開通。 |
| 1991年（平成3年）         | 川崎医療福祉大学が、松島地区に開校。 |
| 2002年（平成14年）3月31日 | 倉敷市との合併以来、31年間続いていた【西栗坂 ⇔ 矢部】間が、需要減退により全面廃止となる。 ※ 1989年（平成元年）からは、下電バスが運行していた。                                                                      |
| 2005年（平成17年）2月1日  | 庄新町地区の人口減少と高齢化により、既存の便数が激減していた路線バスの対応策として、予約制のコミュニティタクシー定期便を、【庄新町 ⇔ 中庄駅】間で開設。                                                             |
| 2010年（平成22年）3月31日 | 庄新町地区の人口減少により、21年間続いていた【庄新町 ⇔ 倉敷駅】間および、【庄新町 ⇔ 岡山駅】間が全面廃止。 |

## 恵まれた交通環境

### 鉄道
南西部に接する中庄地区北東部には、山陽本線と伯備線の二線が相乗りするJR中庄駅及び、庄地区南東地区の栗坂・下庄地区と隣接している岡山市庭瀬地区には同じくJR庭瀬駅があり、朝夕の通勤・通学時間帯を中心に多くの列車が停車（普通列車のみ）する。このために、旧庄村時代より庄地区人口全体の三割に相当する（全人口と対象地区との比較）栗坂・下庄・松島・二子の各地区から最寄の駅となる中庄駅または、庭瀬駅までは、自転車での通勤・通学圏内（20分程度以内）に入る為に、倉敷市内は無論、隣接する岡山市内への移動にも大変恵まれている。
さらに、庄地区南西部の松島地区や、二子地区に川崎医科大学・川崎医療福祉大学他、清心中学校・清心女子高校があるため、特に隣接する松島地区、下庄地区、二子地区、上東地区を中心に、郊外としては珍しい10階建てマンション4棟及び、倉敷市内最高層建築物となる15階建てマンションを始めとして、庄地区全体に新興住宅地や、コーポ・アパートが多く造成され、人口が大幅に増加した。このため、中庄駅周辺は庄・中庄両地区を跨いで学生街の様相を呈している。この中庄駅周辺地区は近年発展が著しく（なお、この地区に関しては、便宜上中庄のページにて詳細を記述している）、中庄駅より徒歩5分圏内には高級マンションを含めた十数棟からなる通称、『マンション村』などもある。

### 路線バス

#### 旧・国道2号路線

##### 庄地区初の路線

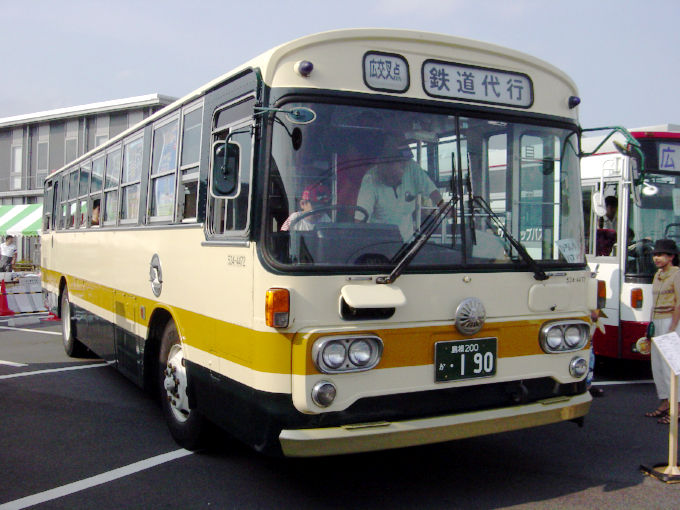
国鉄バス時代のカラーリング。（島根県登録の再現車両）
岡山市の撫川地区の営業所へ移転後、1970年代からは画像と同じ面構えと配色の、三菱ふそう製のバスが大量に配備されていた。（2004年9月撮影）

庄地区の南部を東西に横断して、古くから岡山市と倉敷市間の交通の要となって来た旧・国道2号（現、岡山県道162号岡山倉敷線）が通っている関係で、旧・国鉄バスが岡山県内二番目の路線として、1937年（昭和12年）3月28日に岡山駅 ⇔ 倉敷駅間の19km区間で開業（通称、両備線）した。その後、それまでの倉敷駅止まりであった路線を、矢掛町路線・金光町路線などへと急速に拡大していった。また、1952年（昭和27年）1月からは、地元大手の民間会社である両備バスとの運輸協定により、両備バスが岡山～倉敷間の路線に乗り入れ、一日数便程度ながらも国鉄バスと共同のバス停を使うなど、通勤・通学の便利性は次第に向上していった。
この国鉄バスによる一連の路線拡大や、特に岡山〜倉敷間の輸送需要増大により、それまでの倉敷駅近くに設けられていた拠点車庫兼、岡山県内の総括店であった施設が手狭となり、新たに下庄地区東側に隣接する吉備町地区内の、旧・国道2号沿いの岡山市北区撫川（なつかわ）地に、大型の整備工場を含む広大な敷地に実質、岡山県内の総括的な中核機能となる「岡山自動車営業所」を1962年（昭和37年）12月29日に開設した。

##### 清心学園専用路線

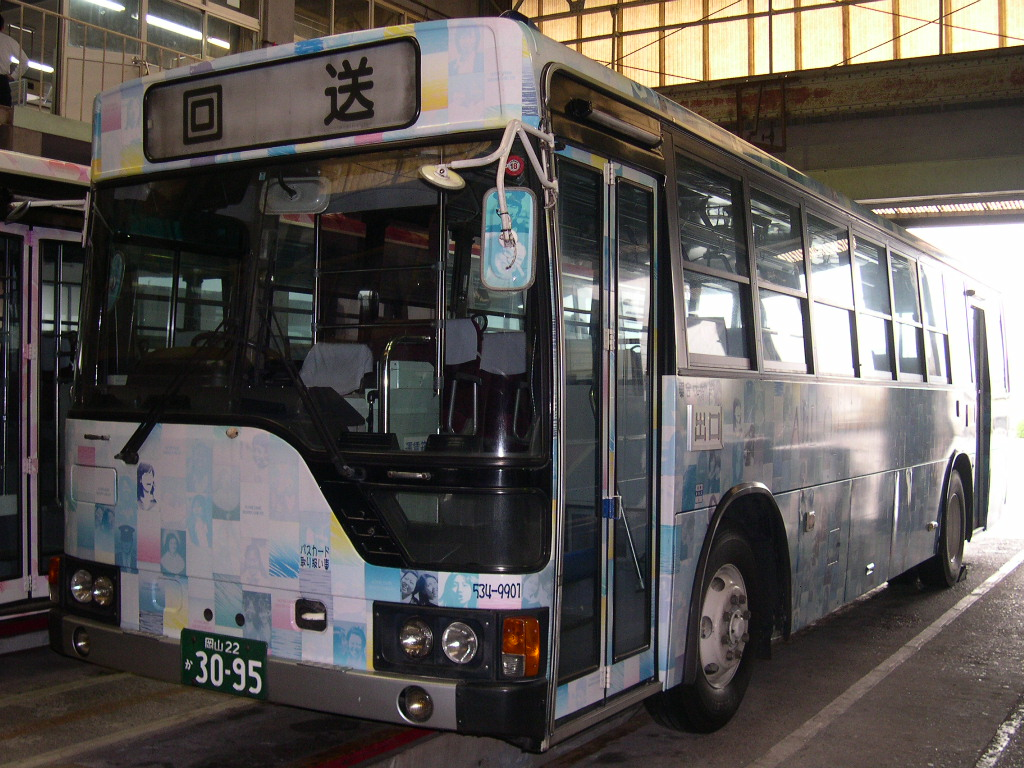
清心学園専用時代のカラーリング。（通称、青バス仕様車）
撫川地区・岡山営業所の整備工場内のピットに跨る風景。
画像を拡大すると車体正面に加工された個々の写真が見える。
また画像左端には、赤バスの一部が写っている。
（2006年7月1日撮影）

1964年(昭和39年)9月に、この旧・国道2号沿いの庄地区内で、ほぼ中間地点（現、セブン-イレブン倉敷二子店付近）に程近い二子地区の小さな丘の上に、清心女子高等学校が移転してきた関係で、JR中庄駅前まで乗り入れるなど基本的には、登下校時に【清心学園】・【清心学園専用】・【清心学園
⇔中庄駅】の方向幕表示（バス車体により何れかの文言となる）で、清心学園⇔JR中庄駅間の約2kmを運行するスクールバスの運行を行なってきた。この経緯として、当時は旧・国鉄が鉄道と路線バス事業を一体で運営し、しかも路線バス事業は鉄道の補完事業として緊密に繋がっていたために、中庄駅前（現在の北口側）の広場に、横長向き小判型のバス停を設置し、バスはぐるっと一周する事になっていた。
このように、いわゆる田舎の小規模な駅にもかかわらず、旧庄村時代よりバスへの依存度は高かった。学園敷地内の本館前ロータリー⇔JR中庄駅間の、いわゆるスクールバスとして運行していた車両は、輸送距離は極端に短かいものの輸送開始以来長年に渡って一般路線用の車両を使用していた。その後、いわば『大事なお得意様』サービスの一環として、2000年代に入り開始時期は不詳ながらも、庄新町路線開業に当たり1986年（昭和61年）4月22日付けで、初めて導入された前後の乗降口が車体の全長に近い（詳しい構造は#庄新町路線内の注釈を参照）、新タイプと同じ車両2台に専用のラッピングを施し、事実上の清心学園専属のスクールバスとして登場した。2台のバス車体全面（屋根上も含む、車体の5面）に、学生同士やシスターのほか、顔なじみの複数人の運転手などを写した、いわゆるスナップ写真を数百枚を組み合わせてモノクロ写真のイメージで赤っぽい仕様（通称、赤バス）と、青っぽい仕様（通称、青バス）の2種類に印刷した「ラッピングバス」を登場させ、地元でも大きな話題となった。基本的には学園の休校日を除き、一日の中で朝夕の登下校時に併せて数回しか運行せず、しかも実際はほとんどの時間、支店の車庫内で待機していた。
- 岡山市撫川地区の支店車庫から、2台揃って2km回送 → 学園本館前から2km営業 → 中庄駅から3.5km回送（積み残しの混雑時にはもう一度学園へ戻る）→ 支店車庫で終了。

という、ごく限られた日時と距離のために、走行中の姿を捉える機会は限られていた。これらの走行距離の伸びないチョイ乗り実態や、専用の大規模な整備工場と自動車検査登録事務所指定の検査場（いわゆる、車検まで自社で出来る）まで営業所内に設けている整備環境もあり、2011年（平成23年）9月18日付けの青バスが廃車になるまで維持されていた。また、赤バスも数ヵ月後に廃車予定となっていた。

##### 庄新町路線

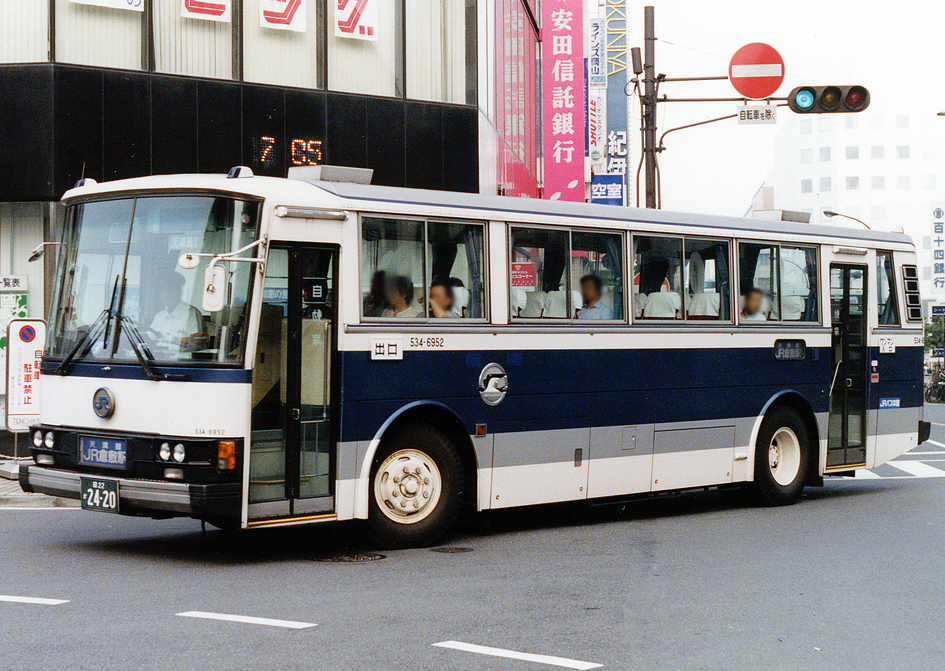
国鉄末期に導入された国鉄バス初の前後扉車 534-6952

倉敷市との合併後、現在の庄新町地区における人口急増により、【庄新町】行きの新路線として1986年（昭和61年）4月22日付けのダイヤ改正に伴い、庄新町〜倉敷間に5往復、庄新町〜岡山間に21往復という大規模なダイヤが設定された。また、この大量増発に伴い、国鉄バスは朝夕の満員時におけるダイヤの遅延対策として、乗降時間の効率化に寄与する乗降口が前部位と、最後部位に大きく離れた車種を初めて数台投入して対応していた。なお、この路線は国鉄バスを引き継いだJRバス中国（通称、JRバス）に引き継がれた。

##### 行き先による弊害

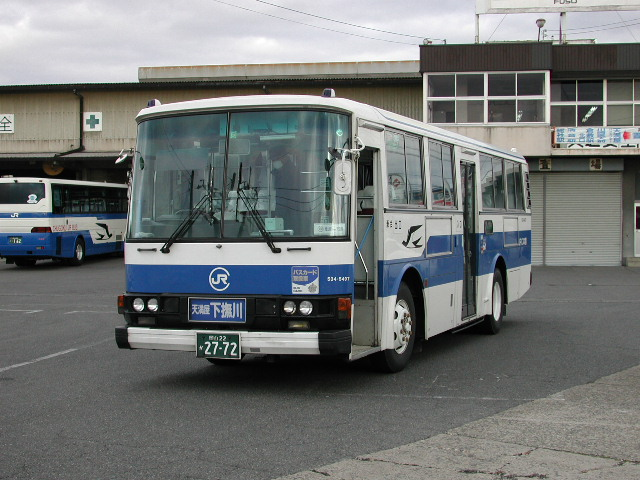
岡山駅 →→→→ 天満屋経由 →→→→ 下撫川止まりとなる、下り線用の【下撫川】行き表示事例。
これに乗ると、終点バス停のわずか1つ先から始まる、庄地区南部のバス停には一切停まらない。
後部の右側（シャッター）建物は、一階が検査場で、二階は事務所。
左側に写っている大型の修理工場が、さらに続いている。
（2001年1月6日、岡山支店内で撮影）

近隣地区の岡山市北区撫川地区（旧・2号沿い）の、下撫川（しもなつかわ）バス停前に、岡山県内の基幹営業所が開設した事により、庄地区内の交通の便は飛躍的に向上した。特に旧・国鉄バス時代から始まり、倉敷市内から庄地区（岡山方面）へ向かう上り線のバス便は、終点となる【岡山駅】行き便が一応の基本となっている。しかしバス運行終了便として、昼間は少数例ながらも、夜間に必然的発生するいわゆる、最終便に近づくほど庄地区内の最も岡山側寄りとなる、現在の最終バス停である『瀬戸大橋温泉』を越えて、岡山市に入って最初のバス停となる『下撫川（しもなつかわ）』の真ん前に、前記した基幹営業所が移転したために【下撫川】行き便が新たに生まれ、ここで事実上の途中打ち切り状態となっていた。これに伴う、庄地区までの『上り線』利用者には特に問題はなかった。
- 倉敷駅（上り線岡山方面【下撫川】行き）→→→→ ○備中庄 → ○瀬戸大橋温泉 → 下撫川※終点。
- 倉敷駅（上り線岡山方面【岡山駅】行き）→→→→ ○備中庄 → ○瀬戸大橋温泉 → 下撫川 →→→→ 岡山駅※終点。

ところが、これとは反対に倉敷方面便以上に通学通勤の利用者の多かった、岡山市内からのいわゆる「帰宅便」となる庄地区（倉敷方面）へ向かう『下り線』のバス便は、【倉敷駅】行き便が基本となっているものの、上り線とは正反対の現象により特に最終便近くになると、うっかりまたは不慣れで【下撫川】行きに乗ってしまうと下車予定バス停の数箇所手前で強制終了となるリスクが付きまとっていた。
- 岡山駅（下り線倉敷方面【倉敷駅】行き・ほか、倉敷以西便）→→→→ 下撫川 → ○瀬戸大橋温泉 → ○備中庄 →→→→各方面の終点。
- 岡山駅（下り線倉敷方面【下撫川】行き）→→→→ 下撫川 ※終点。（以後は全て停車しない）→ ×瀬戸大橋温泉 → ×備中庄 → ・・・・

なお、この場合は数十分以上も最終便の【倉敷駅】行き便を待ち続けるか、終点となる下撫川バス停に設置されている公衆電話で家族やタクシーを呼ぶか、最悪の場合は徒歩帰宅となる。また、同じように注意を要するルートとして、大規模住宅地向けの岡山駅発【庄新町下撫川】行き（「庄新町」経由「下撫川」の意味）も、『瀬戸大橋温泉』バス停のわずか100メートル手前の「流通センター入り口」交差点から、旧・2号沿いを離れて一直線に北上して庄新町地区内を回り、同じルートから再び旧・国道2号と合流し、岡山市内に向けて最初の『下撫川』バス停で終了となっていた。これにより、多くの利用者がいる庄地区南部を結ぶ倉敷方面行きの各バス停利用者は注意が必要となる。特に特殊構造のバスまで投入して、開設当初は21便も運行していたこれらの全ての便が【庄新町下撫川】のために、従来から主力となっている庄地区南部の利用者が混乱する影響は、多少なりとも避けられなかった。

##### 時代に伴う終焉

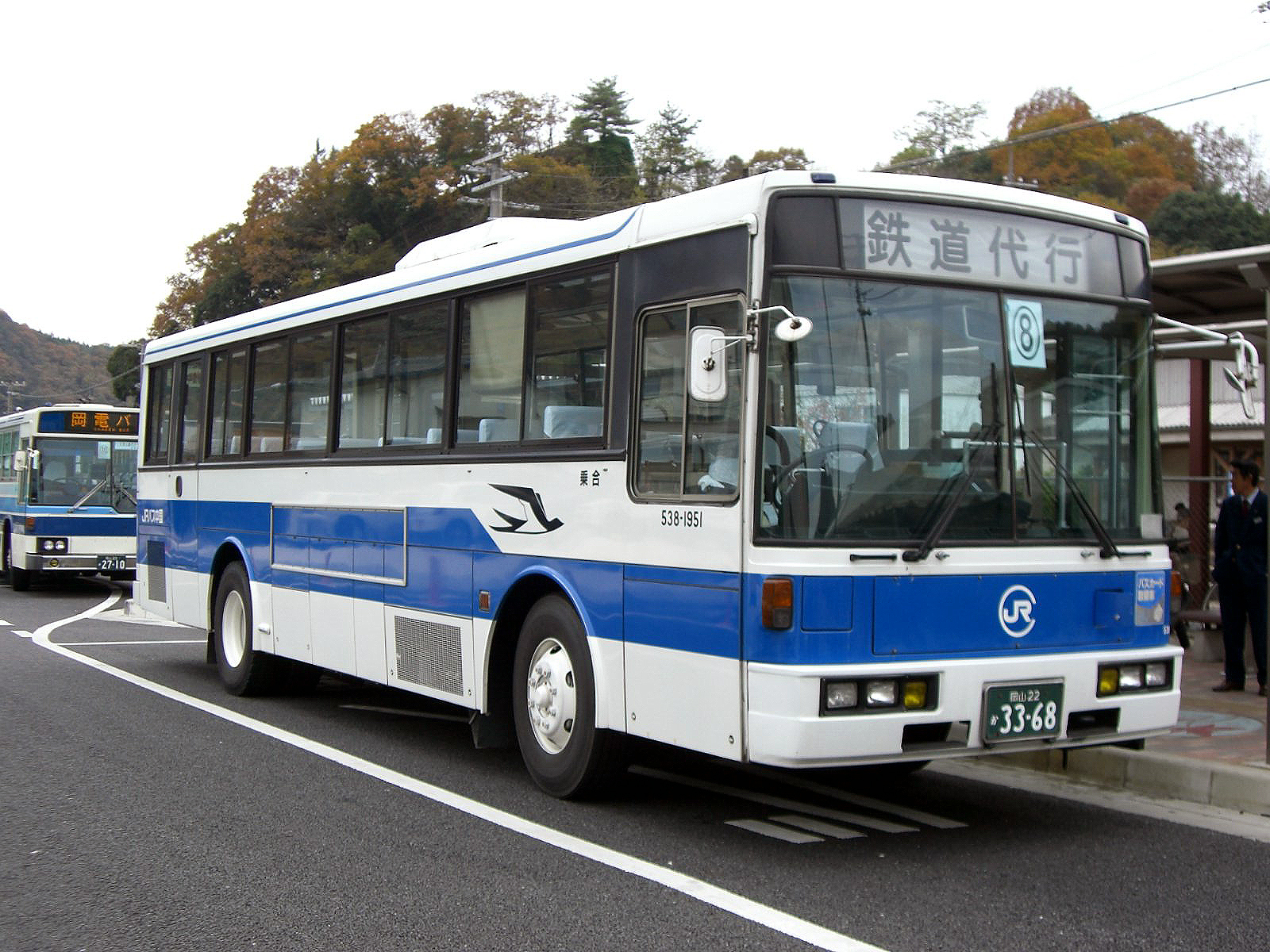
土砂崩れで、一部の区間が運行できなくなったJR津山線の、JR金川駅へ岡山支店から派遣された、鉄道代行バス。
バス正面上の方向幕には、【鉄道代行】と表示されている。
（2006年11月25日撮影）

その後のマイカー普及による乗客の激減により、次第に路線は縮小され続けて2000年代に入ると、末期時には主力の【岡山 - 倉敷間】の路線では、日中の運行ダイヤによつては二時間以上の空白時間帯が生まれるなど、ピーク時では約10分間隔程度で運行されていた面影もなくなっていた。また、この路線から枝分かれしている【清心女子高校路線】は、事実上のスクールバス化で登下校時に特化したダイヤを安定して維持していたものの、【庄新町路線】も例外なくマイカーの普及により次第に減便となっていった。しかし結局、乗車率が回復する事もなく岡山地区からの路線バス撤退決定により、2003年（平成15年）3月31日限りで清心女子高校路線の2km専用と、山陽本線の事故時に代替輸送する「鉄道代行」に備えて数台の路線バスを残し、逆に夜行便を含む高速バス事業と貸切り事業に移行して、1937年3月より66年間も続いた一般路線バス事業に事実上の終止符を打ってしまった。
これに伴い、翌日の4月1日より多くの通学生が住んでいるものの、その一方で高齢化も進んでいるために撤退の影響が大きい【岡山駅 - 倉敷駅】間を、岡電バスと下電バスの共同運行に移管となった。そのほかでは、【岡山駅 - 庄新町】ルートは【岡山駅 - 庄パークヒルズ】の路線名に改名後、庄パークヒルズ内の中心部を一周していたJRバス時代と同じルートを岡電バスに引き継がれた。この対応策として、庄新町近くのRSKバラ園入り口駐車場内に2台のバスを夜間に停泊させて、始発便に備えていた。
また【倉敷駅 - 庄新町】ルートは、すでに前年に廃止されていた庄地区内を南北に横断していた下電バス（#庄地区内専用路線も参照）路線の一部を再開して引き継ぐ形で、新たに運行区間を【中庄駅 - 矢部】間に短縮の上で、中鉄バスがマイクロバスで参入した。ところが庄新町地区内のさらなるマイカー普及の影響により、下電バス時代と同様に中鉄バスの【中庄駅 - 矢部】路線は低迷が続き、幾度の減便の後に2005年2月1日付けでわずか二年足らずの短期間で路線廃止となり、庄地区内を南北に横断していた路線が完全に消滅してしまった。また岡電バスの【岡山駅 - 庄パークヒルズ】路線も、JRバス時代と同様に乗車率の減少に歯止めがかからず、ついに2010年（平成22年）3月31日 に休止となり、事実上の廃路線となってしまった。しかし、マイカー普及の一方で、1974年の後半より入居が始まっていたために、半世紀近く経過した現在は車の運転が出来ない高齢者の増えた庄新町地区では、交通難民状態になっている。（その後の代替案で対応中の『#庄新町地区対策』も参照）
さらに最後まで残っていた清心女子高校路線も、2016年（平成28年）4月1日に両備バスに移管された。これに伴い、現在では一般路線用のJRバスは、鉄道代行等で使用されていた予備車も含めて全て廃車又は、JRバス中国管内の広島・山口・島根などの他地区へ転属となったために、岡山県内には一台も存在していない。

#### 庄地区内専用路線
前記の旧・国道2号沿い路線以外には、かつて合併時より倉敷市営バスが新たに庄地区内専用路線となる新規路線を開設していた。この経緯は、都窪郡時代から旧・庄村地区が東側で隣接して、学区や行政事業は独立していたものの、吉備町地区と同じ電話局番や、吉備郵便局のほか水道事業なども共用されていた。さらに生活においては、吉備町に本社を置くし尿汲み取りや、ゴミ回収業者・タクシーなどの民間会社との繋がりも深かった。そんな状況下でも特に生活への影響が大きかった、固定電話番号の市内外局番と一部の下4桁の変更（#NTT加入電話を参照）・水道事業の全面切り替えによる水質変化の懸念（いわゆる、水との相性）などを踏まえて、あえて倉敷市へ合併する大きな理由の一つに、地区北部の高齢化に伴う交通手段の確保を取り付けることも含まれていた。この結果、当時の倉敷市交通局による市バス運行が実現した。
運行ルートは、庄地区の最南端部（栗坂地区）内の、中庄駅に比較的近い西端集落となる「西栗坂バス停」から出発して、山陽本線の南側と山裾に沿って東西に栗坂地内を走る細い道（一部では普通車同士のすれ違いが厳しい）を使い、約800メートル先の東端集落となる「東栗坂バス停」角の丁字路交差点で、北方向へほぼ一直線で約4knほど結び、この間に山陽本線を横断→旧・国道2号を横断（備中庄バス停）→庄地区の中核となる上東地区の庄支所（庄支所前バス停）・小学校・庄農協脇を通り、山陽新幹線の高架をくぐり、最北端部（矢部地区）の矢部公民館（「矢部バス停」）までの区間（合計約4.8 km）で、【栗坂⇔矢部】線として合併直後から市バス部門の廃止となる1989年（平成元年）3月31日まで開設されていた。また、運行区間内には記載していないバス停も複数個所存在していた。
便数は、1日十数往〜1往復の定期路線として復運行していた。
その後は、路線を引き継いだ下電バスが中型バスで運行していたがほとんどの便が空車状態での運行だったために、2002年（平成14年）3月31日付けで廃止された。これにより、合併時の1971年（昭和46年）から31年間継続されていた路線は、終わりを告げた。
なお、あくまで参考事項として、個人開設ながら外部サイトには、廃止間際当時の時刻表写真によると昼前後の時間帯にたった一往復（平日のみ）の記載がある。詳しくは#外部リンクを参照。

### タクシー

#### 医療と高齢化
下庄地区内の旧・国道2号と、かつて旧・倉敷市営バスが運行されていた、岡山県道73号箕島高松線の旧・区間（栗坂地区～上東区間）が交わった、『備中庄』交差点の南角を少し南側へ入った旧・県道沿いに、旧・県道と西側沿いに流れる水路との間の、数メートル間口ほどの横長敷地に吉備町内に本社のある地元タクシー会社の、吉備タクシー庄営業所が唯一、庄村時代から続いていた。合併後は建屋は残るものの何時しか使われなくなり、平成にはいってからは、西側沿いに流れる水路の大規模な護岸工事の際に買収されて消滅となった。その後は現在に至るまで、吉備町内の本社からの無線配車により、地元民が利用している。昔からの個人・企業などを問わず、固定客を多く抱えまた時節柄、福祉タクシーやジャンボタクシーなども所有し、重宝されている。
そのほか、川崎医大病院玄関前を常駐場所とする県内大手の平和タクシーや、JR中庄駅北西側の松島地区に、かつて数年前まで存在した岡山交通中庄営業所（現在は民間駐車場へ転換）は、当時の営業所番号を転送して倉敷市内の移転先で対応している。営業所時代の名残から、庄地区近辺の事情に精通し、また特に福祉タクシーとして未だ指名のある多くのドライバー達が、中庄駅前や川崎医大病院を営業エリアとしているなど、郊外地区にしてはタクシー事情に恵まれているので、各社ともに無線配車による到着時間も比較的早い傾向となっている。
なお、川崎医大病院からの乗客は患者をはじめ、病院職員などのタクシー利用率も高い。しかし、ほかの地区同様に中・長距離客がある一方、多くの利用客はJR中庄駅までの「初乗り料金」だけで済む、いわゆる、ワンメーター利用客が占める現状がある。これは、県外もふくめた遠路からも高度医療を頼って来院する患者も多く、また特に医師や教員・研究者が通勤用のマイカーを職員用駐車場に残して、出張や地方の学会などに出席するために中庄駅を頻繁に利用するという、特殊な事情も絡んでいるためである。

#### 庄新町地区対策
1970年代末期からの開発で、ピーク時には一千戸にのぼる大規模な住宅地が誕生し、今はなきJRバスの路線が1986年（昭和61年）4月22日付けのダイヤ改正に伴い、新たに【庄新町 - 倉敷駅】間に5往復、【庄新町 - 岡山駅】間に21往復という、大規模なダイヤを設定していた。しかし、マイカーの普及と共に分譲後四半世紀を超えると住人の高齢化が目立ち始めるも、JRバスは便数を減らしながら維持し続けていたが、終に2003年（平成15年）3月31日付けで全面撤退となった。その後は、住人の足として岡電バスが【庄新町 - 岡山駅】の路線を引き継ぎ、【庄新町 - 倉敷駅】ルートは中鉄バスが従来からの運行ルートを一部変更した上で、運行区間を【矢部 - 中庄駅】に縮小して維持していたが、さらに若者の区域外流失による核家族化が進み、高齢化が一段と進んでいった。その一方で、バス利用者は激減の一途をたどり、ついに中鉄バスは2005年2月1日に廃止となり、その後に岡電バスも2010年（平成22年）3月31日 に路線休止となった。これにより、庄新町地区からのバス路線（#時代に伴う終焉を参照）は完全に消えてしまった。
これに対して倉敷市は、年を追う毎に独居世帯の増加と車の運転が出来なくなる高齢化が急激に進む（#地区別比較俵を参照）一方で、中鉄バスがわずか二年弱で【矢部 - 中庄駅】路線を廃止した2005年（平成17年）1月31日の翌日より、倉敷方面への代替手段として現在に至るまで、平和タクシーへ委託した予約制のタクシー定期便として「庄新町地区コミュニティタクシー（なかよし号）」を、【庄新町 - 中庄駅】間で往復7便（ただし土曜は往復3便）開設して、免許返上などで交通難民化となった高齢者の便を図っている。これにより、川崎医大病院への通院や中庄駅への足が確保された。

### 物流網

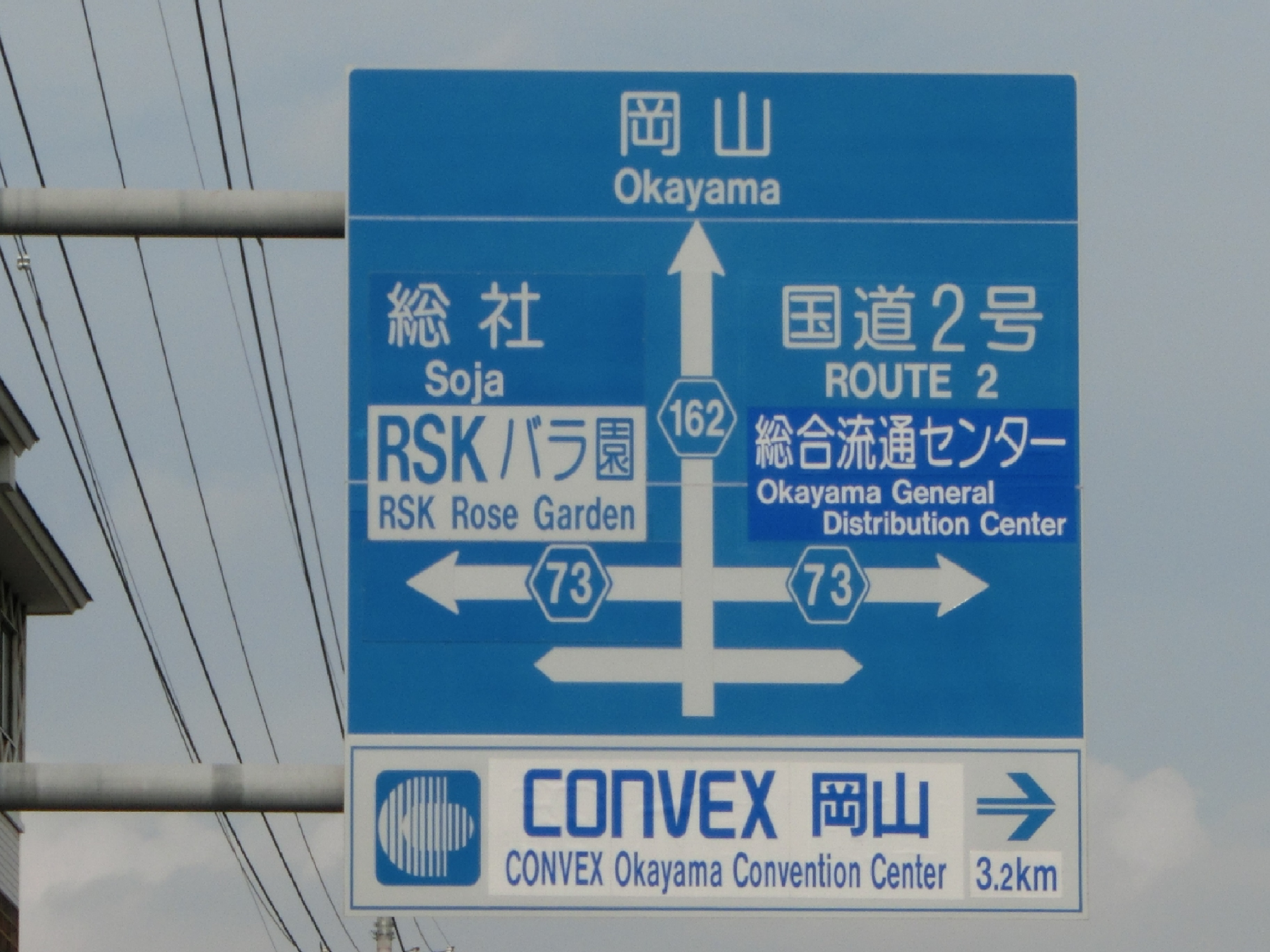
倉敷側より岡山方面に向かって設置された、旧・二号線と交わる流通センター入り口交差点の、案内標識。
（2020年10月12日撮影）

倉敷市中心部と岡山市中心部のほぼ中間地点を利点とする地域性のために、前記の岡山県道162号岡山倉敷線に沿って南側約1.5kmにある小高い山頂には、岡山市北区と早島町にまたがって中四国方面への物流の拠点として、東西約2kmに連なる大規模な流通団地が造成され、2000年頃にほほ完成した岡山県総合流通センターおよび、中四国地区でも有数の面積を誇る、大規模展示場ホールとなるコンベックス岡山などの施設も隣接している。また、いずれの施設は東西に連なる小高い山頂内にあるものの、これらの大規模施設の南東端に近い下庄地区及び、南西端に近い松島の両地区からは大型の連絡道路が直結しているので、普通車で5～15分圏内、大型車でも10～20分圏内に入っている。

#### 最寄の高速道路入口
ルート設定に当たって

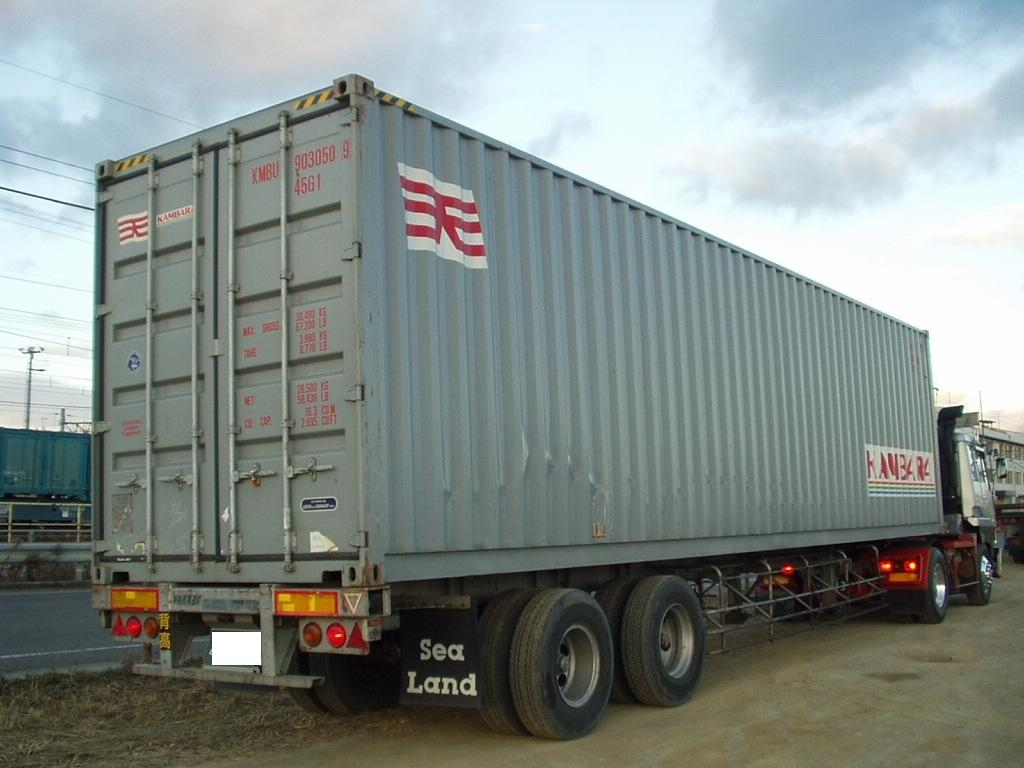
背高（せたか）海上コンテナを積載したトレーラー。
地上高が4.1m（二階建てバスより、さらに30cmも高い）、全長は18m（大型観光バスの1.5倍の長さ）の、背高海上コンテナ。
この大きさが通れる各ルートを選択した。
（2005年1月12日、岡山市内で撮影）

庄地区内でもっとも物流施設が集まる、下庄地区内の旧・2号と岡山県道73号箕島高松線が交わる交差点を起点とした。また、現在の部流事情を考慮して、通常の地上高制限値3.8メートルを超える、特別認可車両の地上高4.1メートル仕様の大型トレーラー（背高海上コンテナ輸送例）が問題なく通行できるルートを選定した。よって、普通車の利用する裏道などの距離とは若干（おおよそ 1km程度の誤差内）異なる場合がある。さらに、IC入り口前と最寄の道路との交わる交差点から分岐して、数百メートル～1km弱程度の連絡道を経由して最終のICゲートまでを、グーグルマップ上の実測距離結果として表示した。
そのほかの特殊な道路事情として、IC入り口前からICゲート前までの渦巻状連絡道のほか、以下の複雑な事例を加味した。
- 一般道の上下を含む2車線以上の幅広道路。
- 新幹線の高架を挟んで上下線が分離されている（岡山県道242号川入巌井線）例。
- 幅広中央分離帯（国道53号バイパス）例。
- 上下線が高架で分離された区間（岡山西バイパス）例。

などは、出来るだけ道路の中央で計測した。
- さらに、IC入り口前からICゲート前までの連絡道の距離は、ゲートへ向かって入場するルートと、ゲートから出てくる退場ルートとでは、大きく距離が異なる場合があるので、全て入場するルートで計算した。

- 倉敷IC（山陽自動車道）西行き・広島方面

- 【起点】→→（1km北上して『ファミリーマート』を、西方向に左折）→→（岡山県道242号川入巌井線）→→（『平田』交差点を右折して北上）→→（国道429号）→→【倉敷ICまで総距離、8.6km 】

- 早島IC（瀬戸中央自動車道・山陽自動車道）南行き・四国方面

- 東ルート【起点】→→（岡山県道73号箕島高松線を南下）→→（『総合流通センター』の最東部地区を通過）→→（国道2号バイパスを跨ぐ『高架上の交差点』を右折して、西進）→→（国道2号線バイパス）→→【早島ICまで総距離、7km 】

- 西ルート【起点】→→（旧・2号を西進）→→（『松島交差点』を左折して南下）→→（『総合流通センター』の最西部地区を通過）→→（『早島中』交差点を右折して、西進）→→（国道2号バイパス）→→【早島ICまで総距離、7.7km 】

- 岡山総社IC（岡山自動車道）北行き・山陰方面

- 【起点】→→（1km北上して『ファミリーマート』を、西方向に左折）→→（岡山県道242号川入巌井線）→→（『ザグザグ上庄店』先交差点を右折して北上）→→（岡山県道73号箕島高松線）→→（『セルフうどん店』先交差点を左折して、道なりに西北方向へ）→→（通称、西国街道）→→（『セブン・イレブン』角交差点を左折して、道なりに西進）→→（岡山県道270号清音真金線）→→（『ローソン』角交差点を右折して、道なりに北上→→（国道180号交差点を横断）→→【岡山総社ICまで総距離、9.7km 】

- 岡山IC（山陽自動車道）東行き・大阪方面

- 【起点】→→（1km北上して『ファミリーマート』を、東方向に右折）→→（岡山県道242号川入巌井線）→→（『野殿西』交差点を左折して北上）→→（岡山西バイパス）→→（『楢津東』交差点を右折して東進）→→（国道180号）→→（『平津橋』交差点を左折して、200メートル先交差点を右折後は道なり）→→岡山県道238号上芳賀岡山線）→→（『首都橋西』交差点を左折して北上）→→（国道53号バイパス）→→【岡山ICまで総距離、12.4km 】

## ライフライン環境

### NTT加入電話

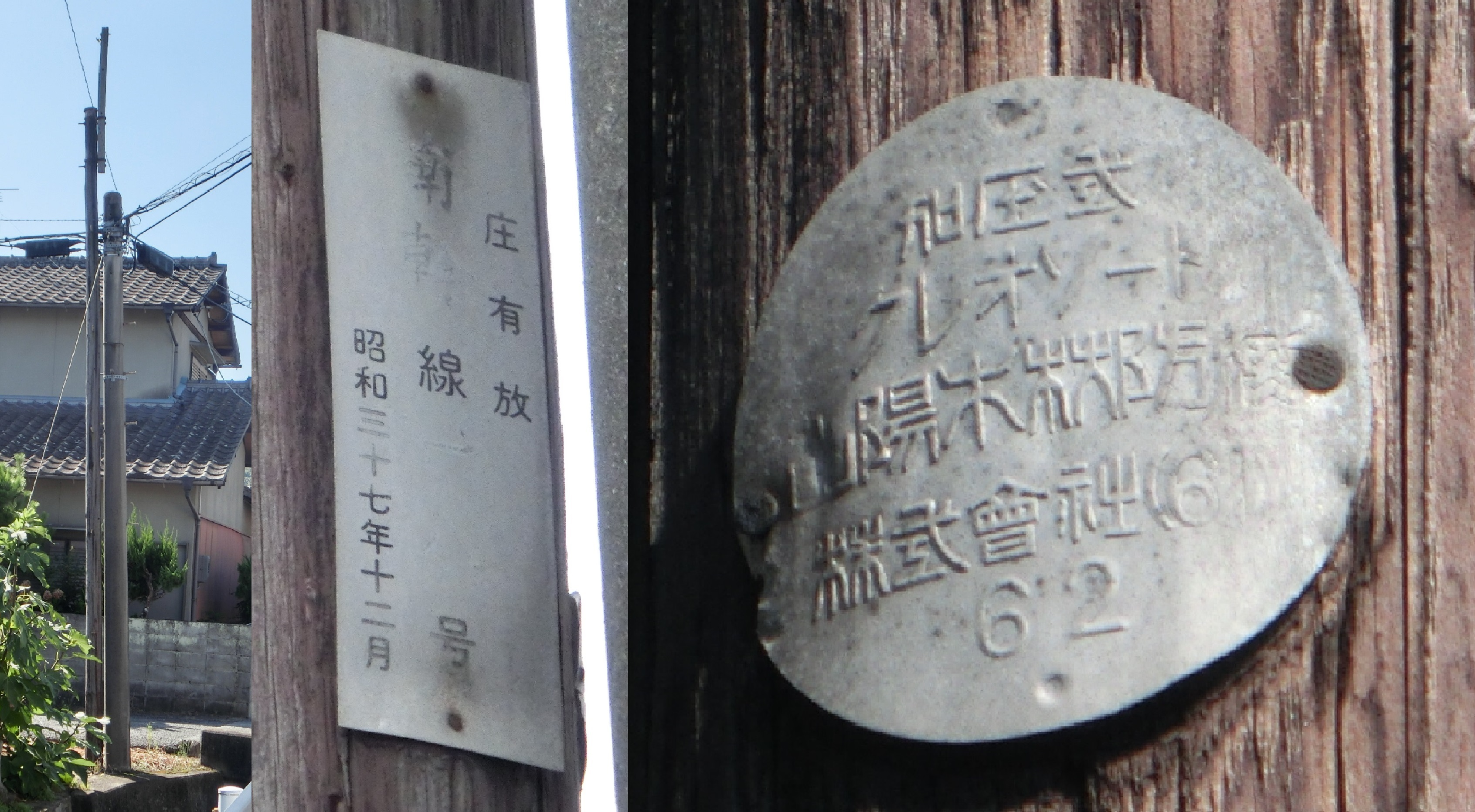
昭和時代の村内電話であった、旧・有線放送の名残。
・左側＝僅かながら今も残る、木製電柱（左側）。ケーブル類はすべて右側のコンクリート電柱に張られている。撤去する場合は、JA晴れの国岡山庄支店へ連絡すると無償で処理してくれる。
・中側＝木製電柱に残る庄有放（庄有線放送）の南幹線系統プレート。昭和37年12月（1962年）設置。
・右側＝木製電柱に残る、電柱名鑑。山陽木材防腐（現、ザイエンス）1962年製。
（2020年2月9日撮影）

旧・庄村時代の倉敷市との合併後はまだ有線電話がほとんどで、NTTの加入電話自体が一部の会社や店舗に限られていたために、合併までは東側で隣接していた吉備町地区と共用していた市内外局番（08669-3-××××）と、続く下四桁で事足りていた。
遅くとも昭和38年（1963年）代には始まっていた、有線電話の交換局は庄農協本店の2階の一角にあり、当時の電話は黒電話ながらもダイヤルは付いておらず、代わりにその部位には丸いスピーカーが内蔵されているという、少し変わったタイプであった。また、電話機からの呼び出し音はベル音ながらも電話機本体からは一切鳴らないので、自転車のベルのような金属製のベルが大きめのスマートフォン程度の大きさの制御機箱とセットになって電話機のそばの壁などに取り付けられ、このベル音で呼び出していた。この古風な電話の受話器を挙げると女性交換手が応答し、相手方の四桁の専用番号を伝えて、手動で回線を繋いでもらっていた。この時、受話器からは呼び出し音は一切聞こえず無言状態で待ち続け、相手に繋がると交換手が『どうぞ、お話下さい。』と声をかけてすぐ相手との会話が始まった。当時はまだ庄新町地区は存在しない九地区のみに併せて、一地区毎に1～9までの千の位を付与して下三桁が、実質的には個別の番号となっていた。この方式は、ある意味では現在の郵便番号による地区割り（#郵便番号参照）と、有線電話の区域番号は全く異なるも割り振りの考え方としては同じであった。
合併直後の電電公社（現、NTT西日本）割り当て電話回線は（0864-62-××××）となり、市内局番に続く下四桁は便宜上の処置として吉備局時代に使っていた、下四桁が割り当てられた。ただし、新たに編入された庄地区を管轄する倉敷東電話交換局（中庄地区内の無人局）での当時の割り当て可能な市内局番は、ただ一局番のみの割り当てであった62局番（ ※現在の462局に相当する）であった。しかし、この局番はすでに中庄地区など複数の近隣地区で割り当てられていたので、もし既存の番号と被った場合はやむなく別の番号が割り当てとなった。その後、昭和40年の末期までには有線電話は全廃されてNTTの加入電話へ全面的に移行し、またその後の目覚ましい人口増加により（463局）→（464局）→（461局）へと、市内局番は増加していった。ただし、現在のように固定電話を解約、または最初から携帯電話を所有というスタイルも定着してきているために、最新で割り当てられている（461局）の加入者は少数である。
また、全ての固定回線を管轄している倉敷東電話交換局で、2021年10月9日付けで実地された最新型交換機への切り替え工事に際し、対象の電話番号として以下の局番および、各割り当て番号の範囲が公表された。なお、これらの番号には隣接地域となっている中庄地区全域および、菅生地区の一部地域(生坂・三田・西坂の一部)なども含まれているので、全てが庄地区の割り当てではない。
- 462-0000～9999まで。
- 463-0000～9999まで。
- 464-0000～9999まで。
- 461-0000～3999まで。 ※最新の割り当て局番。

### 放送
ケーブルテレビ
- 倉敷ケーブルテレビ（KCT）　配信地区:

地上波テレビ放送
全域が庄支所（上東地区）より、南東約45度方向の直線で約16km先に位置する岡山本局(金甲山送信所)のエリアに入るため、良好に入る。ただし、角度的に山裾にほぼ全域が入る栗坂地区および、二子地区のごく一部では、共同視聴アンテナが設置されている。
| 局名                 | 局名                 | NHK岡山 | NHK岡山 | NHK高松 | NHK高松 | RSK  | OHK  | TSC  | RNC  | KSB  | 出力                         | 偏波面 | 送信 場所 |
| 局名                 | 局名                 | 総合    | 教育    | 総合    | 教育    | RSK  | OHK  | TSC  | RNC  | KSB  | 出力                         | 偏波面 | 送信 場所 |
| デジタルリモコン番号 | デジタルリモコン番号 | 1ch     | 2ch     | 1ch     | 2ch     | 6ch  | 8ch  | 7ch  | 4ch  | 5ch  | 出力                         | 偏波面 | 送信 場所 |
| -------------------- | -------------------- | ------- | ------- | ------- | ------- | ---- | ---- | ---- | ---- | ---- | ---------------------------- | ------ | --------- |
| 岡山                 | デジタル             | 32ch    | 45ch    | 24ch    | 13ch    | 21ch | 27ch | 18ch | 20ch | 30ch | NHK岡山・民放2kW NHK高松200W | 水平   | 金甲山    |
| 岡山                 | アナログ             | 5ch     | 3ch     | -       | -       | 11ch | 35ch | 23ch | 9ch  | 25ch | V10kW/U20kW                  | 水平   | 金甲山    |

FMラジオ放送
県域FMラジオ局は金甲山送信所からの電波で聞くことができる。コミュニティ放送は、各送信所からの電波が良好に入り、公式サイトではサービスエリアに入っている。
- NHK岡山FM：88.7 MHz（岡山局 出力1kW）
- FM岡山：76.8 MHz（岡山局 出力1kW）
- 岡山シティエフエム：79.0 MHz（岡山局 出力20W）
- エフエムくらしき：82.8 MHz（倉敷局 出力20W）

AMラジオ放送
- NHK岡山第1放送：603 kHz（岡山局 出力5kW）
- NHK岡山第2放送：1386 kHz（岡山局 出力5kW）
- RSKラジオ：1494 kHz（岡山局 出力10kW）

※在阪のAMラジオ局の中で、NHK大阪局・毎日放送・ラジオ大阪・ラジオ関西に関しては、車移動でも問題なく受信できるが、朝日放送に関しては受信品質に大きなばらつきがある。特に1階の室内では、窓際でないと良好に受信できない場合が多い。

### 電気・ガス・上下水道

#### 電気
古くから電気の供給は、中国電力の独占場であった。しかし近年の電力自由化の流れで、「電気」と言う特殊な性質から電話ケーブルのように複数の電話会社が独自にケーブルを張り、ある程度外からの見分けもつくような物でもなく、例え複種類の電力会社が競って供給していても送電ケーブルは、中国電力が網の目のように張り巡らせた送電線を利用して送電されているのが現状である。
また、平成時代の半ば頃からブームとなり、空き地や山すそ斜面を利用したいわゆる、『太陽光発電所』なる設備は、住宅が数件前後ほど建つ程度の小規模発電所が散見する程度であった。その後、西尾簡易郵便局の東隣に隣接する西尾地区内の緩やかな斜面を開発して、総面積約9.000 m2の広さを誇る「BLD 倉敷西尾Power Station」が、2019年5月27日に開所した。ただし、これ以外でのサッカー場を複数個集めるような大規模の設備は、2022年8月13日閲覧のグーグルアース調査では存在していない。

#### プロパンガス

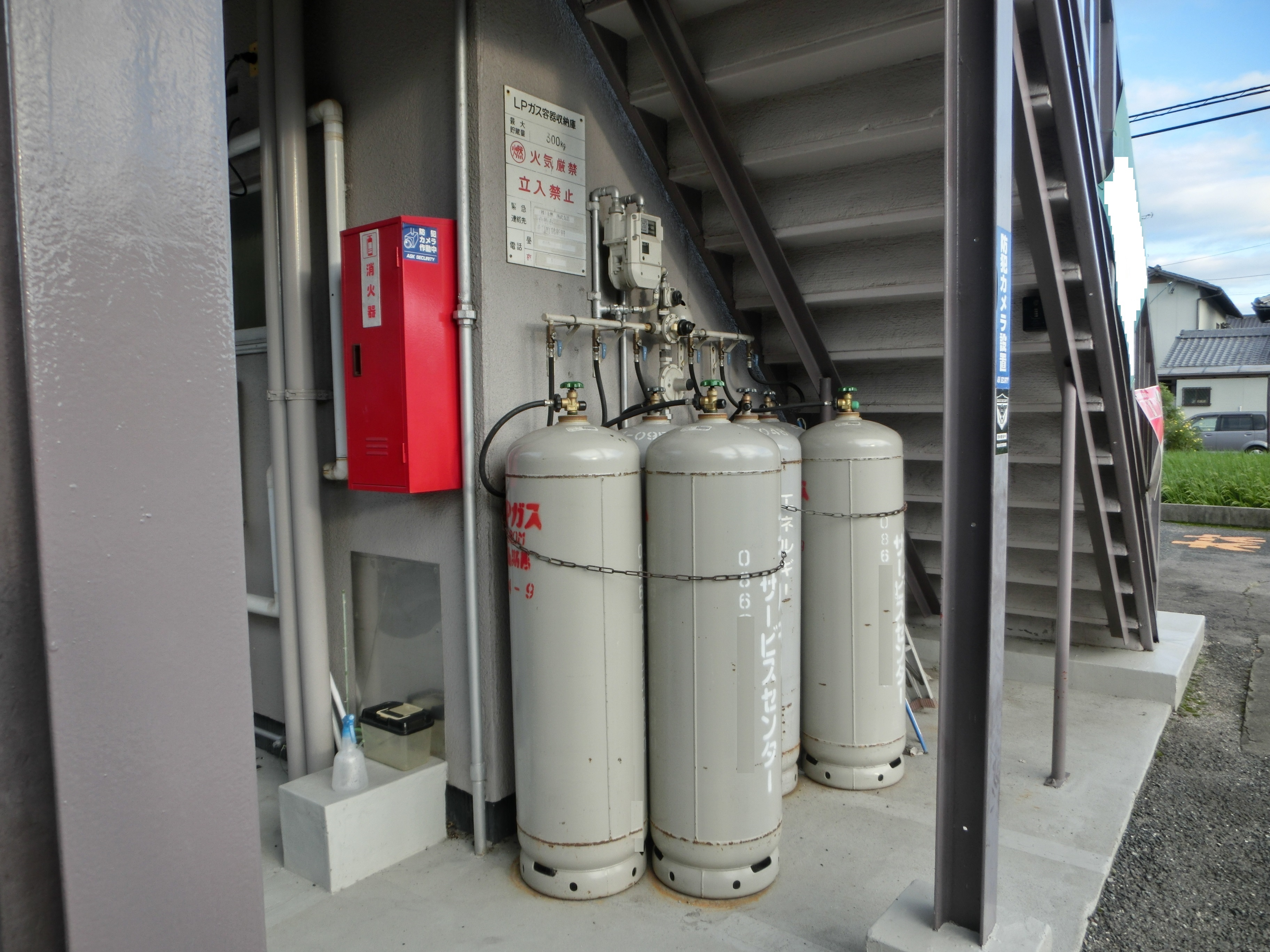
上東地区内のアパートに、プロパンガスを一括して供給する集中管理設備。
※電話番号など、画像の一部を加工処理済。
（2020年10月6日撮影）

元々、旧・庄村時代から地元の庄農協プロパン（現在は廃止）を中心に、隣接する吉備町内の複数のプロパン販売店などから庄地域全体へ、10kgや25kgの小型または、50kgの大型ガスボンベでくまなく供給されてきた。その後、販売店の統廃合により現在は、全国規模のアストモスガスのほか、浅野産業（岡山市北区）・永燃（岡山市中区）・角藤田（総社市）など地元大手が主流となって供給し続けている。
また平成末期から、本格的に岡山ガスからの地中パイプを通じて都市ガスが供給され始めているものの、下庄および山地地区では未だ供給されていない地域（#都市ガス参照）も多く存在している。さらに、都市ガス供給以前に建てられた多くのアパートや大規模な集合住宅は、元々、50kgガスボンベを十数本ほど纏めて集中管理して、入居世帯に供給していたと言う設備事情から、性質の違う都市ガスへの転換が容易ではなく、未だにプロパンガスで供給を受けている施設や世帯も多数存在している。

#### 都市ガス
庄地域全体に、岡山ガスより都市ガスが供給されている。ただし、以下の地区のみ限定されている地域がある
- 下庄地区（市道下庄上東線以東、県道162号岡山倉敷線以北）および，(字道ノ元．字市落．字西城．字南城．字江又．字新溝．字正子．字中ノ坪．字白米田．字前田．字西枕)の各小字地域のみ供給。

- 山地地区（倉敷市道砂原・山地線以東、山地90号水路以東、庄4号水路以東、奥の池以東、山地81号水路以東）の各地域のみ供給。

またそれ以外の地区でも山頂ほか、ごく一部分ながらも供給が出来ない地域がある。

## 郵便番号
全域が倉敷郵便局の集配担当区域に当たる。
- 日畑 - 701-0101
- 庄新町 - 701-0102
- 西尾 - 701-0103
- 山地 - 701-0104
- 矢部 - 701-0105
- (欠番) - 701-0106〜0110
- 上東 - 701-0111
- 下庄 - 701-0112
- 栗坂 - 701-0113
- 松島 - 701-0114
- 二子 - 701-0115

特定専用割り当て番号
- 川崎医科大学 - 701-0192
- 川崎医療福祉大学 - 701-0193
- 川崎医療短期大学 - 701-0194　※岡山市北区中山下地区へ移転のために、割り当て消滅。
- ノートルダム清心学園 - 701-0195

## 施設

### 公共機関
- 倉敷市役所庄支所 - 上東（旧・庄村役場）
- 倉敷市消防局
  - 倉敷消防署 庄出張所 - 二子
  - 倉敷市消防団 倉敷方面隊 庄分団 - 上東
- 岡山県警倉敷警察署
  - 松島交番 - 松島[続き 6]
  - 庄駐在所 - 西尾[続き 7]
- 郵便局
  - 庄郵便局 - 松島[続き 8]
  - 西尾簡易郵便局 - 西尾
- 倉敷市齢者支援センター（委託事業）
  - 倉敷北 - 下庄[続き 9]
  - 庄北 - 山地[続き 10]
- 倉敷市営公民館
  - 倉敷市庄公民館 - 上東（職員常駐）
  - 倉敷市庄公民館庄東分館 - 日畑
- 倉敷市憩の家（委託事業）
  - 倉敷市庄東憩の家 - 上東（職員常駐）
  - 倉敷市庄憩の家 - 松島（職員常駐）
- 倉敷市環境リサイクル局
  - 倉敷市東部埋立事業所 - 二子（環境局）
  - 倉敷市東部最終処分場 - 二子（環境局）

### 金融機関
- 吉備信用金庫倉敷庄支店 - 上東
- 晴れの国岡山農業協同組合[続き 11]
  - 庄支店 - 上東[続き 12]
  - 松島出張所 - 松島[続き 13]
  - 矢部出張所 - 矢部[続き 14]
- 玉島信用金庫中庄支店 - 松島
- 笠岡信用組合中庄支店 - 松島
- トマト銀行中庄支店 - 松島
- 中国銀行中庄支店 - 松島

### 教育機関
- 倉敷市立庄認定こども園 - 上東
- 倉敷市立庄幼稚園 - 上東
- 倉敷市立庄小学校 - 上東
- 倉敷市立庄中学校 - 上東
- 川崎学園 - 松島
  - 川崎医科大学 - 松島
  - 川崎医療短期大学 - 松島　[注 52]
  - 川崎医療福祉大学 - 松島
  - 川崎リハビリテーション学院 - 松島
  - 現代医学教育博物館 - 松島
  - 幼保連携型認定こども園 かわさきこども園 - 二子[注 53]
- ノートルダム清心学園
  - 清心女子中学校 - 二子
  - 清心女子高等学校 - 二子

### 各種医療機関
- 大規模医療機関
  - 川崎医科大学付属病院 - 松島
  - 川崎医科大学附属病院ドクターヘリポート - 松島 ※日本初の運用開始。
- 一般開業医
  - えんさこ医院 - 下庄（胃腸科・外科）
  - 岡皮膚科医院 - 下庄 ※元、赤帽青空運送跡地。
  - サンライフクリニック（サンライフ倉敷内） - 下庄（内科）
  - まんだい眼科 - 下庄 ※元、イ草共同集荷所跡地に開業。[続き 15]
  - 庄コンタクト（まんだい眼科内） - 下庄 ※元、イ草共同集荷所跡地に開業。[続き 16]
  - みわ整骨院 - 下庄[続き 17]
  - 栄昌堂 - 下庄（鍼灸）
  - もんじゃる鍼灸整骨院 - 下庄
 
  - いわもとクリニック - 上東（内科・外科） ※元、吉備家具センター庄店跡地。
  - くさか整形外科 - 上東
  - じん整骨院 - 上東
  - 中村節内科医院 - 上東
  - 兵耳鼻咽喉科医院 - 上東
 
  - 圓クリニィク - 松島（内科）
  - 大月整骨院 - 松島
  - おだ整骨院 - 松島
  - サンフラワークリニック - 松島（内科）
  - じょう泌尿器科クリニック（山陽マルナカ・マスカット店敷地内） - 松島
  - ながしま形成外科クリニック（山陽マルナカ・マスカット店敷地内） - 松島
  - アストロコンタクト（山陽マルナカ・マスカット店敷地内） - 松島
  - 西原内科循環器科 - 松島
  - 西原内科眼科医院 - 松島
  - もり小児科耳鼻咽喉科クリニック - 松島
  - 森整形外科リハビリクリニック - 松島
 
  - Mクリニック耳鼻咽喉科 - 二子
  - 川井クリニック - 二子（内科・透析）
  - 中祥外科 - 二子
 
  - 中祥内科 - 庄新町
- 歯科医院
  - 小郷歯科医院 - 下庄
  - 東原歯科医院 - 下庄
  - メリー歯科医院 - 下庄
 
  - 片山歯科 - 上東　※2023年 - 2024年の間に閉院。[続き 18]
  - きもと・まなべ歯科クリニック - 上東
  - 真鍋歯科医院 - 上東
  - ここのは歯科クリニック - 上東
  - だいふく歯科 - 上東　※2024年秋ごろ開院。
 
  - あさき歯科医院 - 松島
  - 妹尾歯科医院 - 松島
  - 中田歯科（山陽マルナカ・マスカット店敷地内） - 松島
  - ランバート矯正歯科 - 松島
 
  - ウィステリア デンタル オフィス - 二子
 
  - 浜田歯科医院 - 山地
 
  - いなだ歯科 - 西尾
 
  - さくら歯科 - 矢部

### 薬局・ドラッグストアー
- ドレミ薬局 倉敷下庄店 - 下庄（調剤薬局）
- みのり薬局 - 下庄（調剤薬局） ※元、赤帽青空運送跡地。
- 庄薬局 - 上東（調剤薬局）
- 大手町薬局メディカルトーラー - 上東（調剤薬局）
- ザグザグ 上庄店 - 上東（ドラッグストアー） ※元、山陽マルナカ上庄店舗。
- ハート薬局 中庄店 - 松島（ドラッグストアー） ※元、パチンコ店舗跡地。
- 金光薬品 中庄店（ハローズ中庄店敷地内） - 松島（ドラッグストアー・調剤薬局） ※元、ペプシコーラ岡山工場跡地。
- ひまわりププレ 中庄店 - 松島（ドラッグストアー・調剤薬局）
- セントラル薬局 二子店 - 二子（調剤薬局）
- 中祥薬局 - 二子（調剤薬局）
- 中祥薬局 庄パーク店 - 庄新町（調剤薬局）
- 渡辺薬局 - 庄新町（調剤薬局）
- ケンビドー薬局 - 庄新町（調剤薬局）

調剤薬局の多くは、近年の医薬分業の流れを受けて、各種医院の近くに併設されている。ただし、専用のドクターヘリも常駐して岡山県の隣県も搬送範囲としている、広域の基幹病院でもある川崎医科大学付属病院近辺では、他地域で見受けられる大学病院や大規模病院の周辺に独立系の調剤薬局が乱立するような風景はなく、近隣のドラッグストアー数店の店内で、小規模に併設されている程度となっている。これは病院開設以来、院内の直営大規模薬局が各医局と直結し、投薬料含めた全ての医療会計を一括で清算しているためである。
なお、例外として当病院では現代の医薬費抑制の流れで国の方針もある、ジェネリック医薬品に切り替える流れの中、品質低下による過去の院内事故や治療効果の激減などの経験により、現在はあえて先発医薬品による処方を推し進めている関係上、ごく稀に先発医薬品の在庫切れなどの諸事情により、例外的に院外の薬局での処方を依頼した事例もあった。

### 民間保育所
- くりのおうち保育園 - 栗坂
- 庄保育園 - 上東 ※園西側駐車場は、旧・庄農協定温米倉庫跡地。
- 保育ママの家 - 上東（企業主導型保育園）
- 庄なかよし小規模保育園 - 上東

そのほかに、コーポやマンションの一室を利用したいわゆる、小規模な「末認可保育園」も数箇所存在している。

### 福祉・支援施設
- 倉敷学園 - 栗坂（児童発達支援センター）
- コトノハ - 栗坂（多機能型事業所）
- ティール - 栗坂（障がい福祉サービス）
- グループホーム ティール - 栗坂
- サンライフ倉敷 - 下庄（入所介護施設）
- さん・らいふ（入所介護施設） - 下庄 ※元、喫茶店跡地。
- グループ・通所介護事業所さん・じむ - 下庄（在宅医療支援）
- グループホームひまわりの家（サンライフ倉敷内） - 下庄
- 訪問看護ステーションサクラ（サンライフ倉敷内） - 下庄
- よつ葉訪問看護ステーション下庄（えんさこ医院内） - 下庄
- 庄学区仲よし児童育成クラブ - 上東（学童支援） ※庄小学校敷地内の別施設。
- やま幸デイサービスセンター上東の家 - 上東
- ヘルパーステーション ワンステップ - 上東（訪問介護）
- 庄の里 「つどいの家」上東 - 上東（小規模多機能ホーム）
- クムレ - 上東（共同生活援助事業所）
- クラシス - 上東（知的障害者支援施設）
- デューン倉敷 - 松島（訪問介護）
- デイサービスまつしま - 松島
- 庄の里 - 山地（特別養護老人ホーム）
- 稔福祉会 庄の里 - 山地（入所介護施設）
- あしたば - 山地（障がい者支援施設）
- ワークハウスくるみ - 山地（共同生活援助事業所）
- 庄の里 なごみの家 - 西尾（グループホーム）
- めやす箱 いっぽいっぽ - 矢部（就労継続支援施設）
- 穂の香 - 矢部（介護タクシー）

### 商業施設・商店舗
- Lily-heart icing cookies - 栗坂（芸術スタジオ）
- マルワ電化 倉敷店 - 下庄（家電店）
- マツサカプラザ 庄店 - 下庄（小型スーパー） ※元、シュフレ店舗[続き 19]
- きむらや - 下庄（作業服店）
- シューズ愛ランド 下庄店 - 下庄 ※元、レンタルビデオ店舗。
- ベクトル 中庄店 - 下庄（リサイクルショップ） ※元、ローソン店舗。
- ルヴェロガニヨン（瀬戸大橋温泉やま幸敷地内） - 下庄（高級自転車ショップ）
- 伊藤ダンスカンパニー（平松建材敷地内） - 下庄
- ブルーベリーガーデン岡山 - 下庄（農園）
- カーピカランド 庄 - 下庄（無人洗車場） ※元、喫茶店跡地。
- ヒロシ屋書店 倉敷店 - 下庄（成人向け取扱店） 《2023年12月31日付けで閉店→→空き店舗状態》※元、釣具店舗。
- 宮脇書店 下庄店 - 下庄
- 宮脇書店 倉敷マスカット店（山陽マルナカ・マスカット店敷地内） - 松島
- 山陽マルナカ・マスカット店 - 松島（大型スーパー） ※元、中鉄ストア店舗。
- ダイソー マルナカ倉敷マスカット店（山陽マルナカ・マスカット店敷地内） - 松島
- ダイソー 倉敷中庄店（ハローズ中庄店敷地内） - 松島 ※元、ペプシコーラ岡山工場跡地。
- 東進衛星予備校 倉敷中庄校（ハローズ中庄店敷地内） - 松島 ※元・ペプシコーラ岡山工場跡地。
- ハローズ 中庄店 - 松島（大型スーパー） ※元、ペプシコーラ岡山工場跡地。[26][続き 20]
- エブリイ 中庄店 - 松島（業務用スーパー）
- ホームセンタータイム 中庄店 - 松島
- ハードオフ 倉敷中庄店 - 松島（リサイクルショップ）※元、天満屋ハピーマート店舗。
- キミドリ 松島店 - 松島（リサイクルショップ）
- 眼鏡市場 倉敷中庄店 - 松島
- auショップ 倉敷中庄店 - 松島
- PiPit中庄店 - 松島（auショップ）※元、トヨタレンタリース岡山 中庄店（現、中庄配車センター）店舗内。
- ソフトバンク 倉敷中庄 - 松島
- ワイモバイル 中庄 - 松島 《2024年5月1日現在、閉店空き店舗状態》
- 松崎電器 - 松島（家電店）
- 松島商事 - 松島（不動産業）
- アース - 松島（不動産業）
- ホームメイト 倉敷中庄店 - 松島（不動産業）
- アパマンショップ 中庄店 - 松島（不動産業）
- UniLife 倉敷中庄店 - 松島（不動産業）
- スーパーランドリー 中庄店 - 松島（コインランドリー）
- ウオッシュ - 松島（コインランドリー）
- サンタク - 松島（パソコン修理店）
- ダンススタジオH＆K - 松島 ※元、デイリーヤマザキ店舗。
- 八木園芸店 - 松島（生花店）
- ふれあガーデン - 松島（自然食品販売店）
- 生地屋プロート - 松島（手芸用品店）
- 倉敷中庄自動車学校 - 松島（入学　案内事務所）
- 倉敷マスカット自動車学校 - 松島 ※元・日立建機岡山営業所跡地。
- R・P・カンパニー - 上東（子供服店）
- 眞備仏天堂 - 上東（仏壇店）
- トモエデンキ - 上東（家電店）
- なかやま牧場バラ園前店 - 上東（2023年1月21日開店のスーパー）
- 花工房 - 上東（花店）
- ピトレ・おの - 上東（家電店）
- ポーラ化粧品 エステイン・昇 - 上東
- メガネの三城 中庄店 - 二子
- ニコニコレンタカー 倉敷中庄店（ENEOS セルフ二子店内） - 二子
- ビッグアメリカンショップ - 二子（雑貨店）
- 文林堂 - 山地（文具・酒店）
- グリーンバード葡萄園 - 山地
- ポーラ 吉備路ショップ - 山地（化粧品店）
- ピコラ 倉敷庄店 - 西尾（コインランドリー）※元・デイリーヤマザキ店舗。
- 寺下石材店 - 日畑
- 笑卓農園直売所 - 日畑
- メグロ園芸 - 日畑
- ぐらんど倉敷庄店 - 矢部（家電店）
- 多田造園 - 矢部

### コンビニエンスストアー
- ファミリーマート
  - 倉敷下庄店 - 下庄
  - 総合流通センター北店 - 下庄 ※元、サークルK店舗
  - バラ園前店 - 上東 ※元、サークルK店舗
  - 倉敷二子店 - 二子
  - 倉敷庄パークヒルズ店 - 矢部 ※元、サークルK店舗 ※元々は、売場面積396 m2の小規模なスーパー『まるしんパークランド店』であった[27]。[続き 21]
- ローソン
  - 倉敷下庄店 - 下庄 ※ 元、ロイヤルホスト跡地。

- ローソンは、過去に下庄地内の旧・2号沿い、元・毎日新聞中四国印刷の反対側に『ローソン倉敷バラ園前店』として、1990年代後半から庄地区内では唯一の店舗であった。
 

- セブン-イレブン
  - 倉敷上東西店 - 上東
  - 倉敷中庄駅前店 - 松島 ※元、松島書房の店舗跡。
  - 倉敷二子店 - 二子 ※元、鉄工所跡地と、県道沿いの水田を買収して敷地の間口を拡張。
  - 倉敷山地店 - 山地
- デイリーヤマザキ
  - 過去には、デイリーヤマザキ『倉敷西尾店（現、コインランドリー店）』・『倉敷松島北の口店（下電ツーリスト店 → 現、ダンススタジオ）』の二店舗があった。[続き 23]

### 飲食店
- やま幸（瀬戸大橋温泉やま幸敷地内） - 下庄（和食屋）
- 和久庄屋 - 下庄（和食店）
  - おふくろ亭 下庄店 - 下庄（食堂） ※2022年9月30日で閉店。
- 倉式珈琲店 下庄店 - 下庄 ※元、家電量販店跡地。
- 歌志軒 倉敷下庄店 - 下庄（油そば店）
- 武野屋 中庄店 - 下庄（そば店）※元、レストラン葡萄畑店舗。
- 川原 - 下庄（ラーメン店）※元、レンタルビデオ店舗。
- 華麺 - 下庄（ラーメン店）
- 8番らーめん 下庄店 - 下庄
- 支那そば餐休 中庄店 - 下庄 ※元、岡皮膚科医院店舗。
- こうた 中庄店 - 下庄（ラーメン店）※元、うどん店跡地。
- とんとん 倉敷店 - 下庄（博多ラーメン店）
- すき家 倉敷下庄店 - 下庄 ※元、喫茶店跡地。
  - 焼肉一楽 倉敷下庄店 - 下庄 ※2022年9月30日で閉店。
- 朱里苑 - 下庄（焼肉店）
- 焼肉たなか - 下庄
- どんどん亭 下庄店 - 下庄（焼肉店）
- 牛角 倉敷下庄店 - 下庄（焼肉店）
- 三代目小鉄 倉敷中庄店 - 下庄（焼肉ホルモン店） ※元、喫茶店舗。
- つくし - 下庄（鉄板焼き店）
- 太陽の時代 倉敷中庄店 - 下庄（もんじゃ焼き店）
- かつ泉 倉敷店 - 下庄（とんかつ店）
- ミスター・バーク 倉敷下庄店 - 下庄
- マクドナルド 倉敷中庄店 - 下庄 ※元、喫茶店跡地。
- 岡山さくら弁当 - 上東
- おちこち - 上東（ベーカリー）
- At.Spices - 上東（カレー店）
- チャイナ - 上東（中華料理店）
- ポン・ヌフ - 上東（フランス料理）
- 大衆焼肉なごみ - 上東
- 夢路 - 松島（居酒屋）
- 蔵や - 松島（居酒屋） ※元、サークルK店舗。
- 自遊時間 - 松島（居酒屋）
- 朝まで屋 中庄店 - 松島（居酒屋） ※元、金光薬局店舗。
- かしわ溶岩焼の店 - 松島（居酒屋）
- 北海道厚岸漁業酒場 さらり 中庄店 - 松島（居酒屋）
- 征乃屋 - 松島（焼鳥屋）
- 金のとり - 松島（焼鳥屋）
- 倉敷とり天満 - 松島（焼鳥屋）
- 肉八山 - 松島（焼肉屋）
- YUPA - 松島（韓国料理店）
- マリア - 松島（イタリア料理店）
- にんにく屋 - 松島（イタリア料理店）
- BASARA 創作バル - 松島（イタリア料理店）
- CATY - 松島（洋食レストラン）
- グリル まつしま - 松島（レストラン）
- レストラン つねまつ - 松島
- ふるいち 倉敷松島店 - 松島（うどん店） ※元、三菱石油松島SS跡地。
- 桃山亭 マスカット店 - 松島（うどん店）
- Gaya Gaya - 松島（カレー店）
- カレーハウスCoCo壱番屋 倉敷中庄店（ホームセンタータイム中庄店内） - 松島
- 王将フードサービス 餃子の王将 川崎医大前店 - 松島 ※元、JOMOガソリンスタンド店舗跡地。
- 徳島ラーメン麺王 倉敷中庄（ホームセンタータイム中庄店内） - 松島
- 寿加田弁当 - 松島
- ほっともっと 倉敷松島店 - 松島（弁当店） ※元、バーミャン跡地。
- カフェ青山 倉敷中庄店（山陽マルナカ・マスカット店敷地内） - 松島
- ロッテリア 倉敷中庄店 - 松島 ※元、パチンコ店舗跡地。
- ブラン - 松島（ベーカリー店）
- ミスタードーナツ 倉敷中庄ショップ - 松島 ※元、中国セルラー（現、au中庄店）旧店舗跡地。
- ベリーズピザ キャティ店 - 松島
- ジェノワーズ洋菓子店 - 松島
- パティスリー ピアジェ 倉敷中庄店 - 松島（洋菓子店）
- 木々珈琲舎 - 二子
- 星乃珈琲店 倉敷中庄店 - 二子
- レガーレ コーヒー スタンド - 二子 ※トレーラーハウス店舗。
  - 創作うどん・とも作 - 二子（うどん店） ※旧、国道二号線沿い。　2024年初頭頃に閉店・空き店舗状態。
  - お好み焼き・おいしんぼう - 二子（お好み焼き店） ※旧、国道二号線沿い。　2024年5月1日現在、閉店・空き店舗状態。
- 美八木 - 二子（軽食店）
- 田舎庵 - 二子（食堂）
- 瀬多加 - 二子（焼鳥屋）
- 炭一鉄 倉敷中庄店 - 二子（焼肉屋）
- 鳥兄弟 倉敷店 - 二子（居酒屋）
- ＢＡＲＩＳ笑門 - 二子（飲食店）
- すし丸 中庄店 - 二子（回転寿司）
- 北前そば高田屋 倉敷中庄店 - 二子
- 石窯パン工房エスポワール 倉敷店 - 二子
- 清龍軒 - 西尾（中華料理店）
- 弁当屋どんちゃん 庄パーク店 - 西尾 ※元、喫茶店舗。
- WOODPECK - 西尾（ベーカリー店）
- 料亭厨房 -統- Nobu - 山地（テイクアウトすし店）
- キャドゥ・ドゥ・ラテール - 山地（洋菓子店）
- コッコや - 矢部（焼鳥屋）
- セルフうどんさざなみ 倉敷庄パーク店 - 矢部 ※元、ファミリーマート店舗。
- コーヒーハウス ワンダイム - 矢部
- サンサン茶屋 - 矢部（喫茶店）

岡山県道162号岡山倉敷線（旧、国道2号）沿いを中心として、地域内に多数の飲食店が点在している。また、上記の店舗のほかに、理髪店・美容室・エステサロン・ランドリー取次ぎ・小規模学習塾・新聞配達所・各種の建築業・骨董店・ペットショップなども、夫々数店～十数舗の規模で点在しているので、広大な田園風景が広がる地区ながらも、『川崎城下町』の恩恵をうけて、倉敷市中心部にも引けを取らない生活環境が揃っている。
しかしその一方で、令和以降は旧、庄村時代より続く、地元個人経営の食料品店・酒店・衣料品店・自転車店などが、近隣の吉備町や松島地区内に進出した大型店の煽りを受けて次々と閉店に追い込まれてきた。特に庄新町地区では、約一千件にも及ぶ大規模な新興住宅地区ながらも、近隣には元ミニスーパー跡地にある1件のコンビニ以外は、小規模なスーパーすらなくなっている。
これは、緩やかな斜面に開発されてからすでに半世紀近く経過しているために、世帯数自体はさほど変わらぬものの住人の多くは高齢者世帯化による人口減少が続いているために、元々地区内にあった小規模スーパー（現、ファミリーマート店舗に立替）や個人商店も次々と閉店となり、坂の多い地区柄も重なっていわゆる『買い物難民地区』となっている。これらの庄新町地区特有の生活環境の劇的な変化により、軽トラックで移動スーパーを営むとくし丸系列の巡回ルートに組み込まれ、また近隣の生協配送センターからの定期巡回で、高齢化に伴い車の運転ができなくなった多くの住民の支えとなっている。

### 娯楽・宿泊施設
- 瀬戸大橋温泉やま幸 - 下庄
- ホテルやま幸（瀬戸大橋温泉やま幸内） - 下庄（ビジネスホテル）
- カラオケやま幸（瀬戸大橋温泉やま幸敷地内） - 下庄
- トキワフット岡山（瀬戸大橋温泉やま幸敷地内） - 下庄（フットサル場）
- 自由空間 - 下庄（ネットカフェ）
- 手もみほぐしマリー - 下庄 ※2024年初頭頃閉店。

- リラクゼーション新 - 上東（マッサージ）
- マンスリーコンベックス北 - 上東（マンスリー マンション）

- 手もみ屋本舗 - 松島
- サンフラワーボウル - 松島
- スポーツプラザサンフラワー - 松島
- サンフラワースイミングスクール - 松島
- スポーツクラブ アクトスWill_G 中庄（ホームセンタータイム中庄店内） - 松島
- ふぇすたらんど倉敷マスカット店（山陽マルナカ・マスカット店敷地内） - 松島（ゲームセンター）
- スーパーハリウッド 倉敷店 - 松島（パチンコ店）
- ベッセルホテル倉敷 - 松島（ビジネスホテル） ※元、三菱石油松島SS跡地。

- ハニービー 中庄店 - 二子（カラオケ店）
- 倉敷カントリー倶楽部 - 二子（ゴルフ場）[続き 24]

- カラオケ・ツドイ - 矢部（カラオケ店）
- 庄ファーム五本松グラウンドゴルフ場 - 矢部（スポーツ施設）

### ガソリンスタンド
- JA-SS 庄 SS - 下庄（セルフ） ※元、三菱石油下庄SS。
- コスモ セルフステーションくらしきSS - 下庄
- 昭和シェル セルフ新中庄SS - 松島
- ENEOS 中庄SS - 松島（フルサービス）
- ENEOS セルフ二子店 - 二子

かつてセルフ時代に入る直前までは、ほとんどのフルサービススタンドでは、農業・果物の有力産地という土地柄、小型農機具などに使う混合油を専用の小型給油機で販売していた。しかし、現在ではただ一軒となった県道沿いのフルサービススタンド、ENEOS 中庄SS（松島地区）以外には、東に約1.3km先の下庄地区内で元々、旧・庄村時代から地元の庄農協（現、晴れの国岡山農業協同組合庄支店）直営であった旧・三菱石油系列から、関連会社となる全農系のJA-SSセルフに転化した店舗程度しか扱っていない。このために過去に販売していたものの、撤退後に更地となり、いわゆる無給所地区となった山地地区（セブン-イレブン山地店の100メートル先に、シェル石油の店舗）および、1km北側の矢部地区（ファミリーマート倉敷庄パークヒルズ店向かい側に、地元庄農協直営の旧・三菱石油の店舗）と、さらに東部に広がる西尾地区や日畑地区では、少数ながらも缶入り既製品を便宜的に販売している近隣の自動車修理店（個人店）、または車で10～15分程度かけて混合油を直接取り扱う県道沿いの既存スタンド2店舗や、ホームセンターで買い求めなければならないなど、南部地域の賑わいとは対照的な不便さも残っている。

### カーディーラー・車修理店
- ガレージリバー - 栗坂（車修理）
- 岡山ダイハツ販売 中庄店 - 下庄 ※元、岡山宇部コンクリート工業岡山工場の東半分跡地。
- 日産サティオ岡山 中庄店 - 下庄
- スズキカルタス倉敷 - 下庄 ※元、ガソリンスタンドESSO店舗跡地。
- 三好自動車 - 下庄（レーシングカー）
- ワールド多胡 - 下庄（中古車）※ 元、出光SS店舗。
- ワンズカンパニー - 下庄（中古車）
- モーターサイクルファクトリー アジト - 下庄（バイク中古店） ※元、平野外科医院跡地。
- 福岡鈑金塗装店 - 下庄
- 定光鈑金 倉敷店 - 下庄
- MGH 倉敷工場 - 下庄（大型特殊車両修理）※旧、山陽自動車興業
- ＩＭＣ． ＢＩＫＥ（バイク販売店）
- カーリペア山本 - 下庄（車修理）
- 辻元自動車 - 下庄（車修理）
- 井上自動車 上東店 - 上東（車修理）
- クザキ車輌 - 上東（車修理）
- 中古車市場 - 上東 元、セブン-イレブン店舗。
- ＢＵＤＤＩＣＡ倉敷店 - 上東（中古車）
- 西日本三菱中庄店 - 松島
- 車工房 - 二子（車修理）
- カーコンビニ倶楽部 セルフ新中庄SS店（ENEOS セルフ二子店内） - 二子（車修理）
- 井上自動車 二子店 - 二子（中古車）
- カーチャンプ - 二子（中古車）
- レーシングサービスNKF - 二子（バイク店）
- 犬飼モータース - 山地
- 内田モータース - 西尾
- 難波自動車鈑金 - 日畑
- エイシーエス - 日畑（車修理）※旧、吉備オート
- インターオート - 矢部（車修理）

その他にも、数店の車やバイク取扱店が存在している。

### 企業・団体

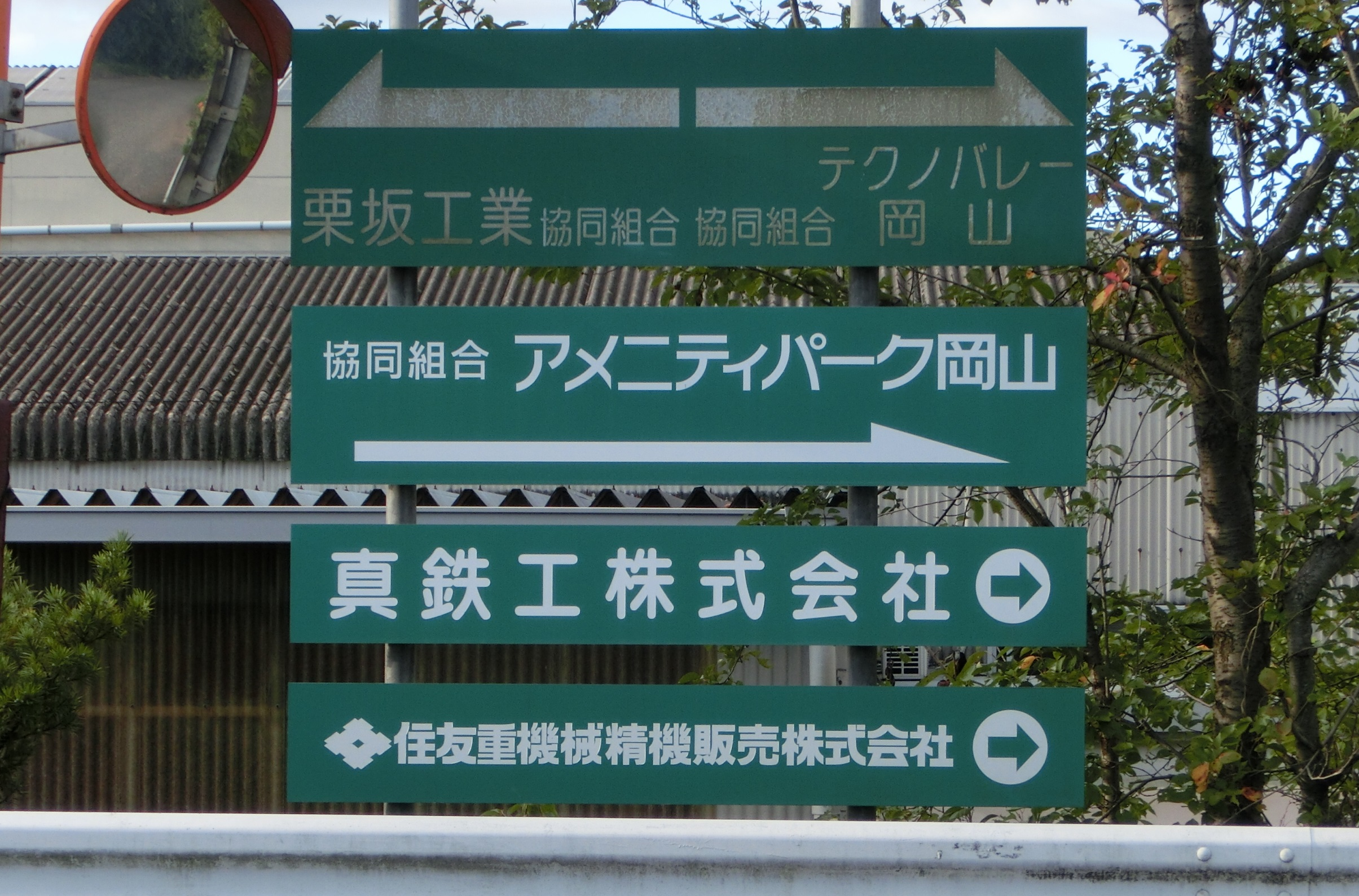
案内板の左側（西側）には『栗坂工業(協)』と複数の運送会社、右側（東側）には『(協)テクノバレー岡山』の他、複数の企業が立地している。 ※撮影位地が、岡山県総合流通センター地域からの全ての車両が出入りする、唯一の進入路となる。
（2020年10月6日撮影）

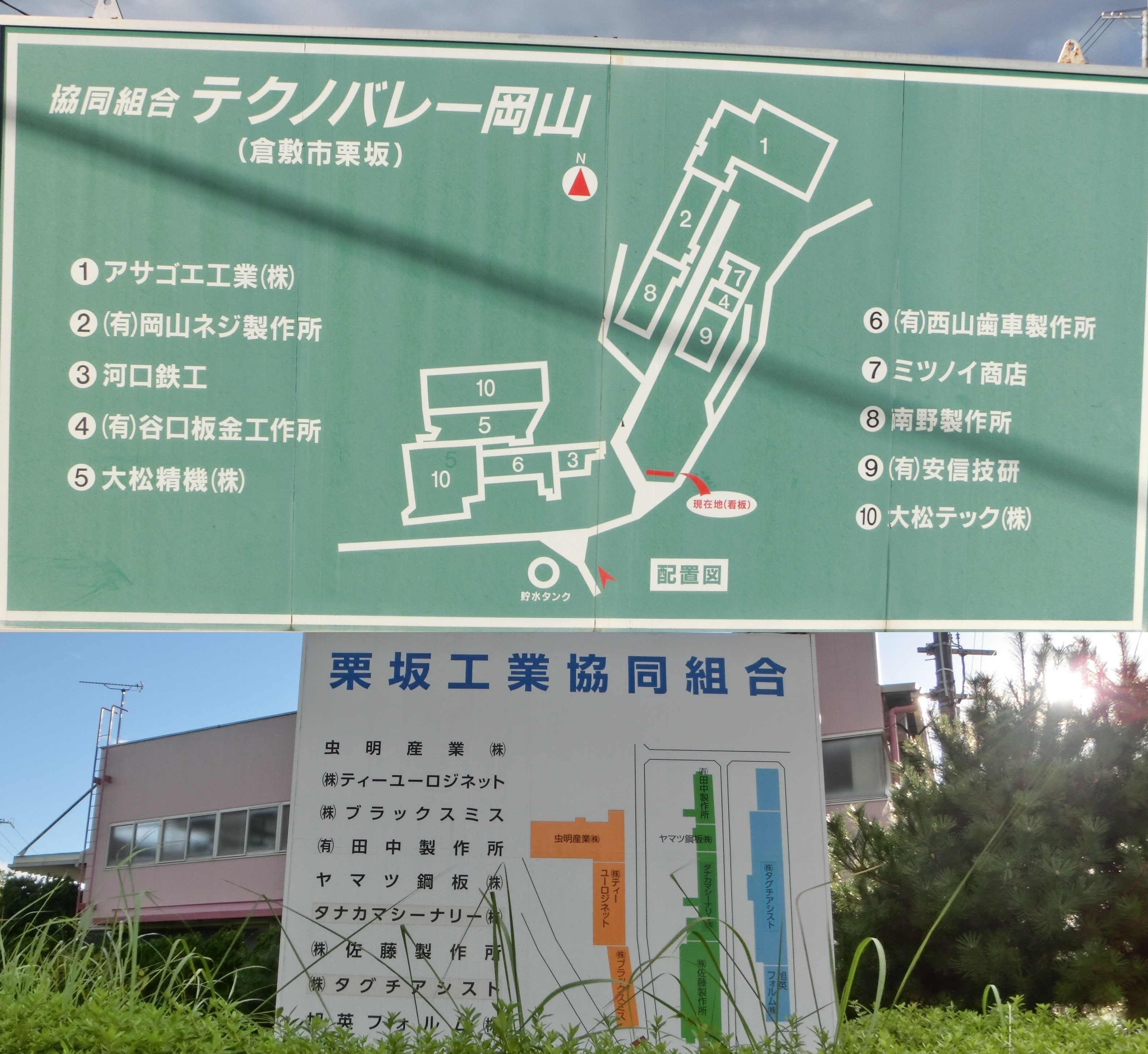
倉敷市と早島町の東西に伸びた区域境に立地する、栗坂地区の企業団地案内板（上下の組画像）。
案内板の上側（東側）には『(協)テクノバレー岡山』、下側（西側）には『栗坂工業(協)』の企業が立地している。
（2020年10月6日撮影）

- 吉美 - 栗坂（環境管理） ※元、赤木建設倉庫。
- ひまわり住宅 - 栗坂（工務店） ※元、赤木建設跡地。
- 美建ビルサービス中間処理場 - 栗坂（廃棄物リサイクル）
- C-BULL 倉敷営業所 - 栗坂（テント レンタル業）
- クリオシティー - 栗坂（輸入商社）
- 協同組合テクノバレー岡山 - 栗坂（山頂の東地区）
  - アサゴエ工業（油圧バルブ鋳造）
  - 岡山ネジ製作所
  - 河口鉄工
  - 谷口板金工作所
  - 大松精機栗坂工場（金属加工品）
  - 西山歯車製作所
  - ミツノイ商店（自動車情報提供）
  - 南野製作所（産業機械部品の製造）
  - 安信技研（工作機械器具）
  - 大松テック（機器設計・製造）
- 真鉄工 - 栗坂（山頂の東地区）
- 住友重機械精機販売 - 栗坂（山頂の東地区）
- 栗坂工業協同組合 - 栗坂（山頂の西地区）
  - 虫明産業（自動車精密部品）
  - ティーユーロジネット（物流業）
  - ブラックスミス（金属切削加工業）
  - 田中製作所（レーザー加工）
  - ヤマツ鋼板（金属材料卸）
  - タナカマシーナリー（精密金属加工）
  - 佐藤製作所（高圧ガス容器製作）
  - タグチアシスト（建設機械保守）
  - 旭英フォルム（金型製造）
  - シーアール物流 早島ＴＣ事業所（物流業）
  - ティーユーロジネット岡山物流センター（物流業）

※栗坂（山頂の東西地区）地区の、協同組合テクノバレー岡山（鉄工団地）・栗坂工業協同組合（鉄工団地）・真鉄工 ・住友重機械精機販売の各社は、山陽本線南側沿いの山頂にあるために、庄地区全域からはその存在を知りえる事は出来ない。
 
- 下庄鉄工団地
  - 倉敷繊維加工 倉敷工場 - 下庄
  - テクノホーナン - 下庄（産業用機械製作）
  - コーセイカン - 下庄（総合印刷）
  - 三那工業 - 下庄（金属加工）
  - 小橋工業 - 下庄（農機具製造）
  - ※そのほかに小規模事業所が十数社立地している。
- イズミ岡山生鮮センター - 下庄（物流業）
- サンロジスティックス 岡山配送センター - 下庄（物流業）
- シモハナ物流グループ・岡山物流 - 下庄（物流業）
- 加藤産業 岡山営業所倉敷センター - 下庄（食品卸・物流業）
- 河西運輸 - 下庄（物流業）
- 阪神ロジテム 岡山営業所 - 下庄（物流業）
- 大和エアーカーゴエキスプレス - 下庄（物流業） ※元、木工所跡地。[続き 26]
- 小野斉商店倉庫 - 下庄（貸し倉庫） ※元・コカ・コーラ庄営業所跡地に建設。[続き 27]
- 倉敷衛材 - 下庄（環境衛生） ※元、コーヒー豆商社ビル。
- ヤナセ製油（株） 岡山営業所 - 下庄（石油製品販売）※ガソリンスタンドではない。
- 岡崎機械 - 下庄（産業機械製作）
- 岡山エレクトロニクス - 下庄 ※1996年（平成8年）操業。[29][続き 28]
- 滝澤鉄工所 下庄工場 - 下庄 ※岡山エレクトロニクス創設以降に入居。[続き 29]
- カクイチ A-SITE 倉敷店 - 下庄（建材店展示場） ※2023年秋頃に数個のミニハウスを残して、撤退。
- 未来開発 - 下庄（工務店）
- 堀田組岡山支店 - 下庄（工務店）
- 平松新建材 - 下庄（建材店）
- 庄建 - 下庄（工務店）
- 岸本木工 - 下庄（建材店）
- 太田章商店 - 下庄（金属回収業）
- 山崎農園 - 下庄（農業法人）
- 山陽教材 倉敷営業所 - 下庄
- 真如苑岡山支部 - 下庄 ※元、岡山宇部コンクリート工業岡山工場の西半分跡地。
- つくぼ商工会庄支所 - 上東　※倉敷市庄支所二階に入居していたが、2022年10月3日付けで統廃合により早島町へ移転。
- 倉敷油類販売協同組合 - 上東
- 三光建築設計事務所 - 上東（設計事務所）
- 綱島通信 - 上東（電気・通信工事業）
- GAINAロジスティクス倉敷営業所 - 上東（物流業）
- リフォームサポート塗夢 - 上東（塗装業）
- ツボイ 物流センター - 上東（畳卸販売）
- 坪井医療器 - 上東（医療器販売）
- 備前産業 倉敷工場 - 上東（産業機械製作）
- ダスキンミヤケ店 - 上東（環境衛生）
- アイスター商事倉敷配送センター - 上東
- アイレディース化粧品倉敷工場 - 上東
- アイレディース化成倉敷工場 - 上東
- I.M.E工房 - 松島（工務店）
- 協同プライニング - 松島（広告代理店）
- 高島屋 川崎学園ショップ - 松島（デパート）※川崎医大付属病院８階
- ヤナギウチ塗装 - 松島（塗装業）
- 四つ葉のクローバー - 松島（墓地管理代行業）
- 両備ホームズ倉敷営業所 - 松島（工務店）※旧、両備住宅
- 二子墓地 - 二子
- 岡山市花園霊苑 - 二子
- 石豊もも太郎聖光苑 - 二子（霊園）
- ＮＫ西日本(株)岡山営業所 - 二子（葬儀社）
- アイリーピープル - 二子（職業紹介所）
- 備南ゴム工業 - 二子
- タカトリ - 二子（遊具製作業）
- 中田鉄工所 - 二子
- 赤穂屋工務店 倉敷営業所 - 二子
- 小山塗装 - 二子（塗装業）
- みのる設計 - 二子（設計事務所）
- ミルキークイーン - 二子（農業法人）
- ツルガタ漬物 - 山地
- 倉敷中央平和霊園 - 山地
- タヌルエンジニアリング - 山地（建築機械整備業）
- にしだ建築工房 - 山地（設計事務所）
- ヒラマツ防災 - 山地（防災設備業）
- 上田クレーン - 山地（クレーン車施工店）
- 上田建築 - 山地（工務店）
- 林建設 - 山地（工務店）
- 騰和興産 - 山地（配管施工業）
- Ｋ・Ｙウェディングクラブ - 山地（婚礼スタジオ）
- 生活協同組合おかやまコープ倉敷東部センター - 西尾 ※元、家具製造工場の跡地。
- ケイロン産業(株) 岡山出張所 - 西尾（建材店）
- 司建設 - 西尾（工務店）
- ホリボシ住建 - 西尾（工務店）
- AC駆動 - 庄新町（機械部品製造販売業）
- 赤木土木 - 日畑（工務店）
- 濱建 - 日畑（工務店）
- 共栄塗装店 - 日畑（工務店）
- 片岡板金 - 日畑（加工業）
- 倉敷河上農機(株) 吉備路営業所 - 日畑
- 山陽エンタープライズ - 日畑（自販機保守店）
- あらた ザグザグ物流センター - 矢部 ※元、トヨタ車体の納車前整備工場と、モータープール跡地。
- あらた紙物流倉庫 - 矢部 ※元、トヨタ車体の納車前整備工場と、モータープール跡地。
- 石井工業 矢部事務所 - 矢部（解体業）
- くまさんの森 - 矢部（有機農場）
- 大松精機 - 矢部（金属加工）
- 大松工業 - 矢部（金属加工）
- ネクスト - 矢部（電気・通信工事業）
- 美建 倉敷営業所 - 矢部（廃棄物リサイクル）
- 吉田建運 - 矢部（物流業）

### 過去に存在していた有名企業
- 電電公社庄中継局 - 下庄
  - 東芝岡山工場 - 下庄
  - オンキヨー岡山工場 - 下庄
- 岡山宇部コンクリート工業岡山工場 - 下庄

旧・2号沿いの『シューズ愛ランド 下庄店』向かい側で、1960年代後半に操業開始し、平成の初期に合理化のために廃業。跡地には、岡山ダイハツ販売中庄店と、真如苑岡山支部が建っている。
- コカ・コーラ庄営業所 - 下庄
- 毎日新聞中四国印刷 - 下庄
- タキロン岡山工場 - 上東
- ペプシコーラ岡山工場 - 松島
- 日立建機岡山支店 - 松島
- トヨタレンタリース岡山 中庄店[注 57] - 松島

### 観光地・名所
- 庄楠遊園のクスノキ - 下庄
  - 下庄地区の「庄楠遊園（しょうなんゆうえん）のクスノキ」は旧、庄村時代に村長を三期勤めた旧家の跡地に生息する倉敷市の市木である楠木として、市内で三番目の巨木生息地。地上高は25メートル[31]、枝広がりは東⇔西間＝約25メートル・南⇔北間＝約24メートル・南西⇔北東間＝約29メートルもあるので[注 58]、山陽本線北側沿いおよび旧2号南側沿いの何れからも目に留まる大きさと、高さを誇る巨木である。また、地元の歴史関係者の間では、6メートルもの幹周りから推定樹齢は約400年程とも言われているが、確たる出典は見つかっていない。さらに、2021年（令和3年）8月15日現在のストリートビューには、園内の画像が多く投稿されている。
- 上東遺跡 - 上東
- 吉田菜果園 - 上東
  - 上東地区の「吉田菜果園」は、大型の温室内でのイチゴ狩りを主体として、数種類の果物狩りが出来る唯一の観光農園となっている。
- 日差寺 - 山地
- 鯉喰神社 - 矢部
- 楯築遺跡 - 矢部
  - ※国指定史跡指定（昭和56年12月9日）[32]
- 王墓山古墳群 - 庄新町
  - ※岡山県指定史跡指定（昭和34年3月27日）[33]
- 日畑廃寺 - 日畑
  - ※倉敷市指定史跡指定（昭和46年9月10日）[34]
- 岩倉神社 - 日畑
- 日幡城跡 - 日畑

## ギャラリー

### 水路・水門風景

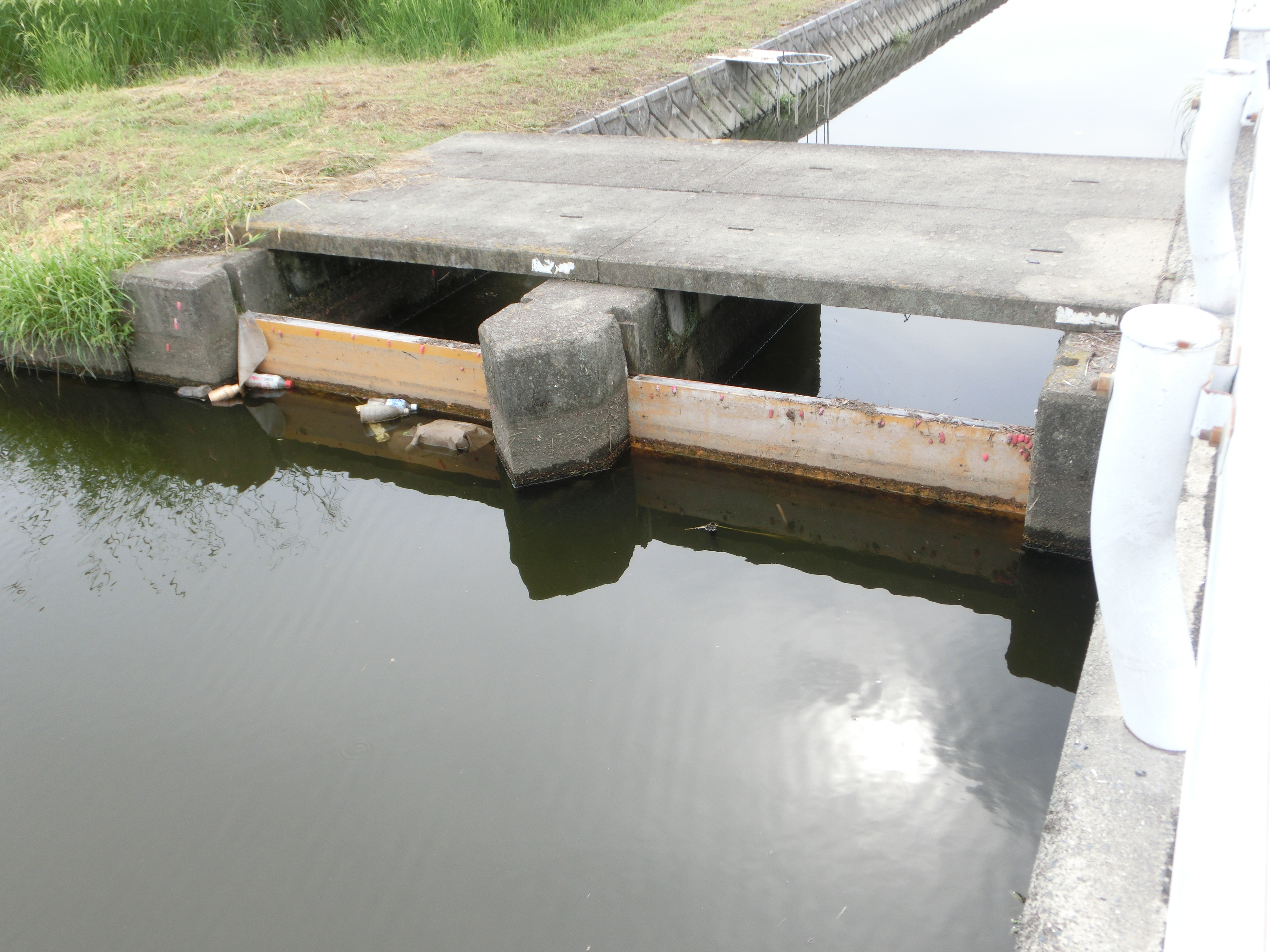
下庄地区内の風情の残る、挿し板型水門。 高さが異なる数枚の木製板を、管理者の人力で組み合わせて、時々の必要放水量を調整する。 （2020年10月12日撮影）
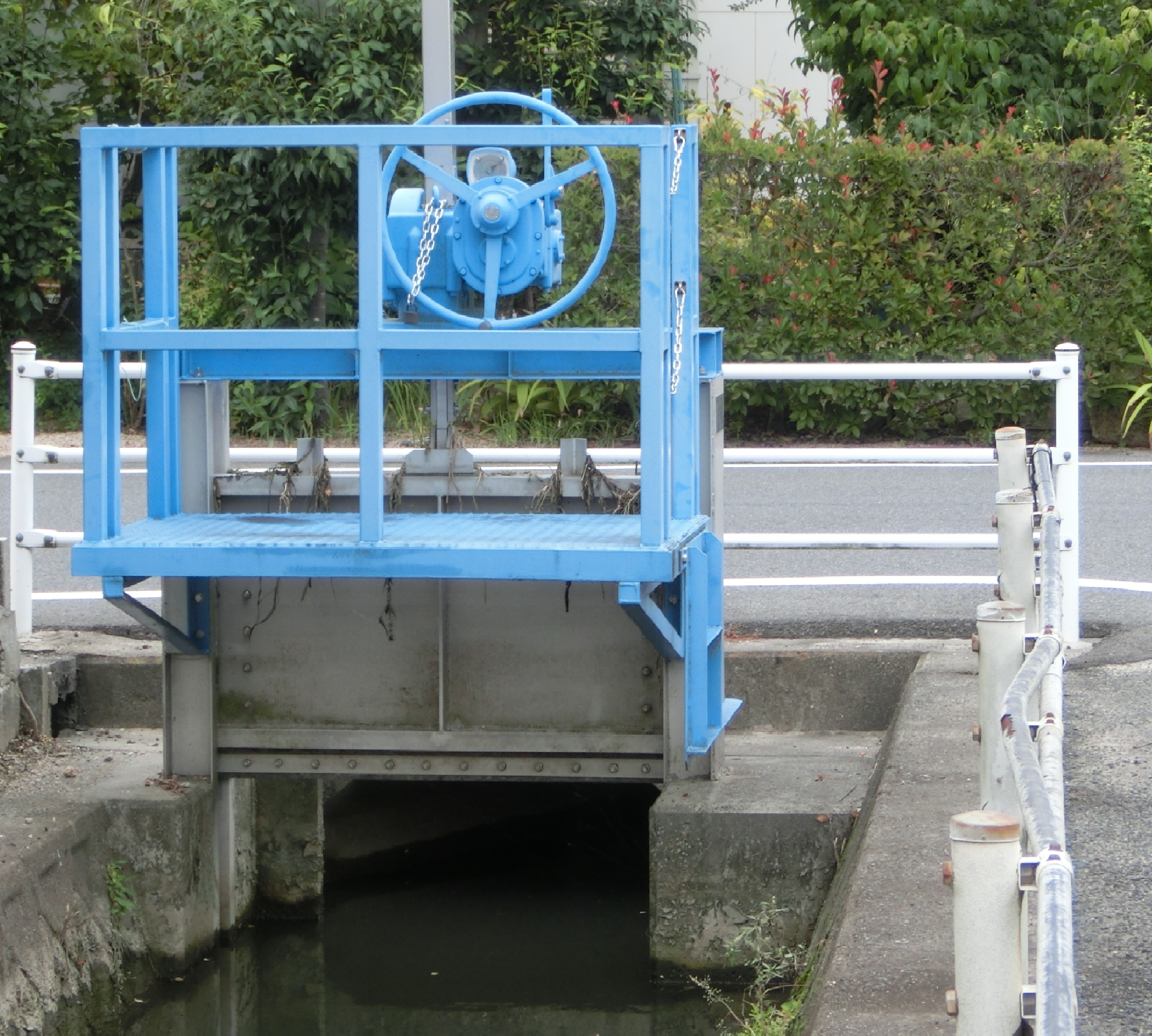
下庄地区内の街中に設置された、手動式の小型水門。 （2020年10月6日撮影）
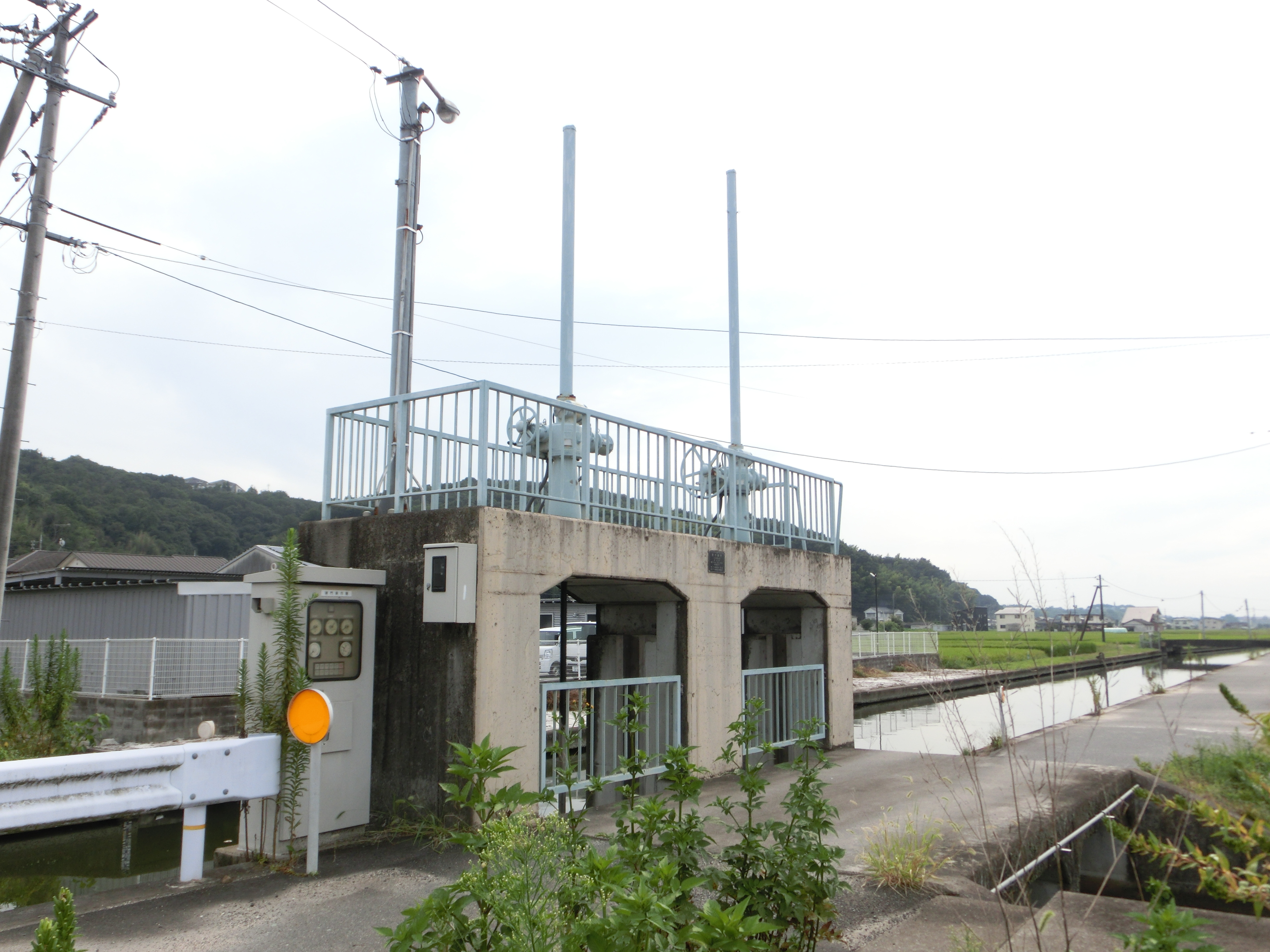
下庄地区内の六軒川沿いに設置された、比較的新しい電動式の中型水門。 （2020年10月12日撮影）
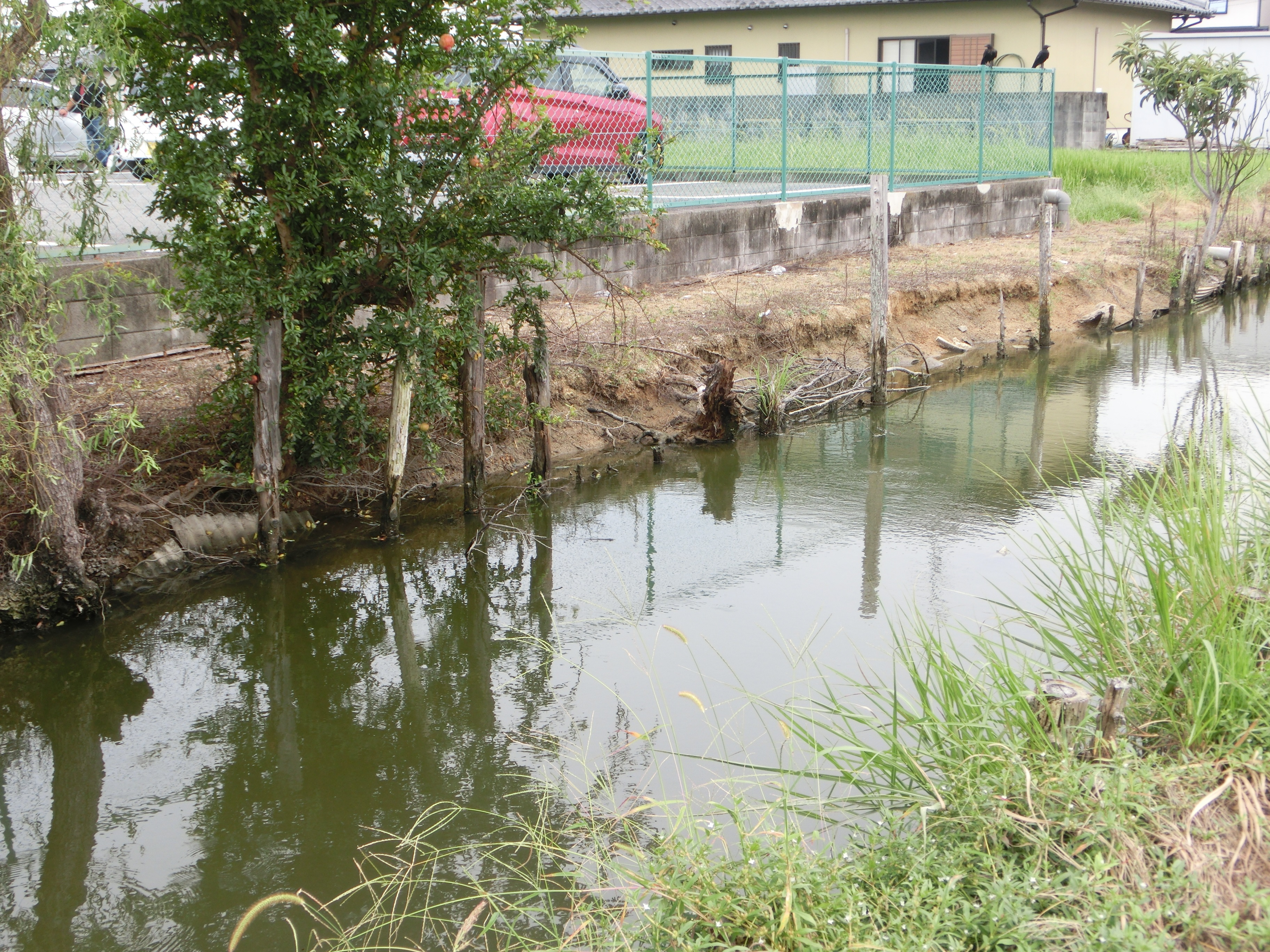
下庄地区内の左側護岸は、大部分の護岸が崩落しているものの、長年に渡り修復される事もなく放置状態となっている。 （2020年10月9日撮影）
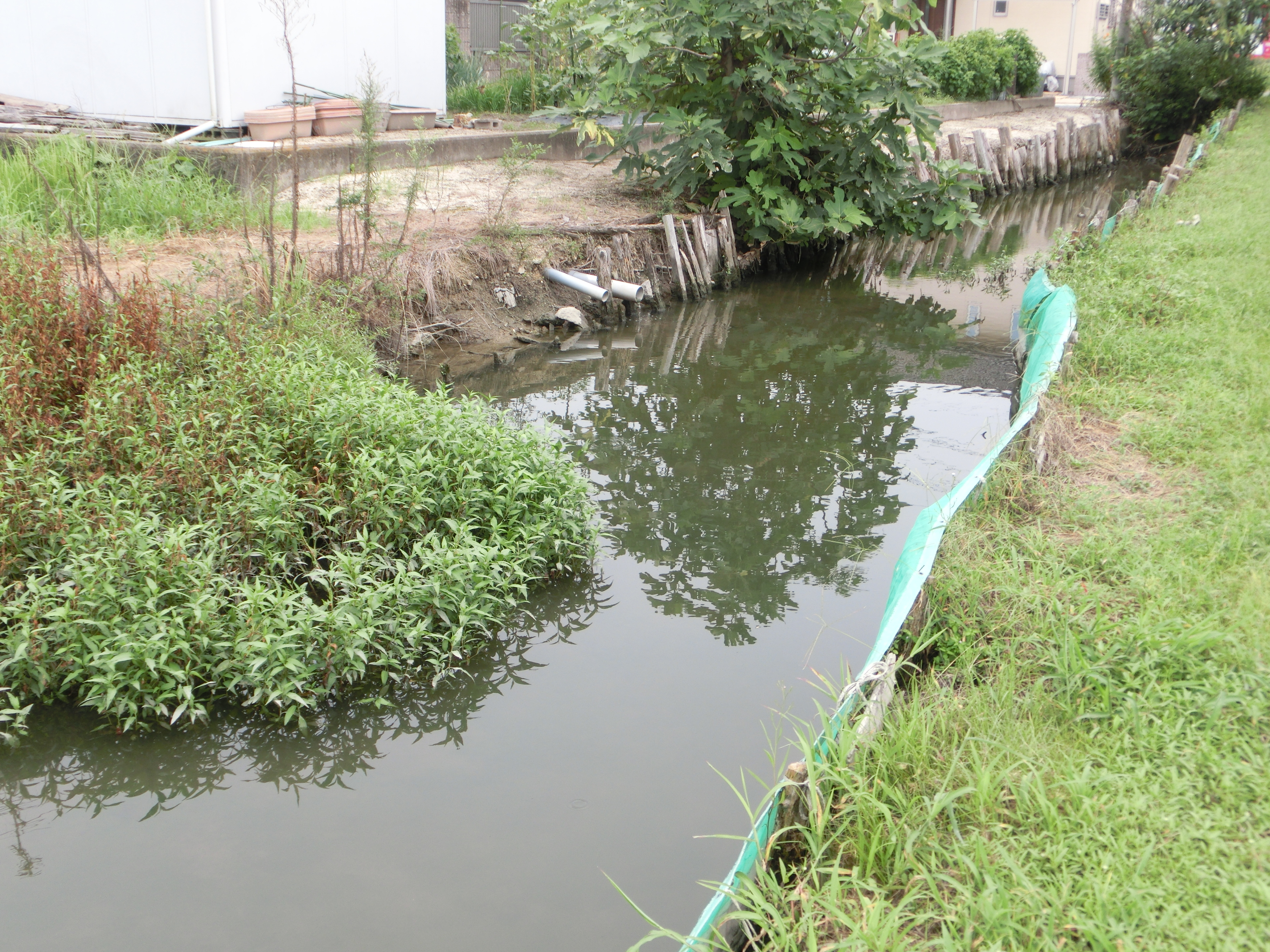
下庄地区内の左側護岸が崩落して一部は土砂が水路に流れ出し、草が生えるほど放置されている。[続き 30] （2020年10月9日撮影）
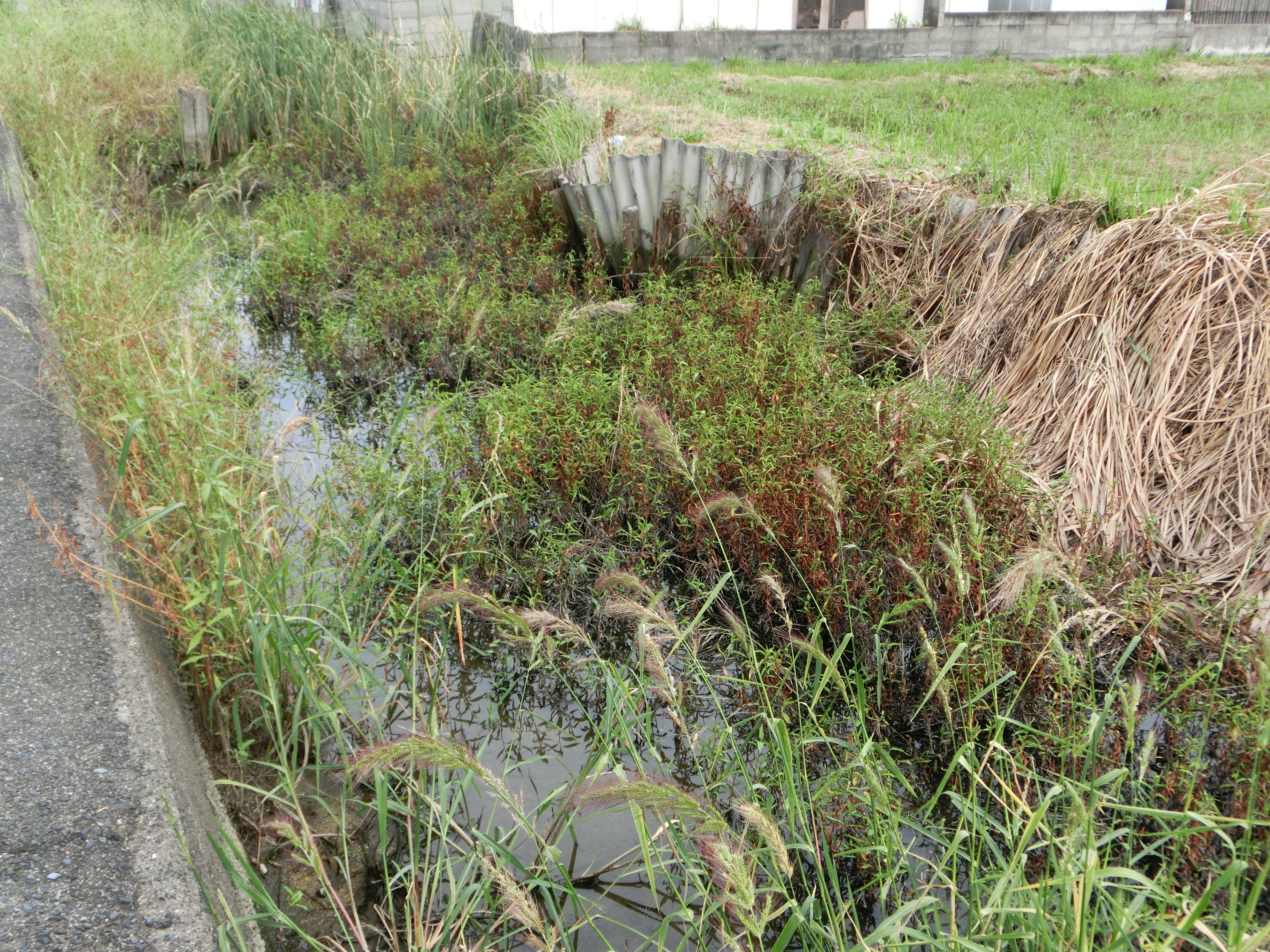
下庄地区内の右側護岸が崩落して一部は土砂が水路に流れ出し、草が生えるほど放置されている。[続き 31] （2020年10月12日撮影）
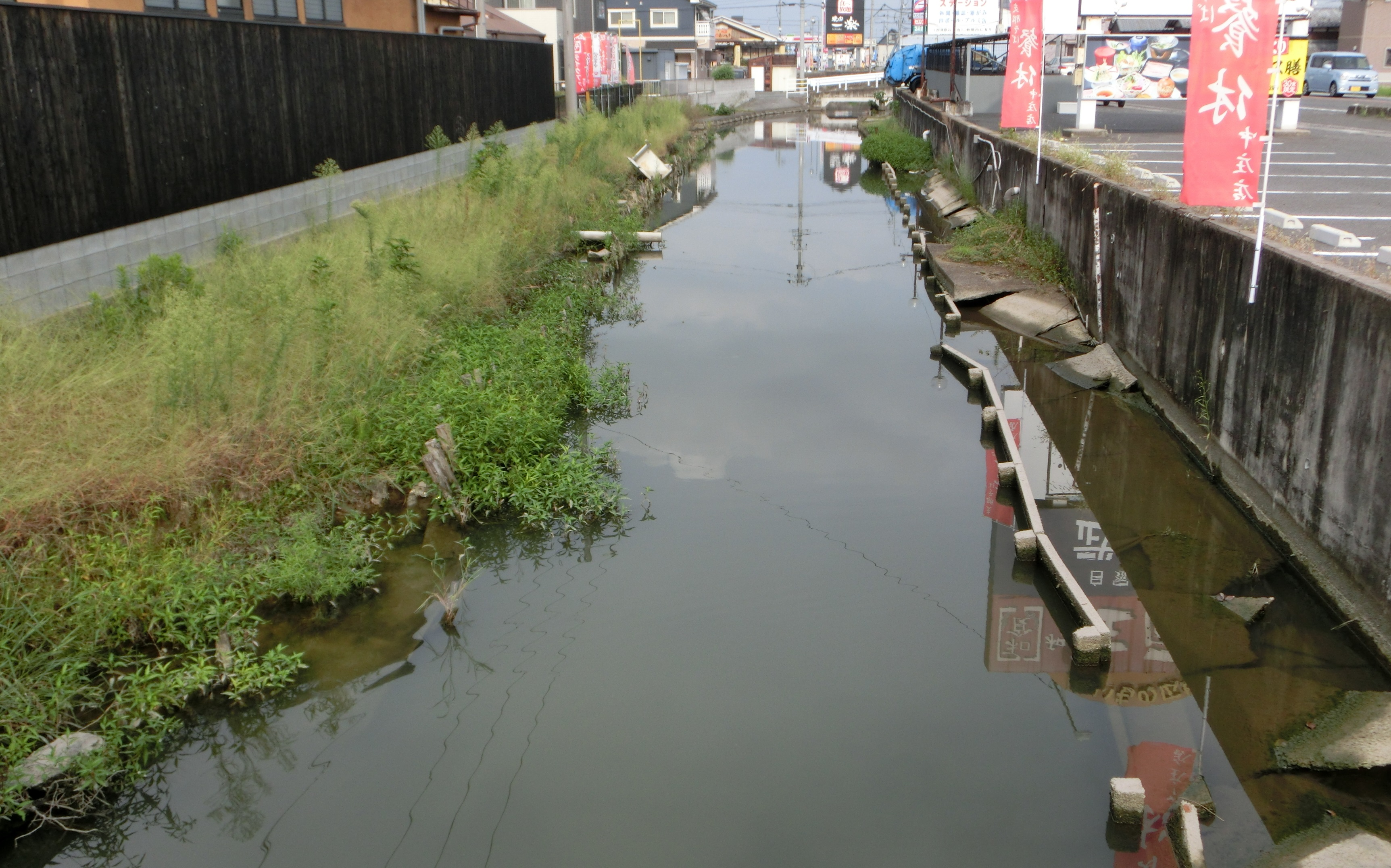
水路の両側とも補修すらされず、長年放置されて護岸が荒れてきている。 （2020年10月12日撮影）
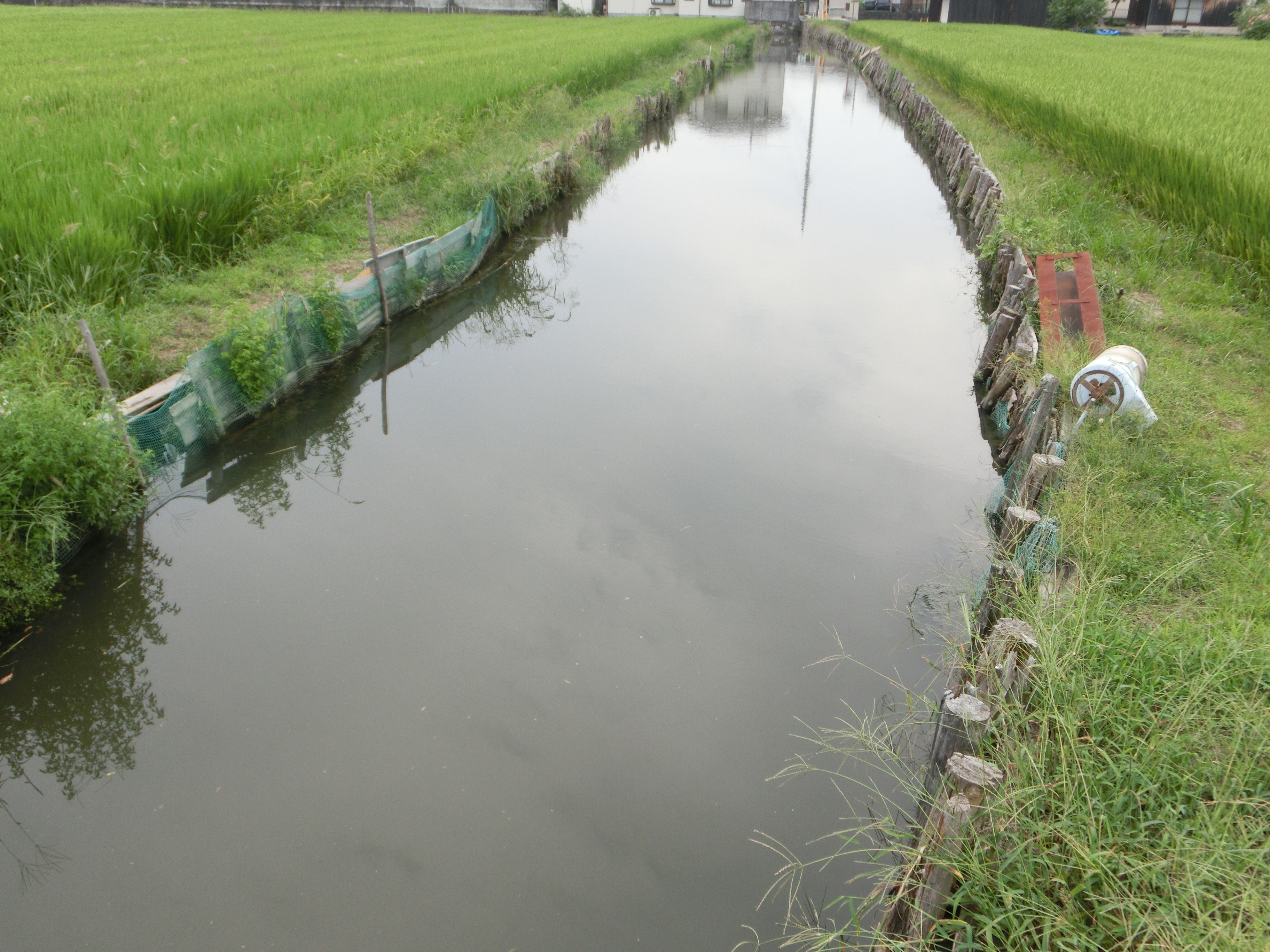
下庄地区内の水路の左右は長年に渡り、住民の手で改修が繰り返されてきた痕跡がうかがえる。 （2020年10月13日撮影）
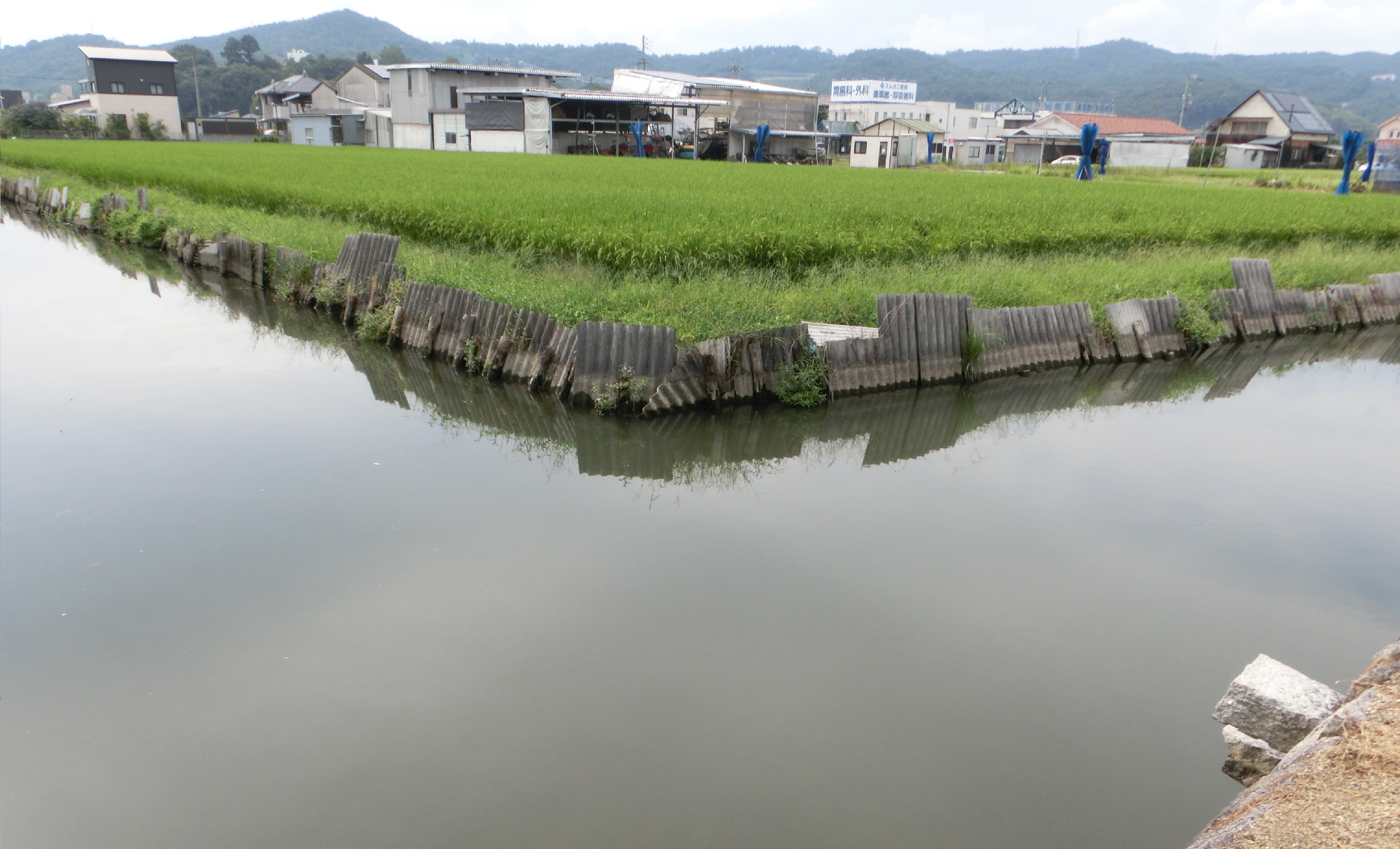
下庄地区内の水路の左右は長年に渡り、住民の手で改修が繰り返されてきた痕跡がうかがえる。[続き 32] （2020年10月12日撮影）
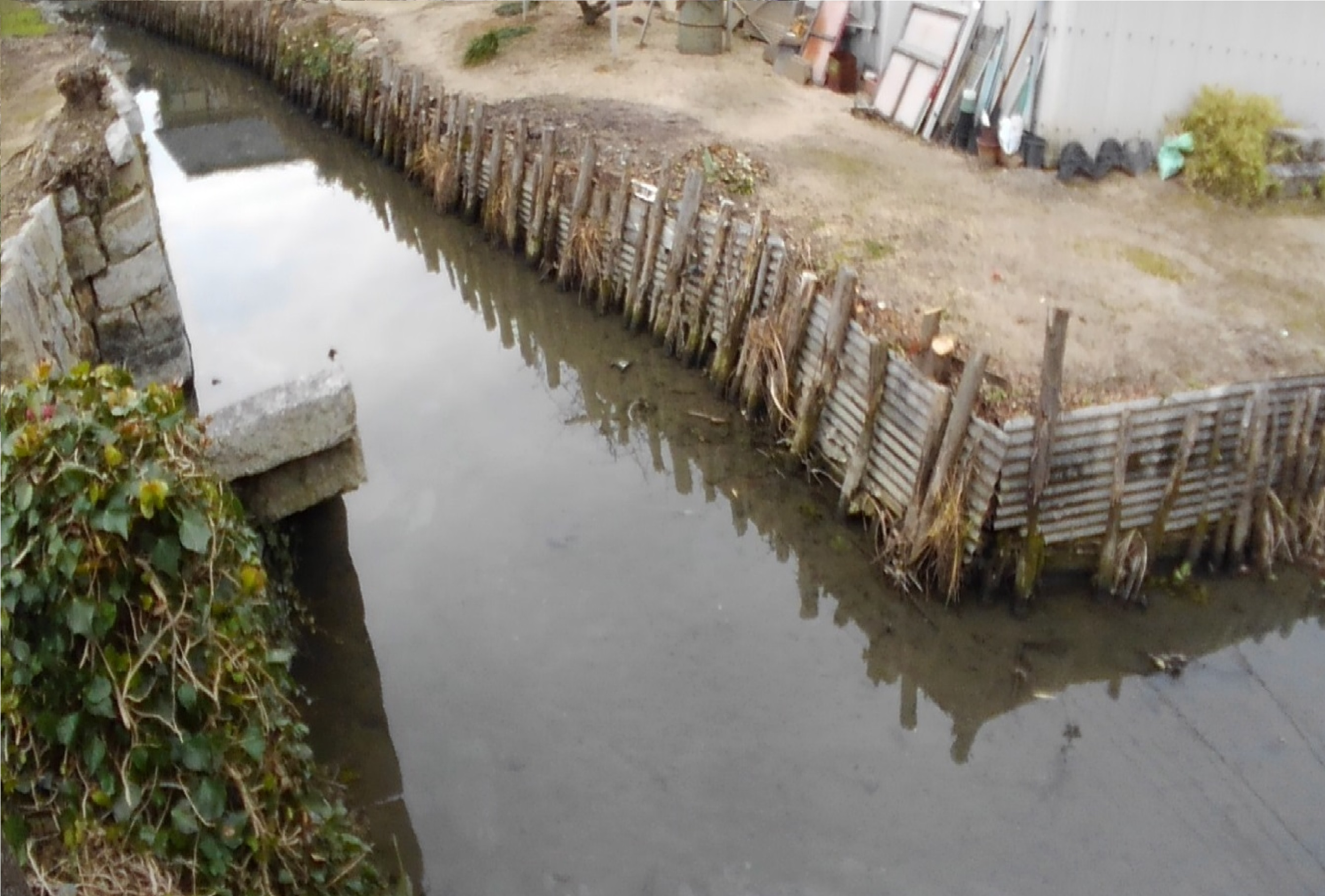
下庄地区内の住民の手作り護岸は、あくまでも応急的な工作物の為に朽ちるのも早く、放置すると崩れた土砂で水路が浅くなる原因となる。 （2021年2月1日撮影）

### 水路工事風景

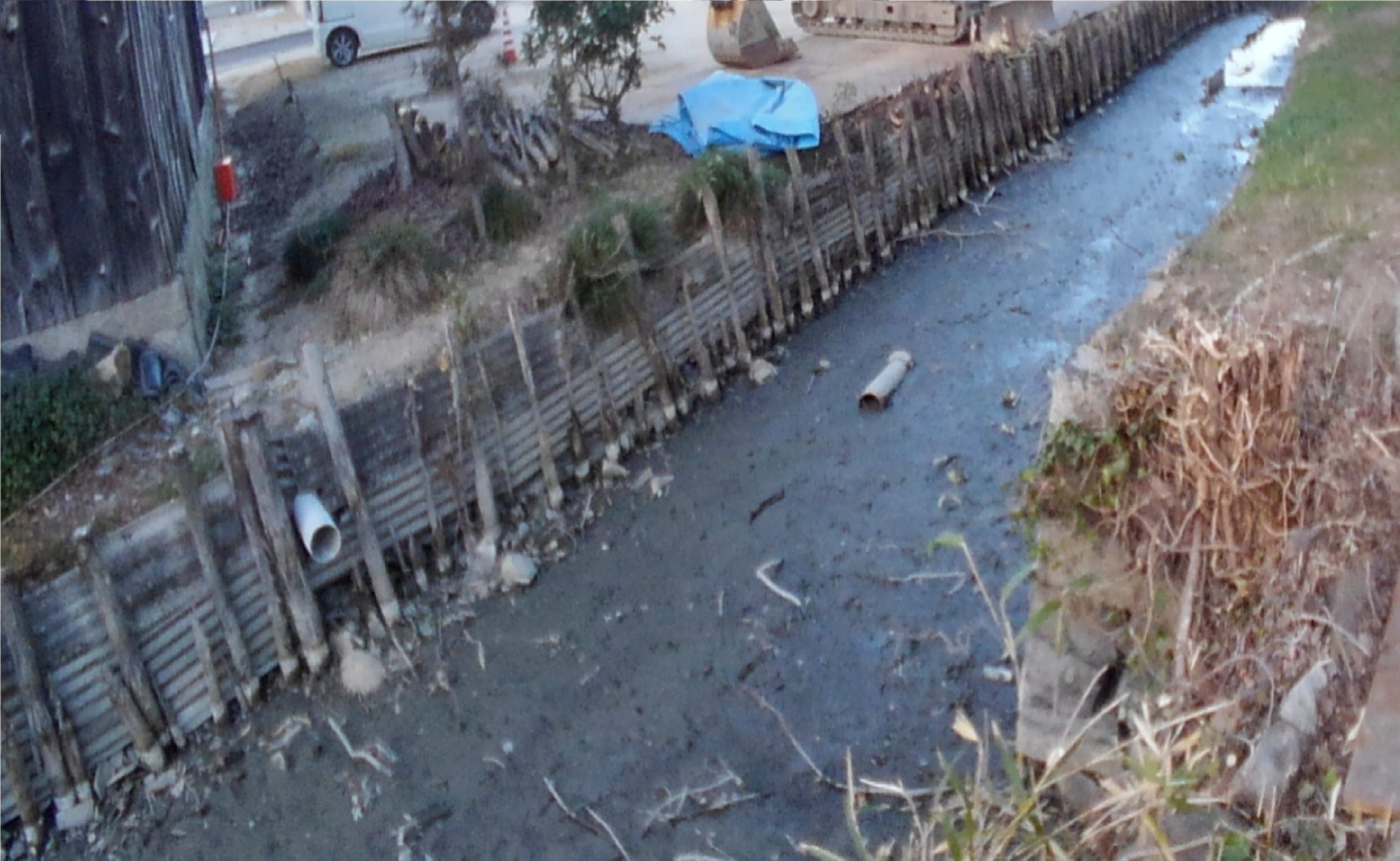
下庄地区内のコンクリート製護岸改修工事の為に、水路がせき止められて護岸が長年崩れて溜まった土砂で、川底が異常に浅くなった風景。 （2021年2月24日撮影）
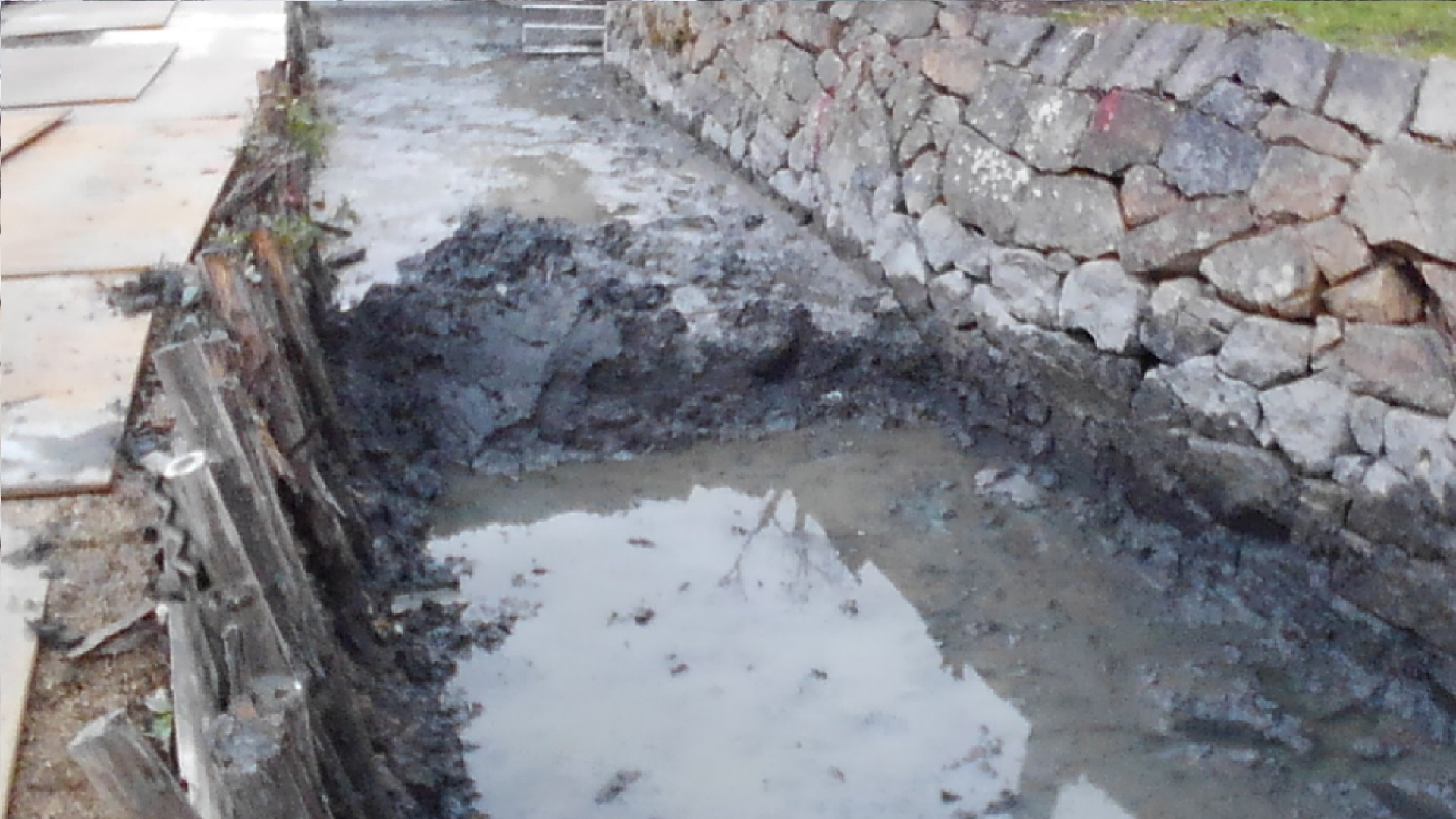
下庄地区内のコンクリート製護岸改修工事に伴い、長年護岸が崩れて溜まった土砂で、川底が異常に浅くなった風景。 右側の石垣状況からも、数十cmもの堆積物の状況が見て取れる。 （2021年3月5日撮影）
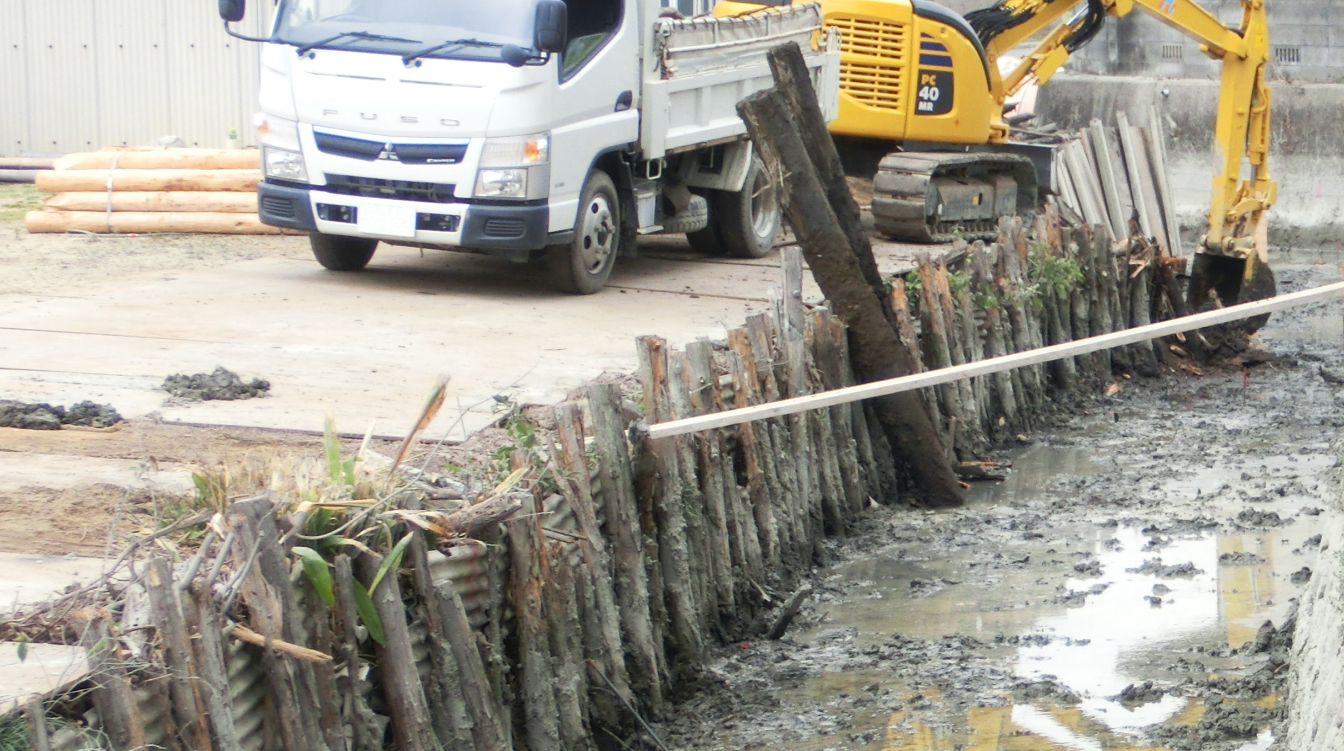
下庄地区内の水路改修工事の際に、古い木製護岸を黄色い重機で取り壊し中に現れた、２本の木製電柱（白いダンプカーの右側）の残骸。[続き 33] （2021年3月6日撮影）
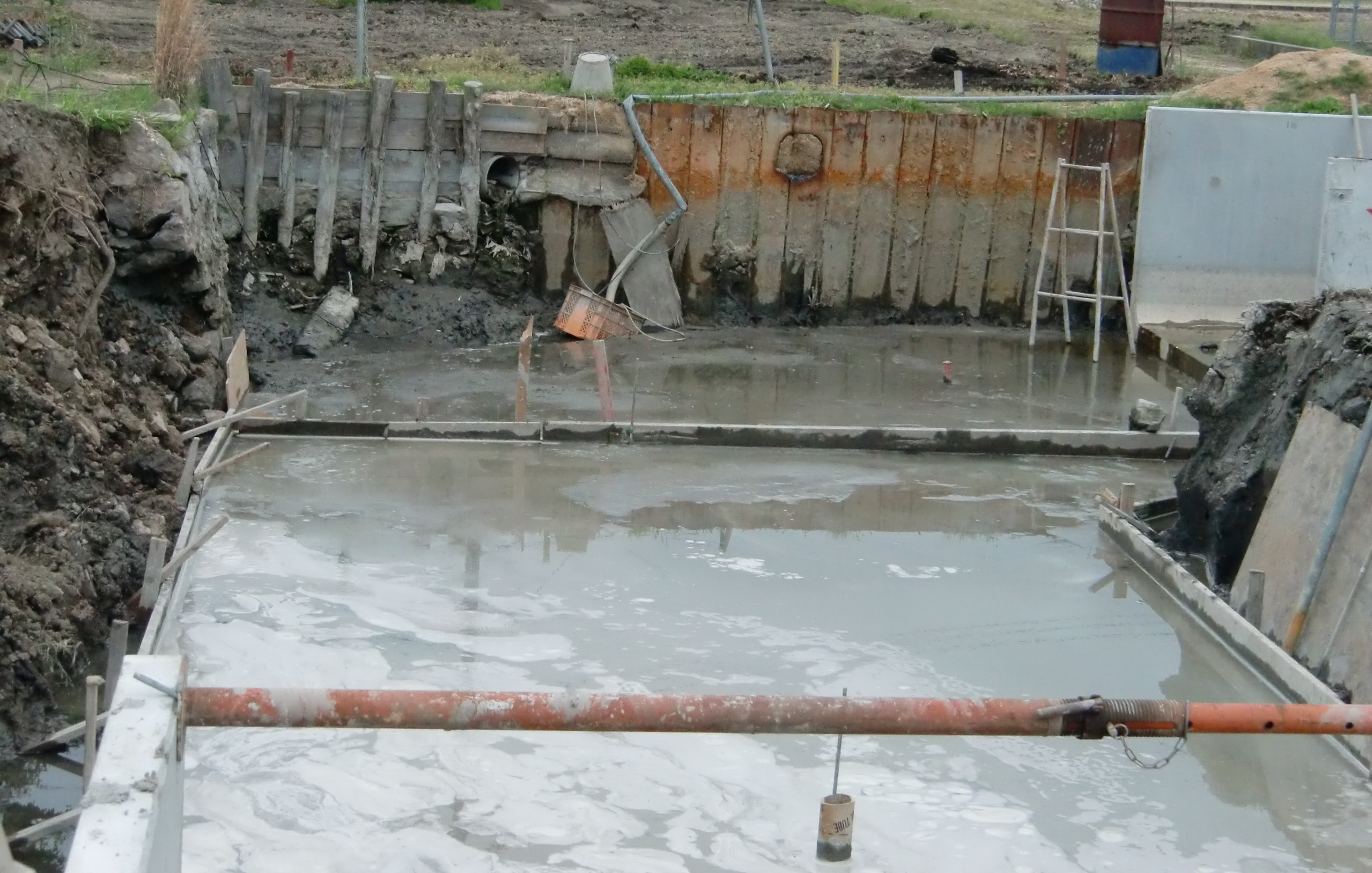
下庄地区内の川幅の広い基幹水路が、右側から手前に直角に曲がっている荒れた水路を掘り下げて、大規模な改修工事中の風景。[続き 34] （2014年4月19日撮影）
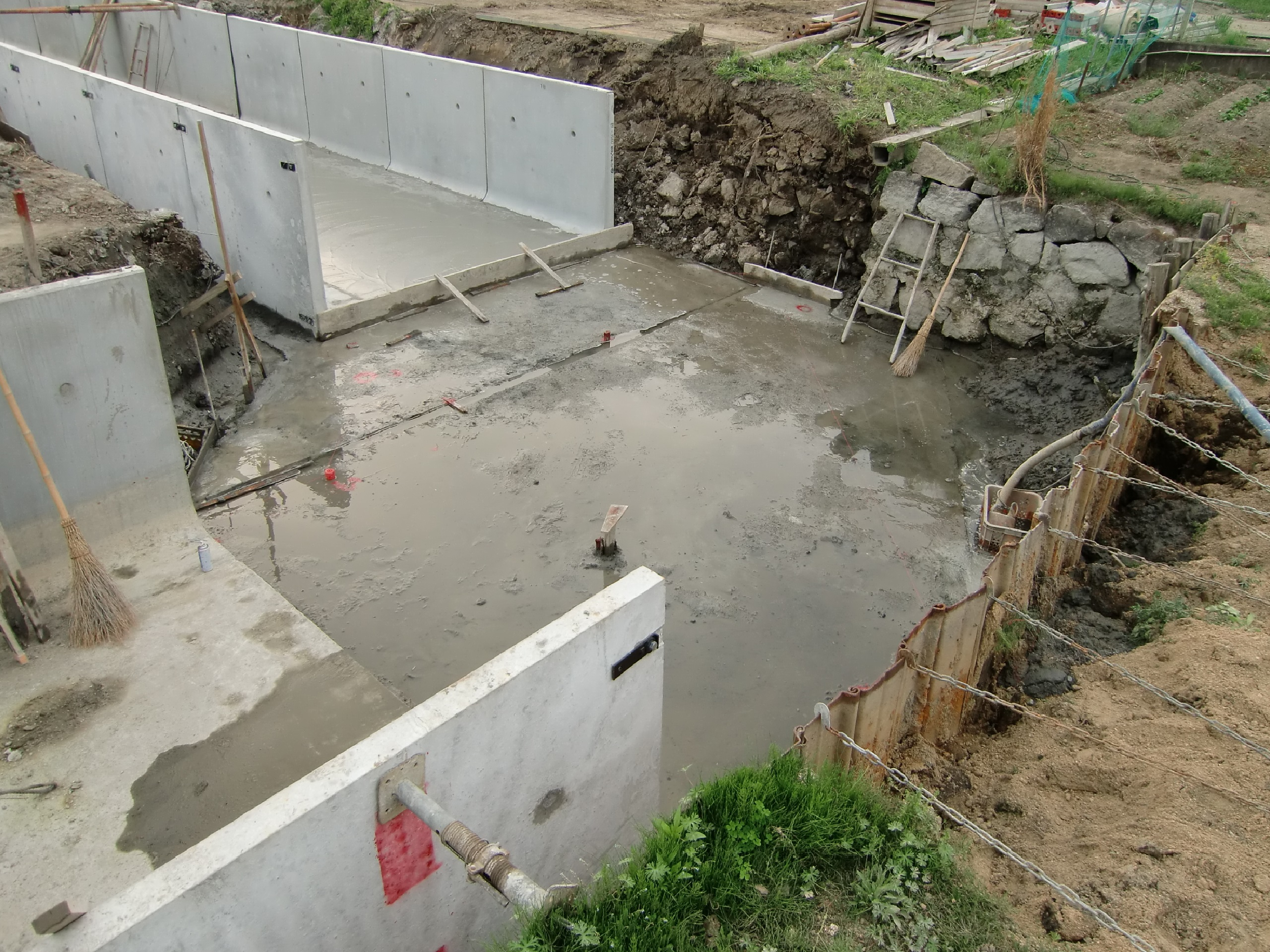
下庄地区内の川幅の広い基幹水路が、直角に曲がっている荒れた水路を掘り下げて、大規模な改修工事中の風景。[続き 35] （2014年4月22日撮影）

### 改良水路風景

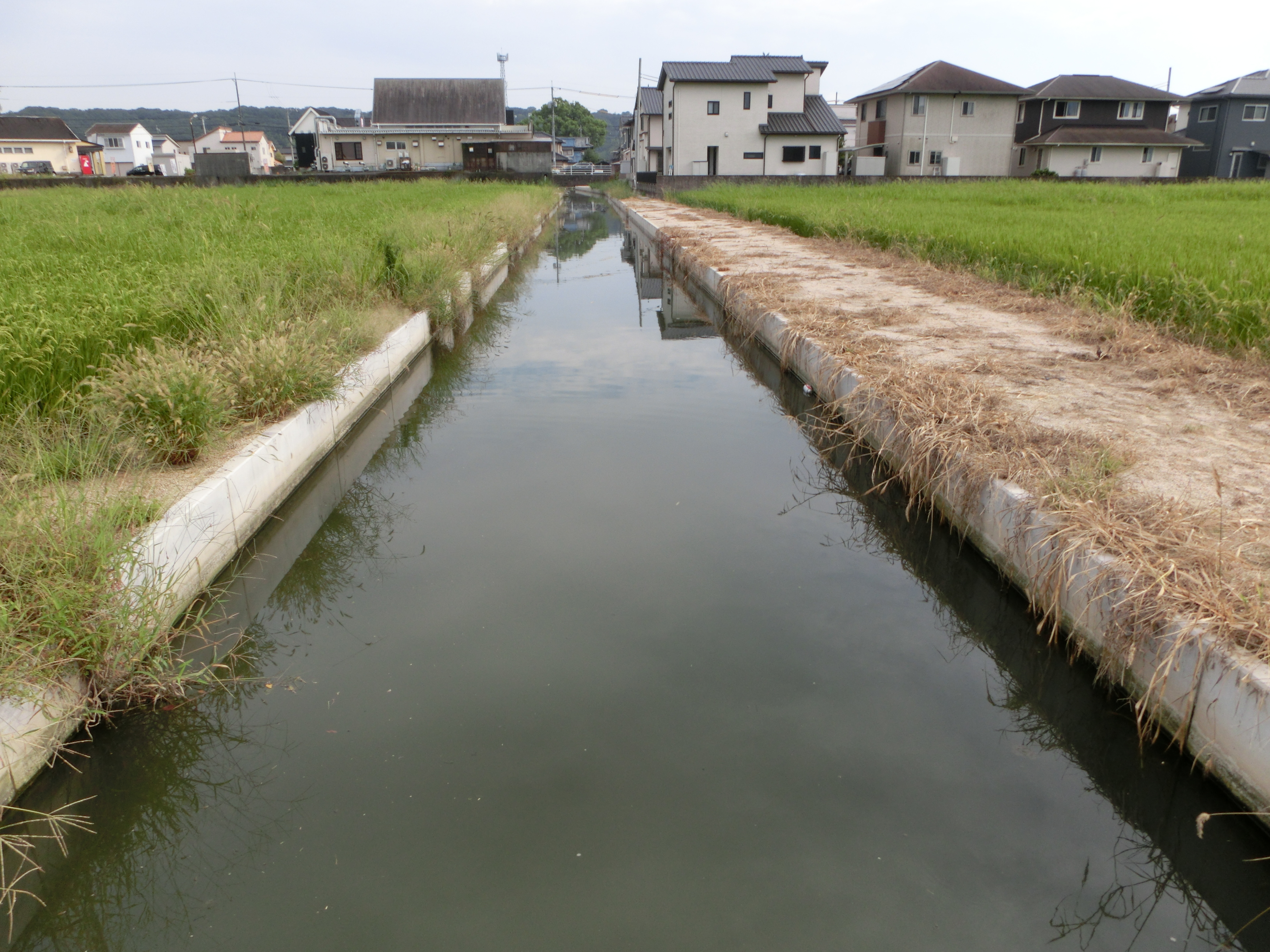
下庄地区内で2010年以降に、両岸が改修された用水路の一例。 （2020年10月12日撮影）
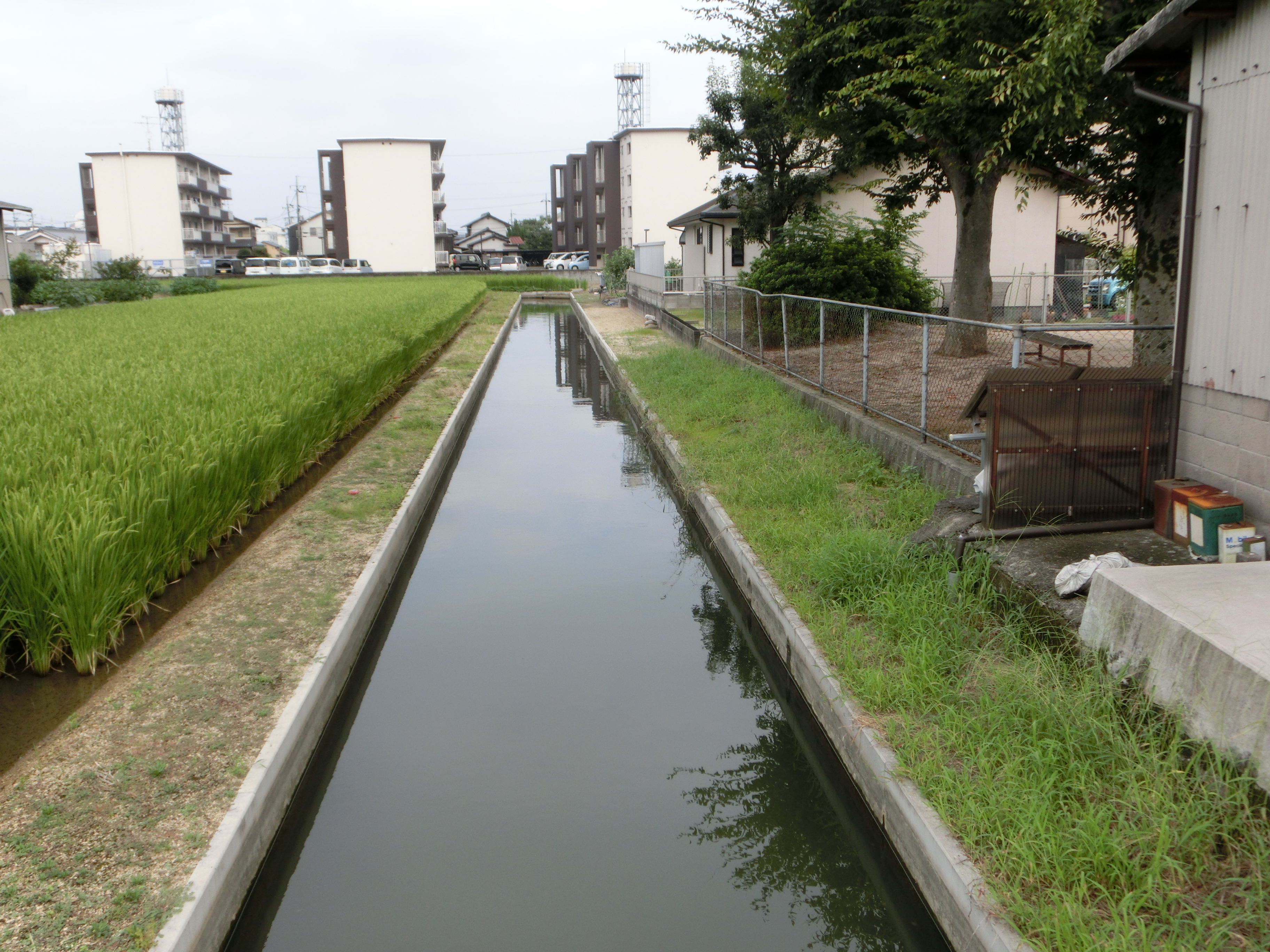
下庄地区内で2010年以降に、両岸が改修された用水路の一例。 （2020年10月12日撮影）
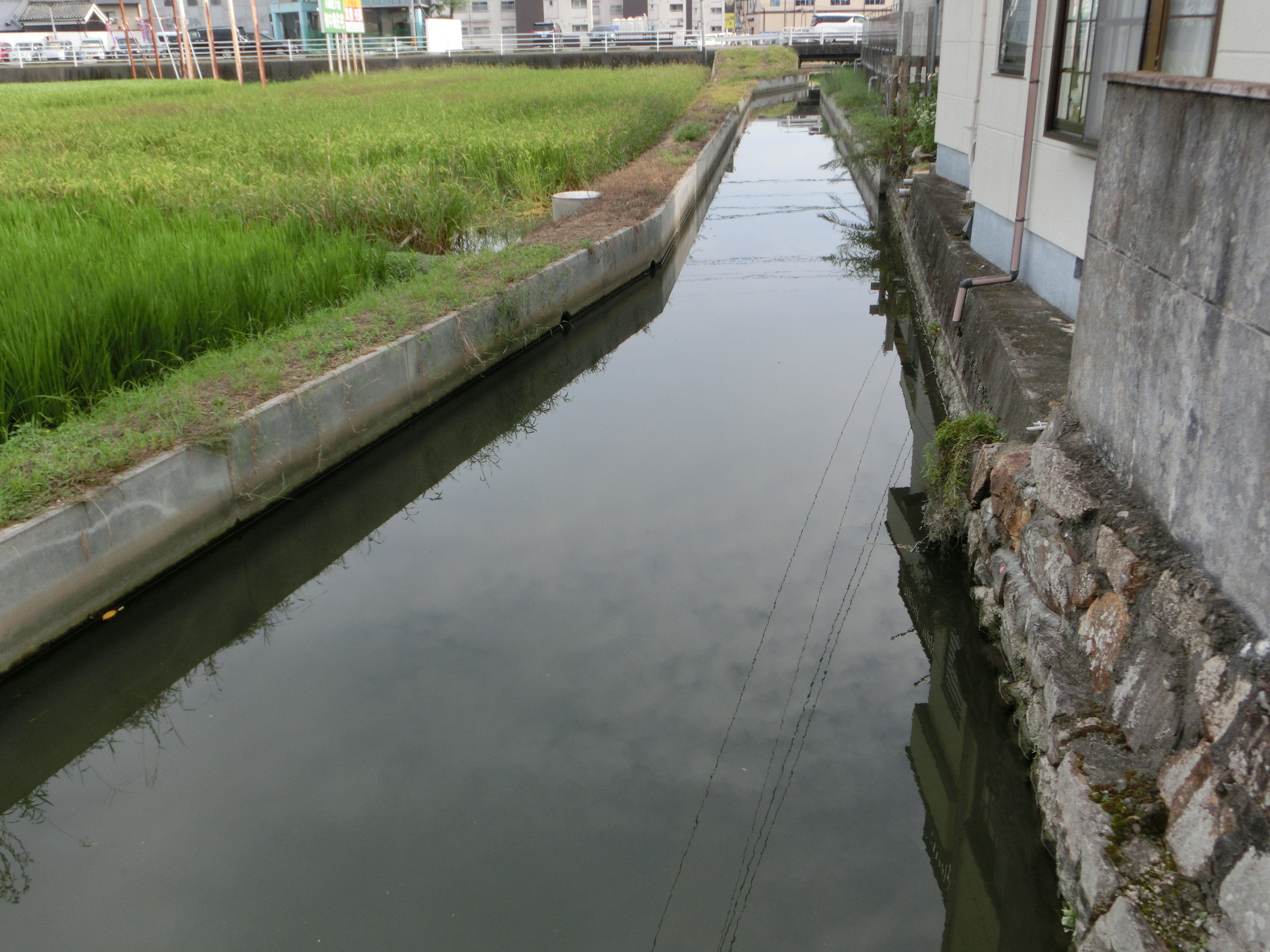
下庄地区内で2010年以降に、両岸が改修された用水路の一例。 （2020年10月12日撮影）
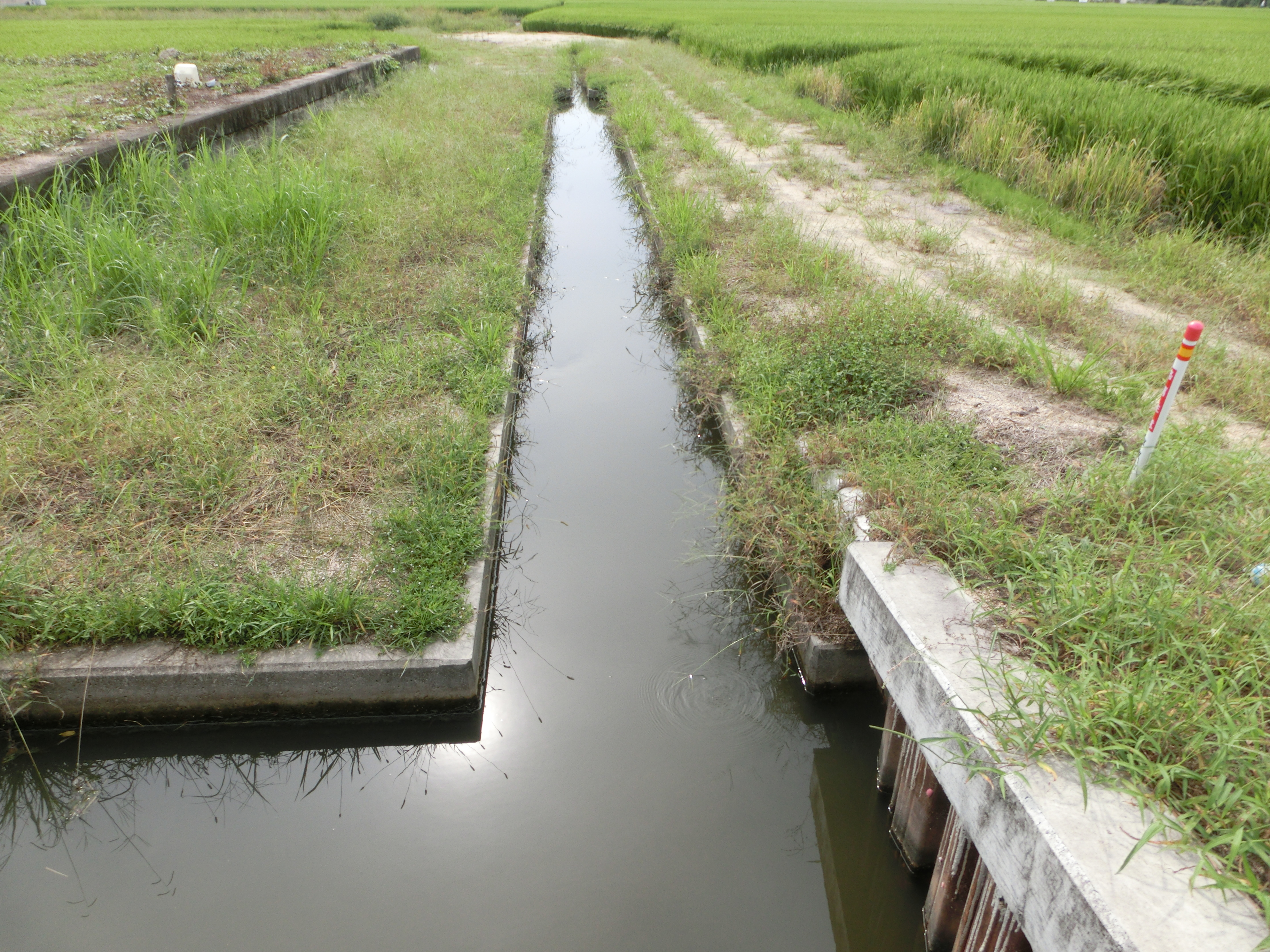
下庄地区内で2010年以降に、両岸が改修された用水路の一例。 （2020年10月12日撮影）

### ガス設備風景

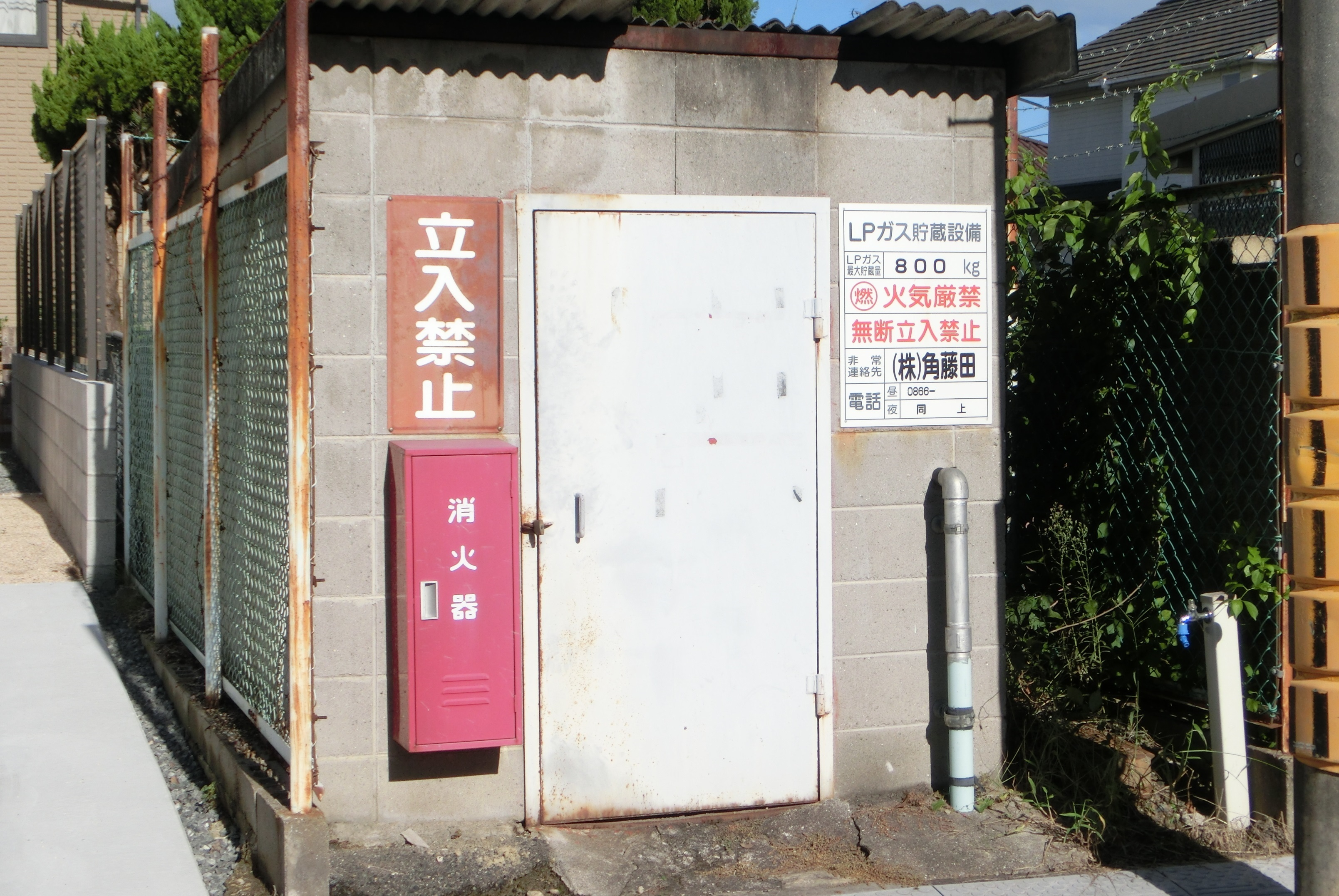
上東地区内の戸建て団地に、プロパンガスを一括して供給する集中管理設備。 燃料会社の『角藤田』が管理している。 50kgガスボンベを16個（800kg相当）収納している。 ※電話番号など、画像の一部を加工処理済。 （2020年10月6日撮影）
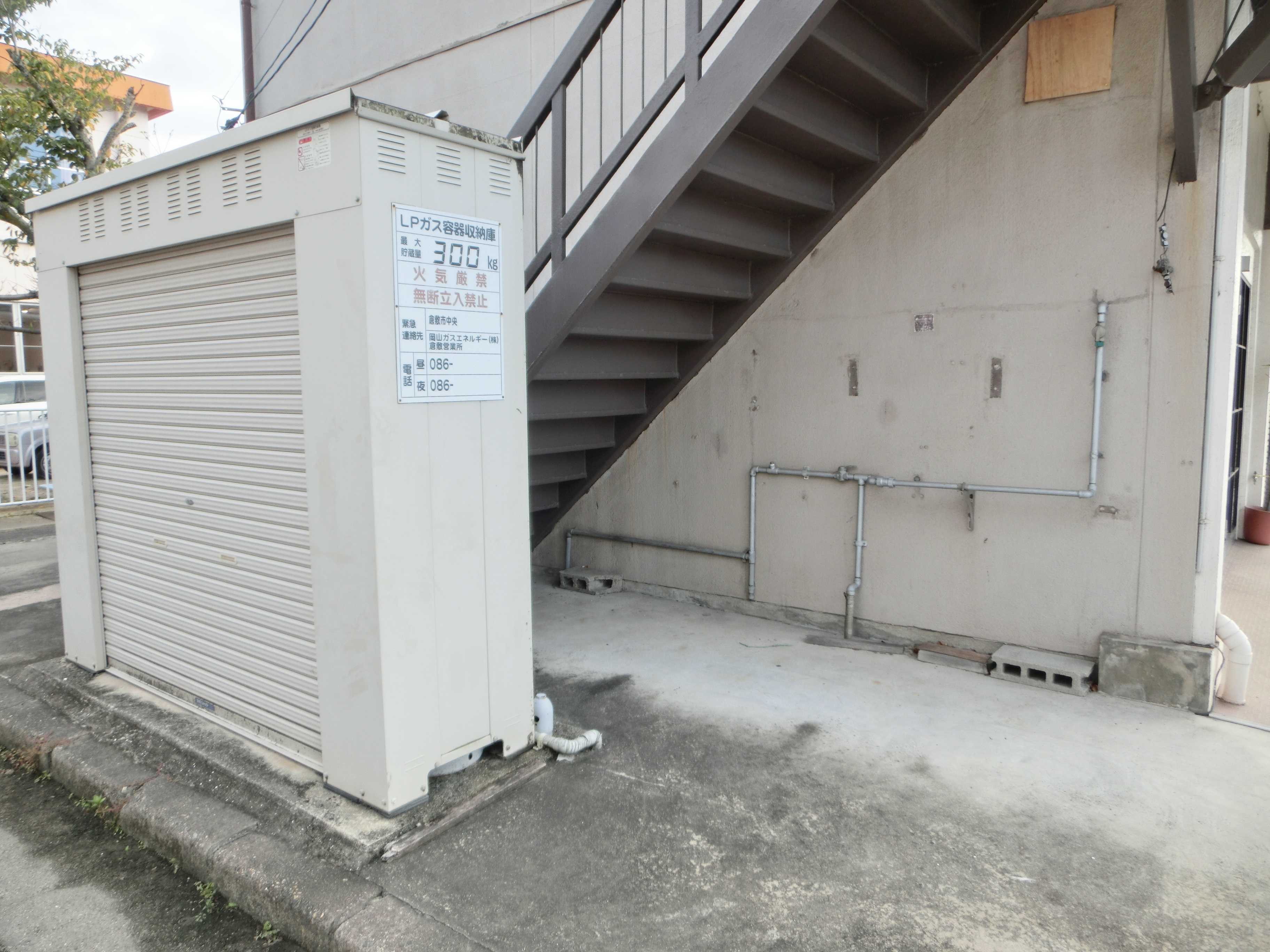
上東地区内のアパートに、プロパンガスを一括して供給する集中管理設備（画像左側の、シャッター付保管庫）。 元々は、旧・庄農協（現・JAはれのくに岡山庄支店）が管理していたが、プロパン事業撤退のために現在は、岡山ガス子会社の『岡山ガスエネルギー』が管理している。 （2020年10月6日撮影）
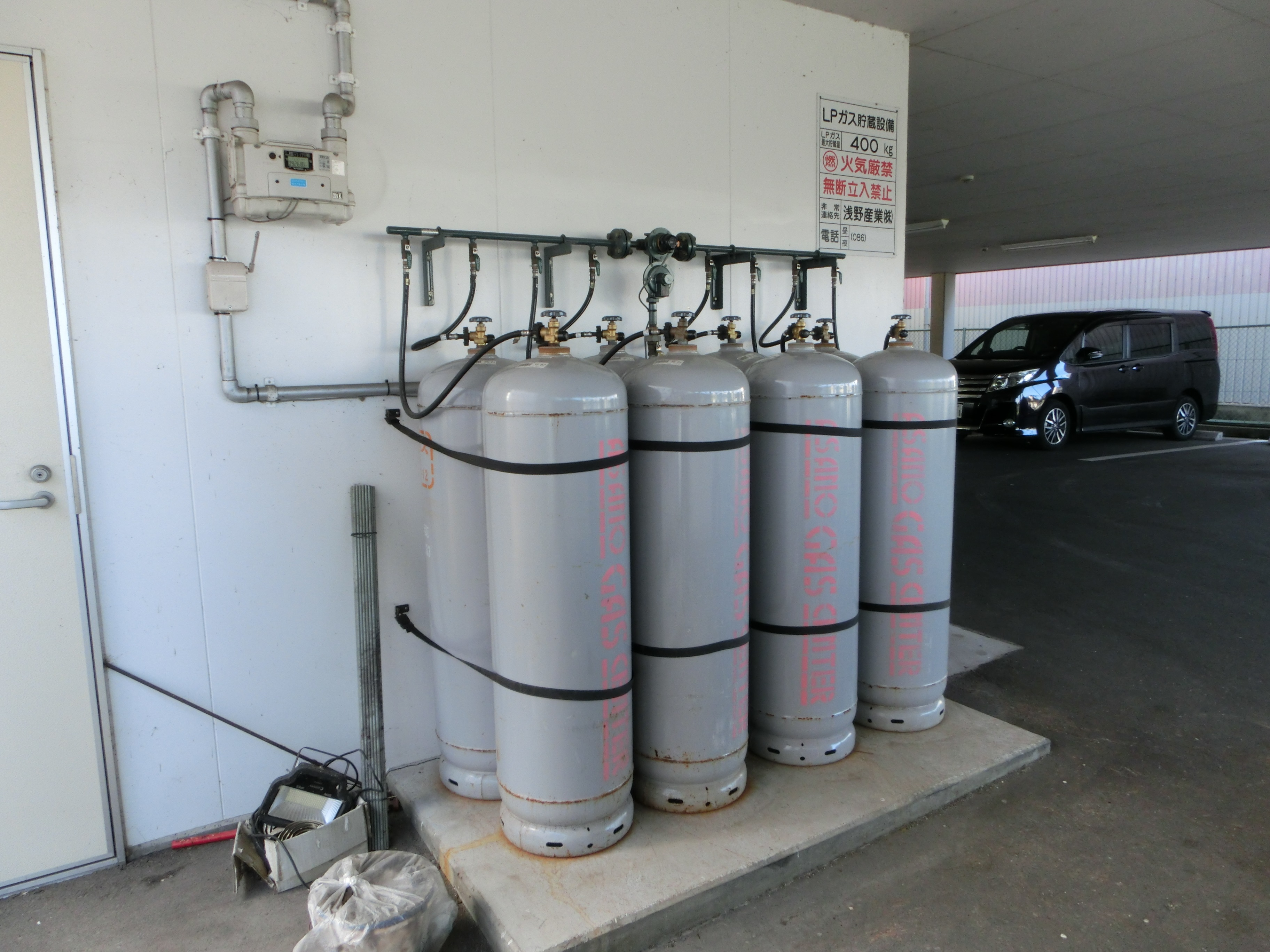
下庄地区内の商業施設に、プロパンガスを一括して供給する集中管理設備。 燃料会社の『浅野産業』が管理している。 50kgガスボンベを8個（400kg相当）収納している。 ※電話番号など、画像の一部を加工処理済。 （2020年10月6日撮影）
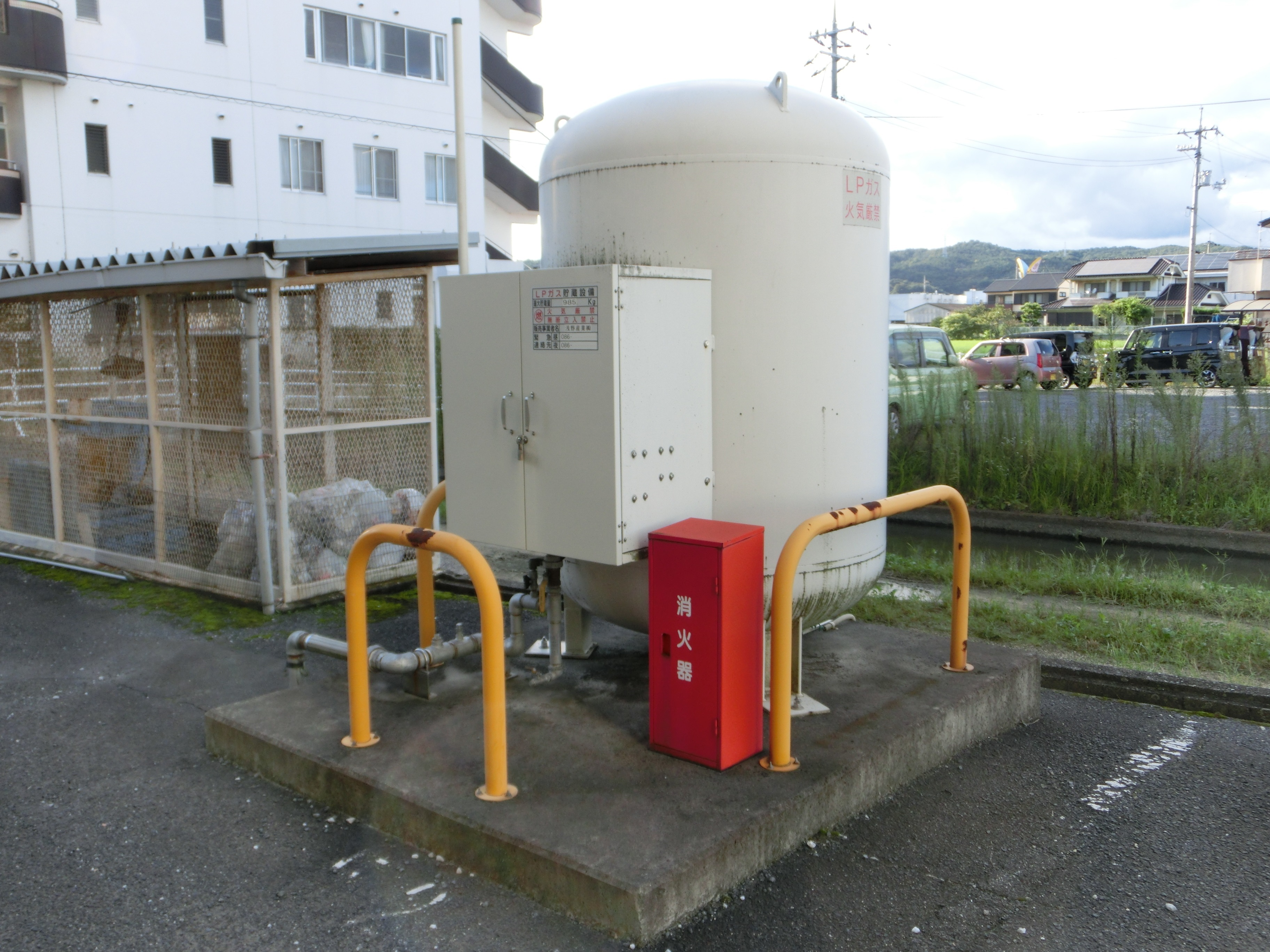
下庄地区内の大型コーポに、プロパンガスを一括して供給する集中管理設備。 燃料会社の『浅野産業』が管理している。 世帯数が多いために、985kg容量の固定式小型ガスタンクを設置している。 （2020年10月6日撮影）
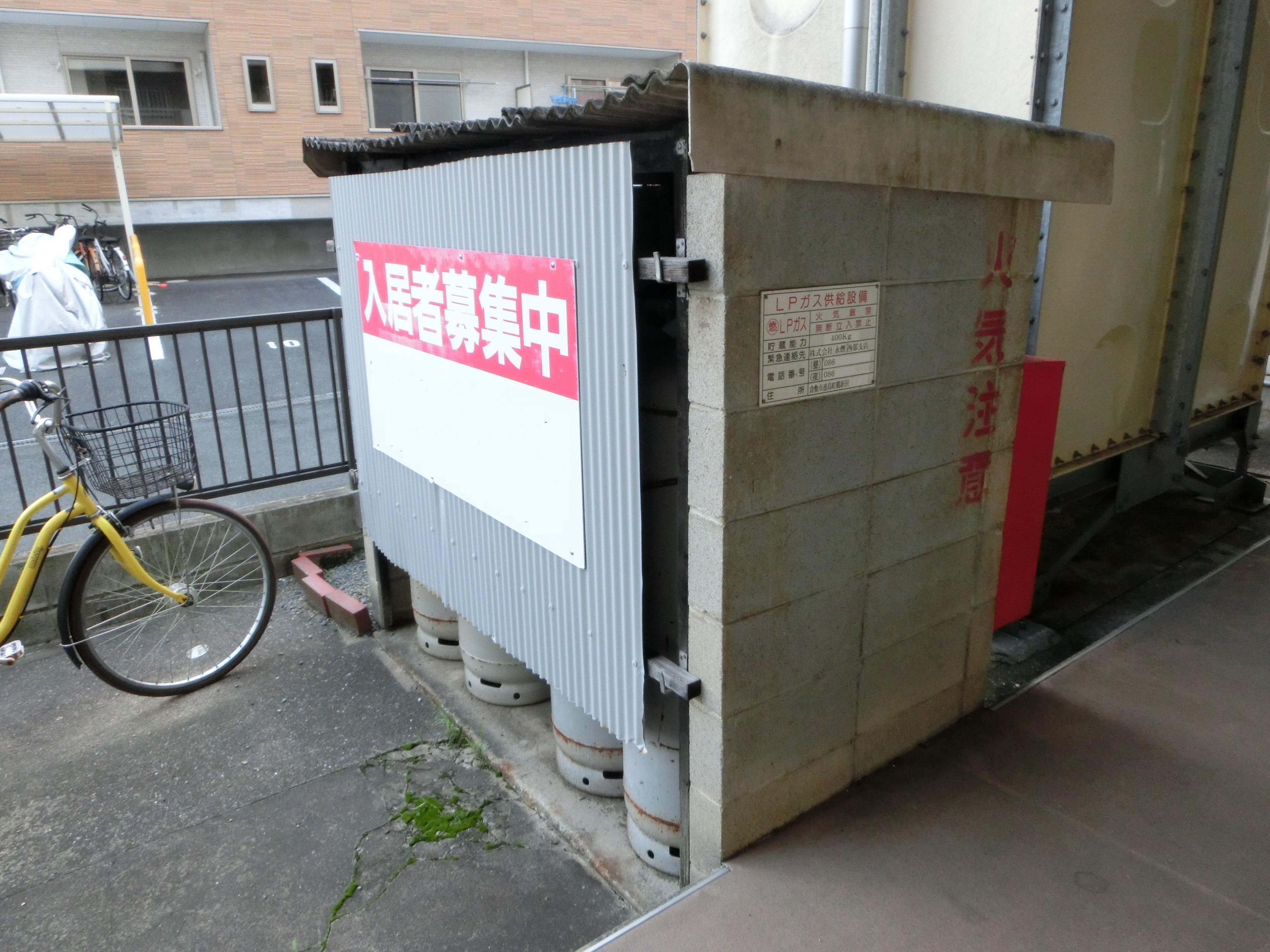
松島地区内のアパートに、プロパンガスを一括して供給する集中管理設備。 元々は、旧・庄農協（現・JAはれのくに岡山庄支店）が管理していたが、プロパン事業撤退のために現在は、燃料会社の『永燃』が管理している。 （2020年10月6日撮影）

- 上東地区内の戸建て団地に、プロパンガスを一括して供給する集中管理設備。
燃料会社の『角藤田』が管理している。
50kgガスボンベを16個（800kg相当）収納している。
※電話番号など、画像の一部を加工処理済。
（2020年10月6日撮影）
- 上東地区内のアパートに、プロパンガスを一括して供給する集中管理設備（画像左側の、シャッター付保管庫）。
元々は、旧・庄農協（現・JAはれのくに岡山庄支店）が管理していたが、プロパン事業撤退のために現在は、岡山ガス子会社の『岡山ガスエネルギー』が管理している。[続き 36]
（2020年10月6日撮影）
- 下庄地区内の商業施設に、プロパンガスを一括して供給する集中管理設備。
燃料会社の『浅野産業』が管理している。
50kgガスボンベを8個（400kg相当）収納している。
※電話番号など、画像の一部を加工処理済。
（2020年10月6日撮影）
- 下庄地区内の大型コーポに、プロパンガスを一括して供給する集中管理設備。
燃料会社の『浅野産業』が管理している。
世帯数が多いために、985kg容量の固定式小型ガスタンクを設置している。[続き 37]
（2020年10月6日撮影）
- 松島地区内のアパートに、プロパンガスを一括して供給する集中管理設備。
元々は、旧・庄農協（現・JAはれのくに岡山庄支店）が管理していたが、プロパン事業撤退のために現在は、燃料会社の『永燃』が管理している。[続き 38]
（2020年10月6日撮影）